# Pintura no Brasil

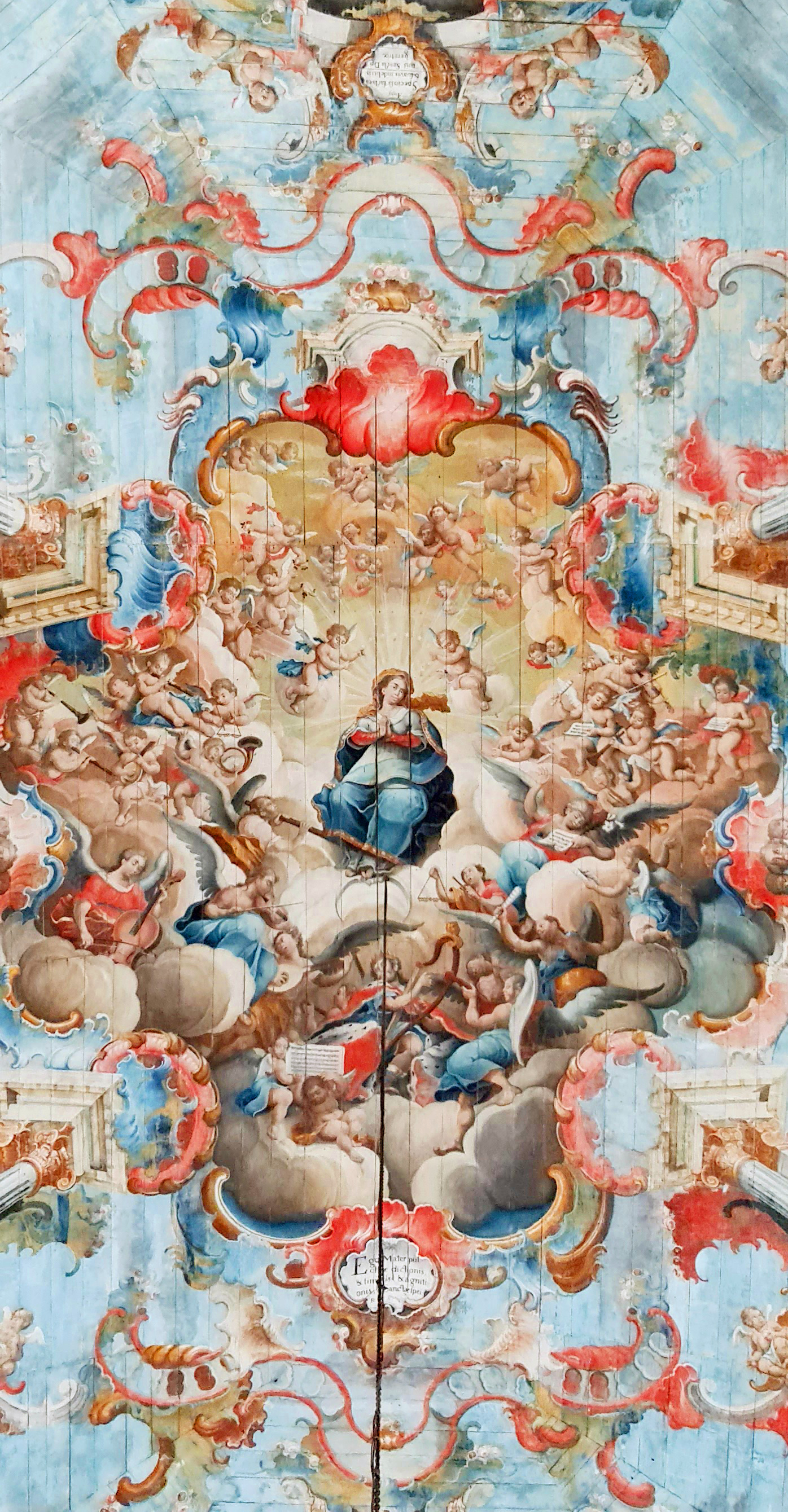
Detalhe da Assunção de Nossa Senhora, de Mestre Ataíde, teto da igreja de São Francisco, Ouro Preto, início do século XIX. Ataíde representa um dos primeiros momentos de originalidade na pintura erudita brasileira.

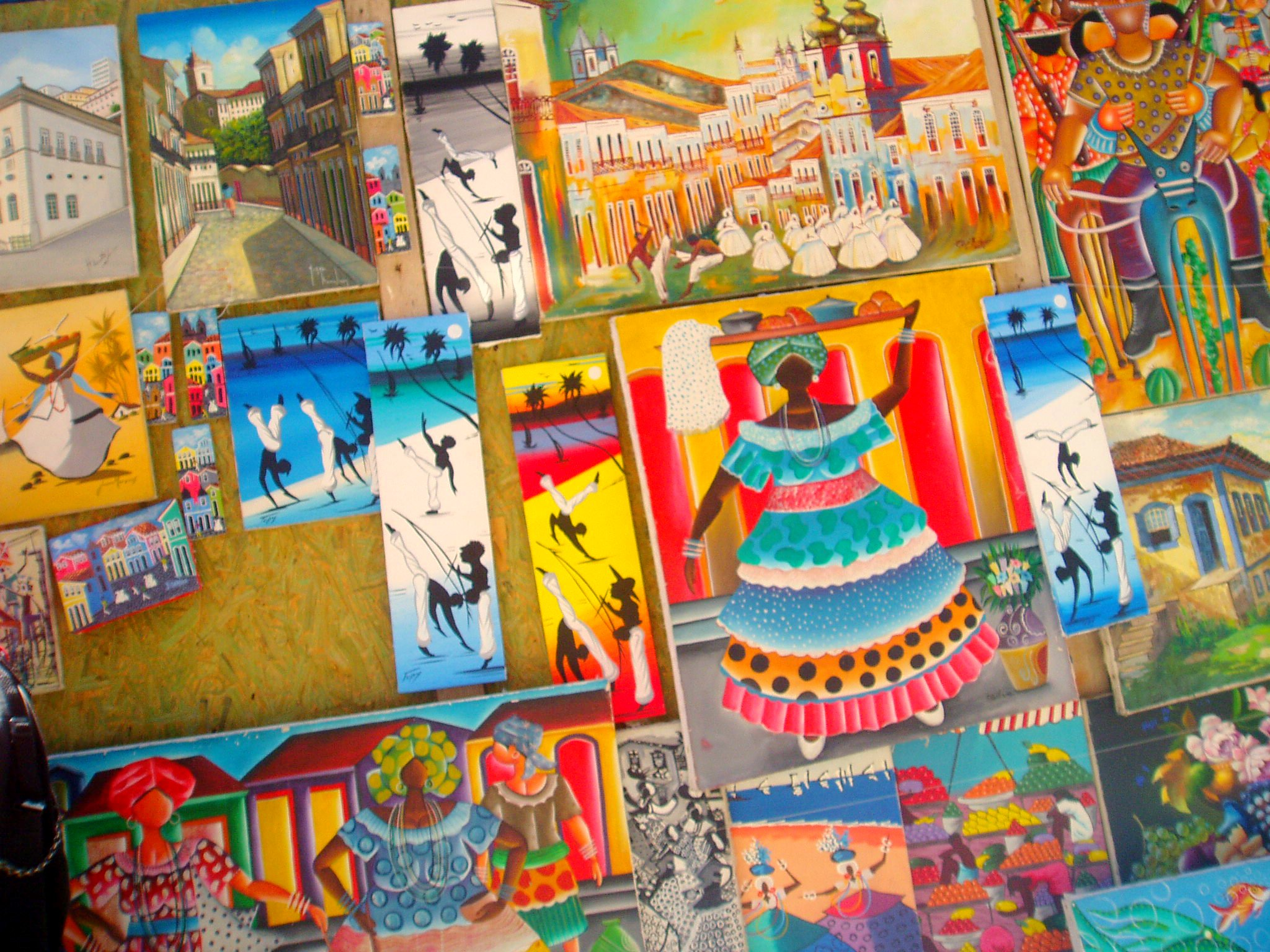
Pinturas populares contemporâneas, Bahia.

A pintura no Brasil é uma das principais expressões da cultura brasileira. Nasceu com os primeiros registros visuais do território, da natureza e dos povos nativos brasileiros, realizados por exploradores e viajantes europeus cerca de cinquenta anos após o Descobrimento. Os índígenas já praticavam há muito tempo algumas formas de pintura no corpo, em paredes de grutas e em objetos, mas sua arte não influenciou a evolução posterior da pintura brasileira, que passou a ser dependente de padrões trazidos pelos conquistadores e missionários portugueses.
No século XVII a pintura no Brasil já experimentava um desenvolvimento considerável, ainda que difuso e limitado ao litoral, e desde então conheceu um progresso ininterrupto e sempre com maior pujança e refinamento, com grandes momentos assinaláveis: o primeiro no apogeu do Barroco, com a pintura decorativa nas igrejas; depois, na segunda metade do século XIX, com a atuação da Academia Imperial de Belas Artes; na década de 1920, quando se inicia o movimento modernista, que teve sucesso em introduzir um sentido de genuína brasilidade na pintura produzida no país, e em tempos recentes, quando a pintura brasileira começa a se destacar no exterior e o sistema de produção, ensino, divulgação e consumo da pintura está firmemente estabilizado através de muitos museus, cursos universitários e escolas menores, exposições e galerias comerciais, além de ser uma atividade que conta com inúmeros praticantes profissionais e amadores.

## Antes da colonização europeia

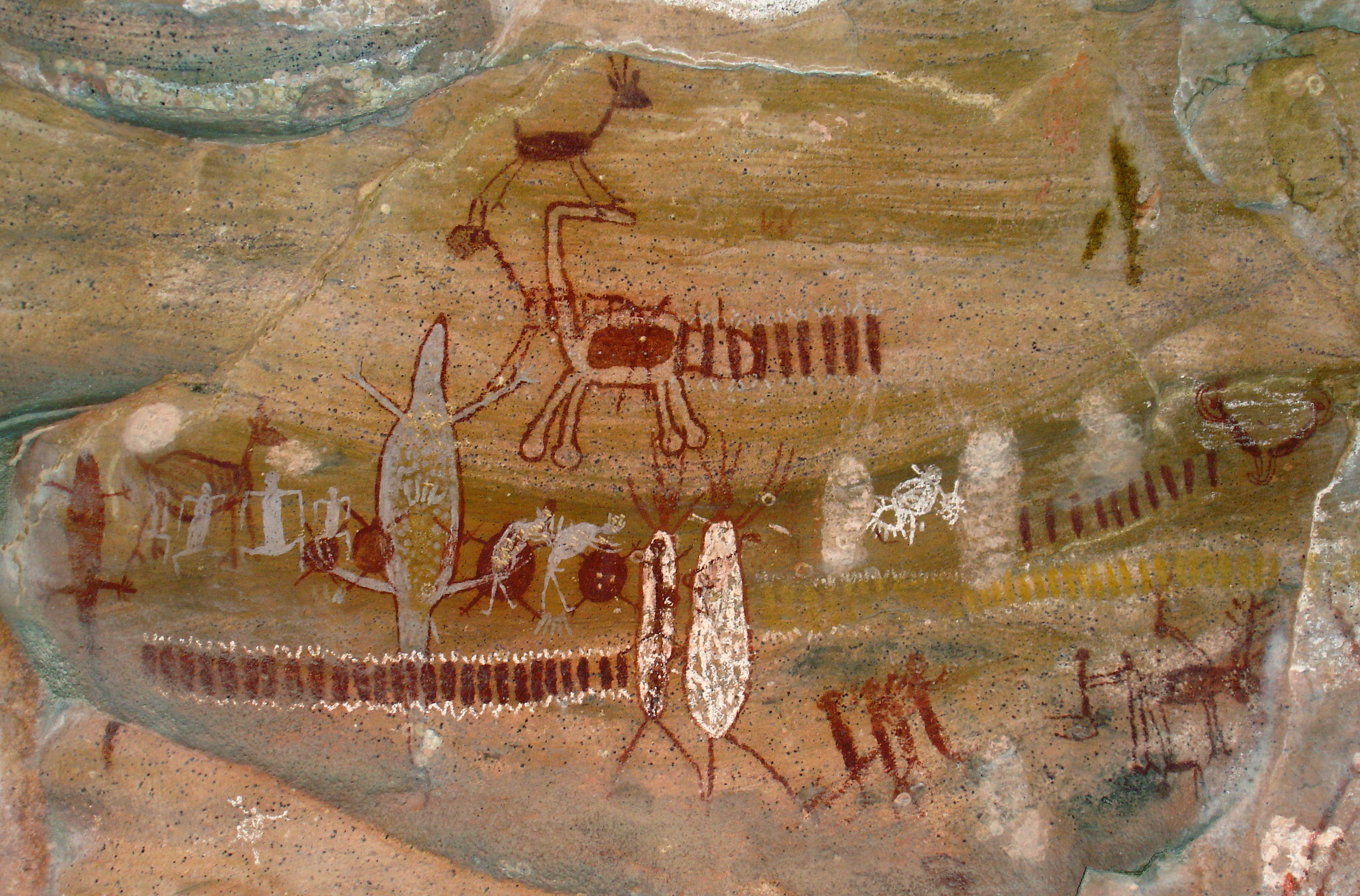
Pinturas rupestres da Serra da Capivara.

Relativamente pouco se conhece a respeito da arte pictórica praticada no Brasil de antes da descoberta do território pelos portugueses. Os povos indígenas que foram encontrados pelo colonizador não praticavam a pintura como era conhecida na Europa, usando tintas na ornamentação corporal e na decoração de artefatos de cerâmica. Dentre as relíquias indígenas que sobreviveram desta época destaca-se um bom acervo de peças das culturas Marajoara, Tapajós e Santarém, mas tanto a tradição de cerâmica como a de pintura corporal foram preservadas pelos índios que ainda vivem no Brasil, estando entre os elementos mais distintivos de suas culturas. Também ainda existem diversos painéis pintados com cenas de caça e outras figuras, realizados por povos pré-históricos em grutas e paredões rochosos em certos sítios arqueológicos. Estas pinturas provavelmente tinham funções rituais e teriam sido vistas como dotadas de poderes mágicos, capazes de capturar a alma dos animais representados e assim propiciar boas caçadas. O conjunto parietal mais antigo conhecido é o da Serra da Capivara, no Piauí, que exibe pinturas rupestres datadas de 32 mil anos atrás. Entretanto, nenhuma destas tradições se incorporou à corrente artística introduzida pelo colonizador, a qual se tornou predominante. Como disse Roberto Burle Marx, a arte do Brasil colonial é em todos os sentidos uma arte da metrópole portuguesa, embora em solo brasileiro tenha passado por várias adaptações ditadas pelas circunstâncias especificamente locais do processo colonizador.

## Precursores

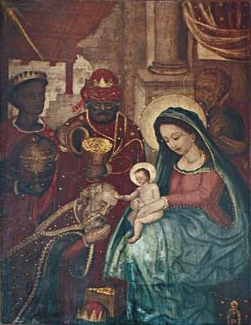
Belchior Paulo: Adoração dos Reis Magos, Igreja dos Reis Magos, em Nova Almeida, Espírito Santo.

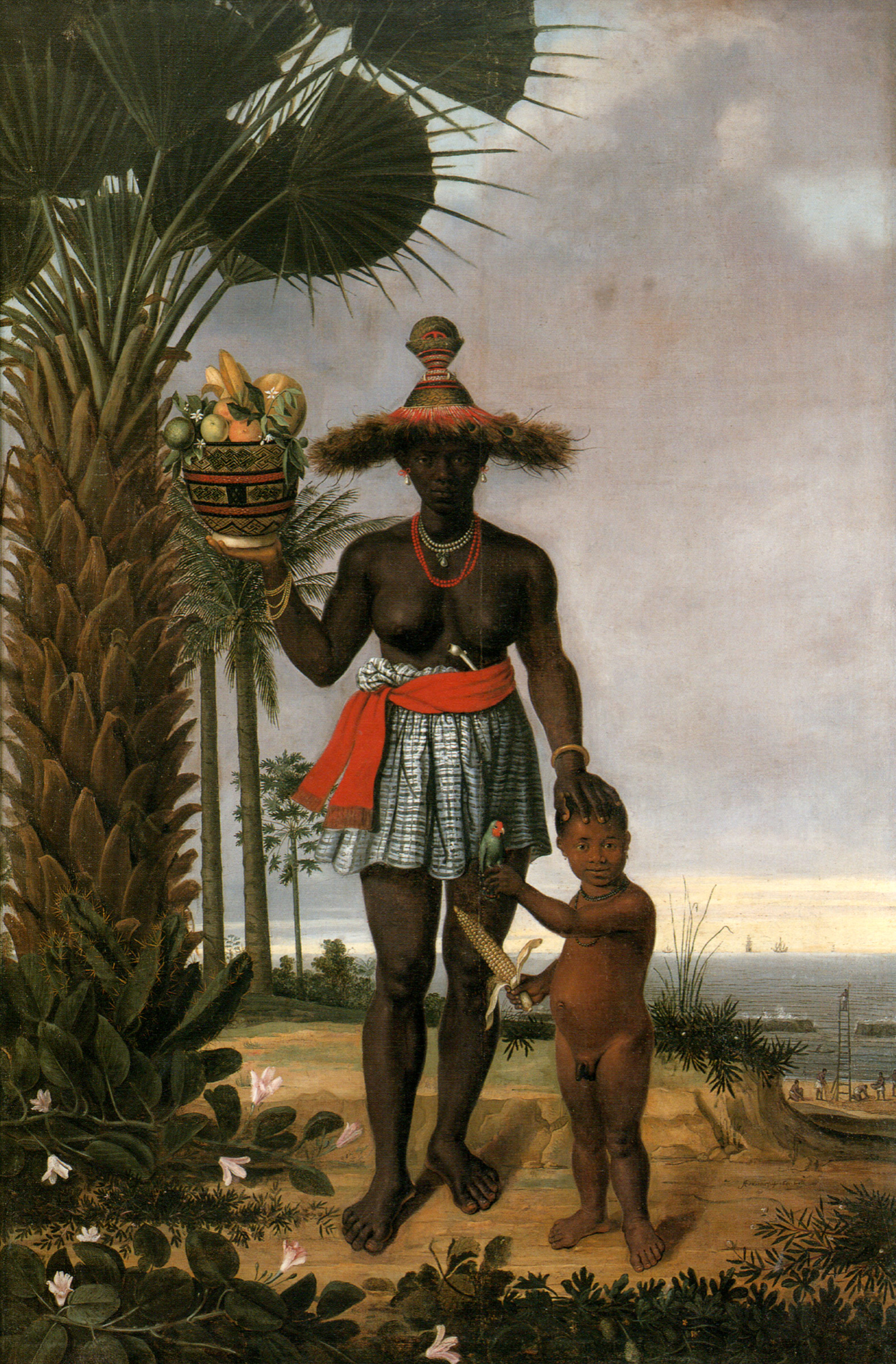
Albert Eckhout: Negra da Costa do Ouro.

Entre os primeiros exploradores da terra recém-descoberta vieram alguns artistas e naturalistas, encarregados de fazer o registro visual da fauna, flora, geografia e povo nativo, trabalhando apenas com a aquarela e a gravura. Pode-se citar o francês Jean Gardien, que realizou as ilustrações de animais para o livro Histoire d'un Voyage faict en la terre du Brésil, autrement dite Amerique, publicado em 1578 por Jean de Léry, e o padre André Thevet, que afirmou ter realizado do natural as ilustrações para seus três livros científicos editados em 1557, 1575, e 1584, onde se incluía um retrato do índio Cunhambebe.
A produção dos viajantes ainda mostrava os traços da arte renascentista tardia (maneirista), e se insere mais no âmbito da arte europeia, para cujo público foi produzida, do que brasileira, ainda que seja de grande interesse pelos seus retratos da paisagem e da gente dos primeiros tempos da colonização. O primeiro pintor europeu que deixou obra no Brasil de que se tem notícia foi o padre jesuíta Manuel Sanches (ou Manuel Alves), que passou por Salvador em 1560 a caminho das Índias Orientais mas deixou pelo menos um painel pintado no colégio da Companhia de Jesus desta cidade. Mais importante foi o frei Belchior Paulo, que aqui aportou em 1587 junto com outros jesuítas, e deixou obras de decoração espalhadas em muitos dos maiores colégios jesuítas até seu rastro se perder em 1619. Com Belchior se inicia efetivamente a história da pintura no Brasil.

### Pernambuco e os holandeses
O primeiro núcleo cultural brasileiro que se assemelhou a uma corte europeia foi fundado em Recife em 1637 pelo administrador holandês conde Maurício de Nassau. Herdeiro do espírito do Renascimento, como descreveu Gouvêa, Nassau implementou uma série de melhorias administrativas e infraestruturais no chamado "Brasil holandês". Além disso, trouxe em sua comitiva uma plêiade de cientistas, humanistas e artistas, que produziram uma brilhante cultura profana no local, e embora não tenha conseguido alcançar todos os seus altos objetivos, sua presença resultou na elaboração de um trabalho cultural muito superior ao que vinha sendo realizado pelos portugueses nas outras partes do território. Dois pintores se destacaram em seu círculo, Frans Post e Albert Eckhout, realizando obras que aliavam minucioso caráter documental a uma superlativa qualidade estética, e até hoje são uma das fontes primárias para o estudo da paisagem, da natureza e da vida dos índios e escravos daquela região. Esta produção, ainda que tenha em grande parte retornado à Europa na retirada do conde em 1644, representou, na pintura, o último eco da estética renascentista em terras brasileiras.

## O florescimento do Barroco
Entre o século XVII e o século XVIII o estilo da pintura brasileira acompanhou a evolução do Barroco praticado na Europa, um estilo de reação contra o classicismo do Renascimento. Além de representar uma tendência estética, constituía uma verdadeira forma de vida e deu o tom a toda a cultura do período, uma cultura que nas artes visuais enfatizava a assimetria, o excesso, o expressivo, o irregular, o contraste, o conflito, o dinâmico, o dramático, o grandiloquente, a dissolução dos limites, junto com um gosto acentuado pelos efeitos de opulência e suntuosidade, tornando-se um veículo perfeito para a Igreja Católica da Contra-Reforma e as monarquias absolutistas em ascensão expressarem visivelmente seus ideais. As estruturas monumentais erguidas durante o Barroco, como os palácios e os grandes teatros e igrejas, buscavam criar um impacto de natureza espetacular e exuberante, propondo uma integração entre as várias linguagens artísticas e prendendo o observador numa atmosfera catártica e apaixonada. Para Sevcenko, nenhuma obra de arte barroca pode ser analisada adequadamente desvinculada de seu contexto, pois sua natureza é sintética, aglutinadora e envolvente. Essa estética teve grande aceitação na Península Ibérica, em especial em Portugal, cuja cultura, além de essencialmente católica e monárquica, estava impregnada de milenarismo e misticismo, favorecendo uma religiosidade caracterizada pela intensidade emocional. E de Portugal o movimento passou à sua colônia na América, onde o contexto cultural dos povos indígenas, marcado pelo ritualismo e festividade, forneceu um pano de fundo receptivo.

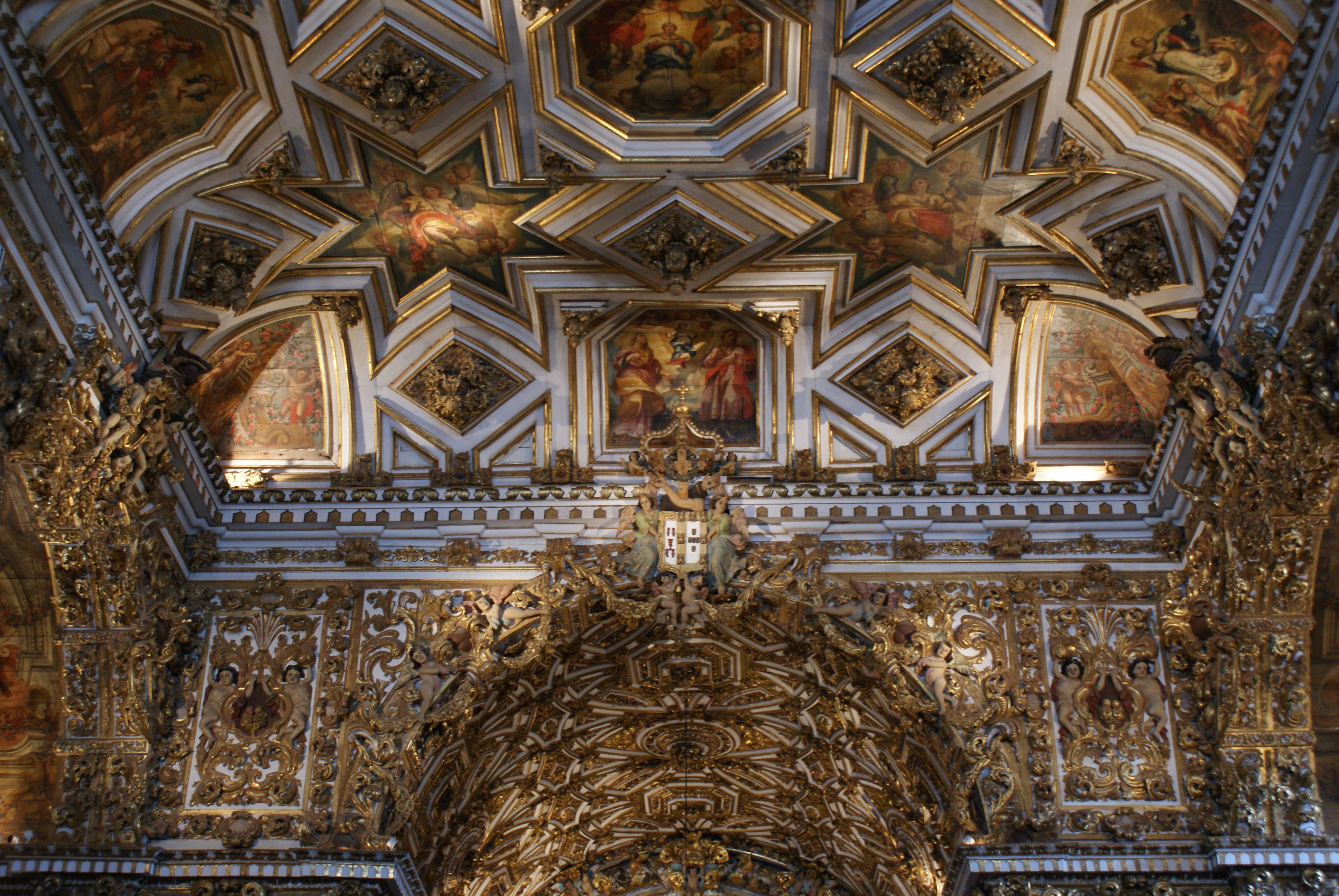
Interior da Igreja de São Francisco em Salvador. O teto é coberto de pinturas inseridas em medalhões entalhados, integrando-se ao programa decorativo total do conjunto arquitetônico.

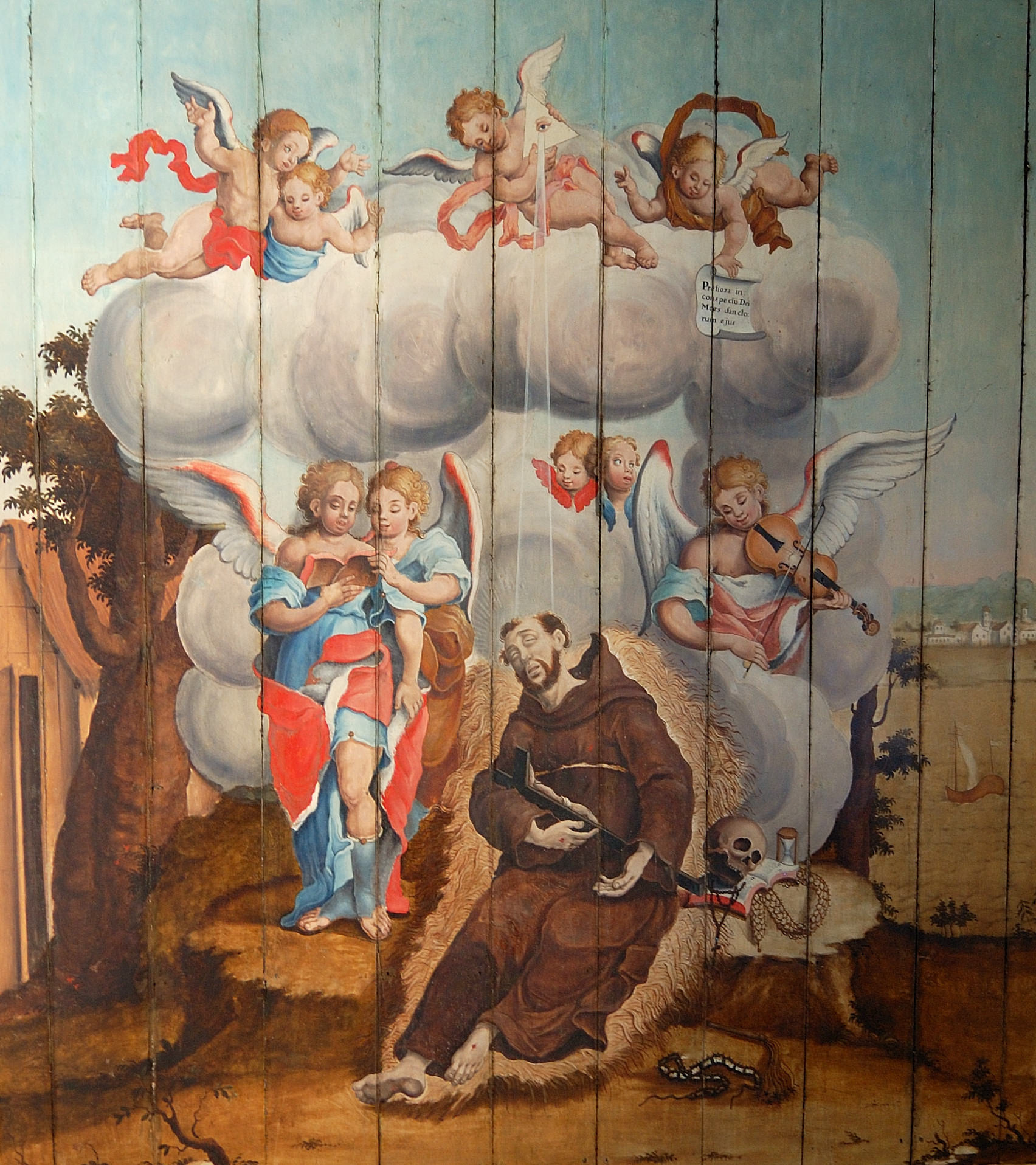
Mestre Ataíde: São Francisco de Assis agonizante (detalhe), sacristia da Igreja da Ordem Terceira de São Francisco de Assis, Mariana.

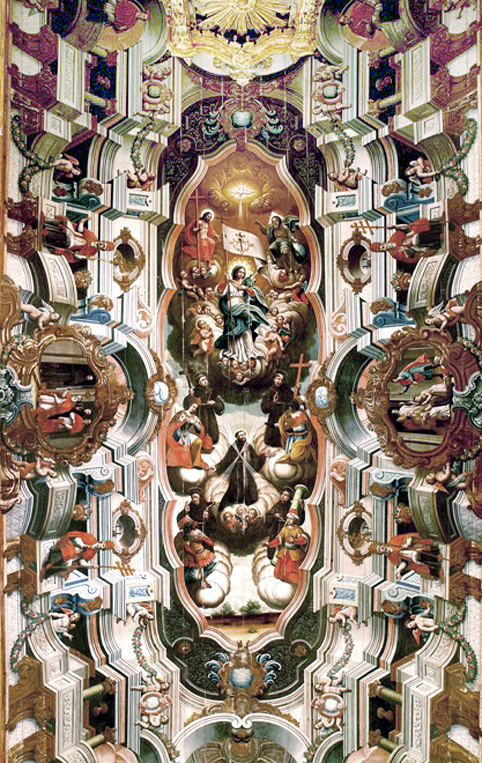
Detalhe da Glorificação dos Santos Franciscanos, atribuída a José Joaquim da Rocha. Teto da igreja do convento de Santo Antônio, João Pessoa.

O Barroco no Brasil foi formado por uma complexa teia de influências europeias e locais, embora em geral coloridas pela interpretação portuguesa do estilo. É preciso lembrar que o contexto em que o Barroco se desenvolveu na colônia era completamente diverso daquele que lhe dava origem na Europa. Na colônia o ambiente era de pobreza e escassez, com tudo ainda por fazer, e, ao contrário da Europa, não havia corte, a administração local era confusa, pouco eficiente e morosa, abrindo um vasto espaço de atuação para a Igreja e seus batalhões missionários, que administravam além dos ofícios divinos uma série de serviços civis como os registros de nascimento e óbito, estavam na vanguarda da conquista do interior do território, servindo como evangelizadores e pacificadores dos povos indígenas, fundavam novas povoações, organizavam boa parte do espaço urbano no litoral e dominavam o ensino e a assistência social mantendo muitos colégios e orfanatos, hospitais e asilos. Construindo grandes templos e conventos decorados com luxo e dinamizando imensamente o ambiente cultural como um todo, a Igreja praticamente monopolizou a pintura colonial brasileira, com rara expressão profana notável. Costa faz lembrar ainda que o templo católico não era apenas um lugar de culto, mas era o mais importante espaço de confraternização do povo, um centro de transmissão de valores sociais básicos e amiúde o único local seguro na muitas vezes turbulenta vida da colônia. Logo enraizando, confundindo-se com, e dando forma a, uma larga porção da identidade e do passado nacionais, o Barroco foi chamado por Affonso Romano de Sant'Anna de a alma do Brasil.
Dominando o panorama artístico colonial, a pintura patrocinada pela Igreja Católica almejou basicamente desempenhar uma função didática, de acordo com os princípios definidos pela Contra-Reforma. Em termos técnicos, isso significou a forte dependência da arte em relação a um conteúdo programático narrativo, onde o desenho ocupa um papel central como o definidor e organizador da ideia, permanecendo a cor como elemento secundário, fornecendo em essência a ênfase necessária à melhor eficiência funcional do desenho. Nesse contexto, a pintura colonial é sempre retórica, e pretende apresentar ao público uma lição moral, fazendo uso de uma série de convenções formais significantes e elementos plásticos simbólicos que então eram de entendimento geral. Como exemplo, a cena São Francisco de Assis agonizante, de Mestre Ataíde, pintada na Igreja da Ordem Terceira de São Francisco de Assis em Mariana, mostra o santo segurando uma cruz, tendo ao lado um conjunto de objetos associados à penitência e à transitoriedade da vida: o crânio, a ampulheta, o rosário, o livro, o açoite e o cilício. Acima, um anjo toca um violino, imagem tradicionalmente vinculada ao santo, enquanto outros o esperam entre nuvens do Paraíso e apontam para um triângulo com um olho no centro, figura simbólica tradicional da Santíssima Trindade, que lança um raio de luz sobre o santo; tudo significando o fim de suas provações terrenas e a conquista do prêmio da vida eterna. Em toda a imagem, o desenho preciso, de contornos claros, garante o reconhecimento imediato de cada objeto que compõe a cena e a compreensão da mensagem proposta.
No século XVIII, acompanhando a expansão do território colonizado, o enriquecimento de algumas ordens e irmandades religiosas, bem como de ricos patronos, o crescimento das cidades e a relativa estabilidade econômica, a pintura brasileira abandona seu caráter pontual, dissemina-se, se multiplica e amadurece, passando a fazer escola. Como foi uma regra durante o período colonial em todo o Brasil, a vasta maioria das obras que chegaram a nós tem autoria desconhecida, e grande parte dela foi certamente produzida por religiosos de várias ordens; por outro lado, existe uma apreciável quantidade de nomes de artistas registrados em arquivos eclesiásticos, atestando uma grande atividade pictórica, mas sem nos oferecerem indicações de quais obras teriam realizado e em geral sem dados biográficos. Além disso, como disse Teixeira Leite,
"Toda a pintura colonial vincula-se a tendências e estilos europeus, buscando imitá-los com uma compreensível defasagem cronológica, e com recursos técnicos limitados. Influências flamengas, espanholas e em menor grau italianas, muitas vezes absorvidas através de reproduções em gravura de obras célebres europeias, filtram-se através da visão portuguesa para formar um conjunto respeitável de obras, onde um vívido senso cromático anima, por vezes, um desenho tosco e improvisado, de sabor eminentemente popular".
Essas influências heterogêneas são as grandes responsáveis pelo caráter multifacetado e pela pouca unidade formal da pintura barroca do Brasil colônia, e mesmo no trabalho de um mesmo artista são frequentes grandes discrepâncias estilísticas. Isso é verificável até mesmo no caso do maior pintor deste período, o Mestre Ataíde, que atuou na região de Minas Gerais. Outro dado importante na pintura brasileira colonial é a popularização, a partir do século XVIII, do gênero do ex-voto, um memorial visual em ação de graças por algum benefício recebido por intercessão de algum santo, que veio a se tornar um traço característico da religiosidade popular, dinamizando um grande mercado e possuindo além disso um grande valor documental. Em geral os ex-votos são obra de artesãos anônimos, comemoram a cura de alguma doença, e sua iconografia usualmente mostra o doente numa cama junto a uma epifania do seu santo protetor, ou mostra a parte do corpo aflita pelo mal.
A condição social dos pintores e as circunstâncias de sua atuação no Brasil colonial ainda são pouco conhecidas, dando motivo para debates acadêmicos. Não se sabe exatamente se a atividade do pintor se inseria do âmbito dos ofícios liberais, dispondo de relativa autonomia, ou se permanecia subordinado aos estatutos das artes mecânicas e artesanais. No entendimento de Pietro Maria Bardi a sociedade luso-brasileira teria se pautado, para as atividades artesanais, pelas regras das corporações dos ofícios, as antigas guildas medievais, regidas por estatutos definidos em 1572 em Lisboa, com uma tendência, contudo, de os pintores e escultores progressivamente se aproximarem dos profissionais liberais, em conformidade a documentos emitidos pela Ouvidoria do Rio de Janeiro em 1741. Em Portugal o estatuto liberal já havia se firmado para os pintores, mas na colônia as condições reais do mercado de trabalho ainda tinham muito de artesanal e deixavam os artistas numa posição dúbia. Em linhas gerais, parece que a forma corporativa foi a predominante até o advento do Império, organizada da seguinte maneira: o mestre-pintor ficava no topo da hierarquia, era responsável final pelas obras e pela formação e habilitação de novos aprendizes; abaixo estava o oficial, um profissional preparado, mas sem graduação para arrematar obras de vulto; em seguida vinham os auxiliares, os jovens aprendizes, e os escravos ficavam na base.

### Escolas regionais

#### Bahia

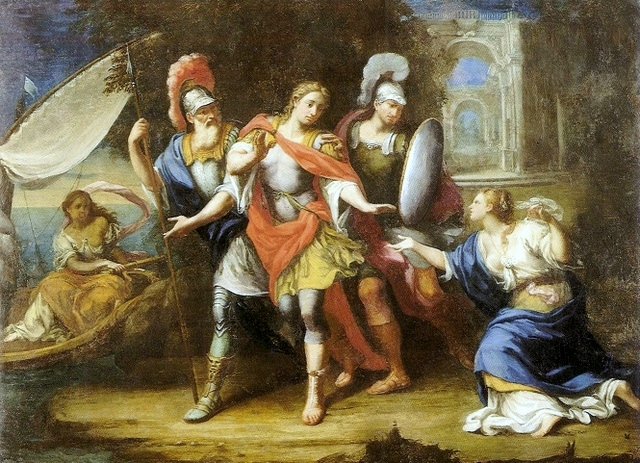
José Teófilo de Jesus: O Rapto de Helena. Museu de Arte da Bahia.

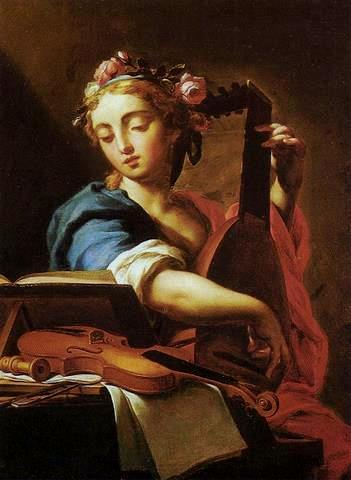
Francisco da Silva Romão: Santa Cecília. Museu de Arte da Bahia.

Na Bahia formou-se a primeira escola regional de pintura, e uma das mais importantes, ativa desde a chegada de Manuel Alves e Belchior Paulo em meados do século anterior. Mais conhecidos são o frei Eusébio da Soledade, que pode ter estudado com os holandeses da corte de Nassau, Lourenço Veloso, cuja única pintura que resta, o Retrato do Capitão Francisco Fernandes da Ilha, de 1699, está na Santa Casa de Salvador; João Álvares Correia trabalhou na pintura e douramento da sacristia da Santa Casa de Misericórdia, e em 1714 concluiu as 24 pinturas do forro da capela-mor da Ordem Terceira do Carmo, em Salvador, e pode ter sido autor de algumas obras preservadas na Ordem Terceira do Carmo do Rio de Janeiro; e Francisco Coelho pintou uma Santa Ceia e mais quinze figuras de santos e personalidades da Companhia de Jesus para o colégio jesuíta da Bahia.
Antônio Simões Ribeiro, que por volta de 1735 chegou a Salvador e trabalhou em diversas igrejas locais, foi o introdutor na Bahia da técnica de pintura de ilusão arquitetônica nos tetos de igrejas, um recurso sistematizado pelo italiano Andrea Pozzo em seu tratado Perspectiva Pictorum atque Architectorum. Tal decoração produzia um efeito cenográfico típico do Barroco, pois oferecia ilusões de arquiteturas abertas ao espaço, ao encontro de céus onde pairavam santos, anjos e outras figuras gloriosas da Igreja. Ribeiro deixou larga posteridade artística. Entre seus alunos mais destacados está Domingos da Costa Filgueira.
Um outro grupo trabalhou em torno de José Joaquim da Rocha, que aparece registrado em 1764 como ajudante do pintor Leandro Ferreira de Souza, mas seu nome se perde até 1769, período em que pode ter estudado em Lisboa. Pintou o forro da Igreja de Nossa Senhora da Conceição da Praia, uma de suas melhores realizações, que lhe valeu a fama em seu tempo de melhor pintor da Bahia, suplantando seu rival Filgueira, que nunca mais realizou qualquer obra de vulto. Nos anos seguintes Rocha pintou diversos outros tetos em perspectiva, permanecendo em atividade até o início do século XIX. Dos seus discípulos se destacaram Antonio Pinto e Antônio Dias, autores da pintura do forro da nave da Matriz do Passo, em Salvador, e Antônio Joaquim Franco Velasco, mas sobretudo José Teófilo de Jesus. Teófilo estudou em Lisboa e entrou em contato com Pedro Alexandrino de Carvalho, tornando-se a partir de 1816 o pintor mais notável da Bahia até sua morte em 1847, se bem que sua predileção fosse a pintura de cavalete. Deixou obra volumosa e qualificada, excepcional também por abordar muitos temas profanos, trabalhando até idade avançada, mas formou somente um aluno. Outros alunos de José Joaquim foram Manoel José de Souza Coutinho, Mateus Lopes, José da Costa Andrade, João Nunes da Mata. Francisco da Silva Romão também deixou obras de qualidade.

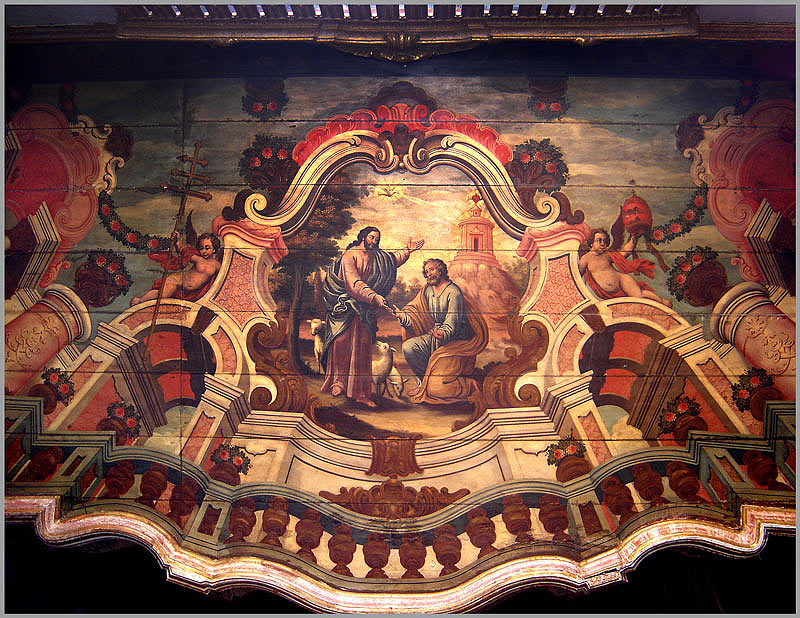
Manuel de Jesus Pinto: A Fundação da Igreja. Concatedral de São Pedro dos Clérigos, Recife.

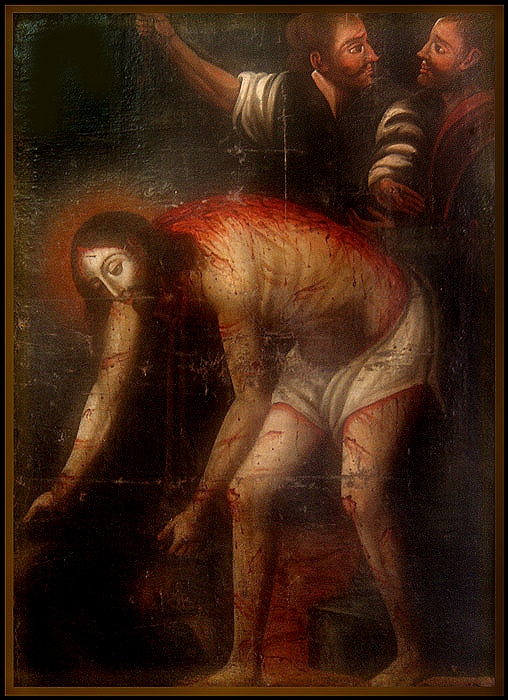
Anônimo: Flagelação de Cristo, Museu de Arte Sacra de Pernambuco.

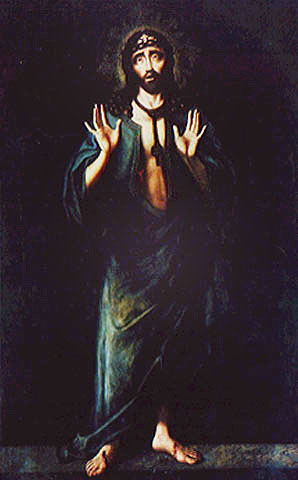
Frei Ricardo do Pilar: Senhor dos Martírios. Mosteiro de São Bento, Rio de Janeiro.

#### Pernambuco
As primeiras expressões notáveis de pintura barroca em Pernambuco estão na Capela Dourada da Ordem Terceira de São Francisco de Assis da Penitência, em Recife. De autoria incerta, Gonsalves de Melo propôs que algumas das pinturas de santos e santas pelo menos podem ter sido feitas por José Pinhão de Matos, talvez o melhor pintor pernambucano em atividade em seu tempo. A capela abriga ainda dois grandes painéis de data posterior, representando os principais mártires franciscanos. Também sem autoria definida são os importantes painéis da Igreja de São Cosme e Damião, em Igaraçu, ilustrando episódios da história da cidade, e numerosas outras peças espalhadas por várias cidades, especialmente Olinda. Os principais artistas barrocos de Pernambuco foram João de Deus Sepúlveda, José Eloi e Francisco Bezerra, com as figuras menores, mas também interessantes, de Manuel de Jesus Pinto, João José Lopes da Silva, Sebastião Canuto da Silva Tavares, Luis Alves Pinto e José Rebelo de Vasconcelos.
Sepúlveda, o mais importante do grupo, veio de uma família de artistas e deixou obras notáveis na Igreja da Ordem Terceira do Carmo, na Concatedral de São Pedro dos Clérigos e na Igreja de Nossa Senhora da Conceição dos Militares. José Eloi produziu vários painéis para o Mosteiro de São Bento de Olinda, com um estilo original. Bezerra foi o autor dos dez painéis sobre a vida de São Pedro que outrora adornavam o forro da Concatedral de São Pedro dos Clérigos, e que se perderam, mas sua habilidade pode ser avaliada pelas cenas da vida de São Bento que executou em 1791 para a sacristia da Igreja do Mosteiro de São Bento de Olinda. Permanecem também lembrados Domingos Rodrigues, Jacó da Silva Bernardes e Antonio Gualter de Macedo, que atuaram em diversos locais entre Pernambuco e Rio de Janeiro.

#### Maranhão e Pará
Entre os artistas do Maranhão e Pará sobre os quais se dispõe de informações biográficas estão Luís Correia e Agostinho Rodrigues. Do primeiro, contudo, não se identificou nenhuma obra com segurança, mas pode ter ajudado Rodrigues e João Xavier Traer, como pensou Germain Bazin, a pintar painéis na Igreja de São Francisco Xavier, em Belém. Baltazar de Campos produziu telas sobre a Vida de Cristo para a sacristia da Igreja de São Francisco Xavier, e João Felipe Bettendorff decorou várias igrejas na região. Merecem nota dois aquarelistas do Real Gabinete de História Natural do Museu da Ajuda de Lisboa, Joaquim José Codina e José Joaquim Freire, que acompanharam Alexandre Rodrigues Ferreira em sua expedição de 40 mil quilômetros através da selva amazônica, entre 1783-92, produzindo considerável obra de documentação visual daquelas paragens, hoje dispersa entre Portugal e o Brasil.

#### Rio de Janeiro
A chamada Escola Fluminense de Pintura é melhor documentada. Foi fundada com a chegada do alemão frei Ricardo do Pilar, em meados da década de 1660. Sua obra mais conhecida está na sacristia do Mosteiro de São Bento, um grande painel representando o Senhor dos Martírios, datável dos últimos anos de sua vida e evidenciando afinidades com pinturas flamengo-portuguesas dos séculos XV e XVI. Caetano da Costa Coelho em 1732 produziu para a Igreja da Ordem Terceira de São Francisco da Penitência a primeira pintura perspectivista feita no Brasil, antecipando a introdução da técnica na Bahia. Para Araújo Porto-alegre, o verdadeiro seguidor do frei Ricardo e chefe da Escola Fluminense de Pintura foi José de Oliveira Rosa, pintor de temas religiosos, alegorias e retratos. Sua obra mais importante foi o grande painel decorativo, já destruído, da sala de audiências do Paço Imperial, representando o Gênio da América; mas subsistem outras peças na antiga Igreja dos Carmelitas e no Mosteiro de São Bento. Manuel da Cunha, escravo, cedo mostrou talento artístico, obtendo depois permissão para estudar com João de Souza, aperfeiçoando-se mais tarde em Lisboa. Porto-alegre lhe atribuiu a autoria do forro da Capela do Senhor dos Passos e pinturas de tema religioso feitas para a Igreja do Castelo e a de São Francisco de Paula. Cunha também foi professor, mantendo inclusive em sua residência um curso regular com duração de sete anos.

#### Minas Gerais

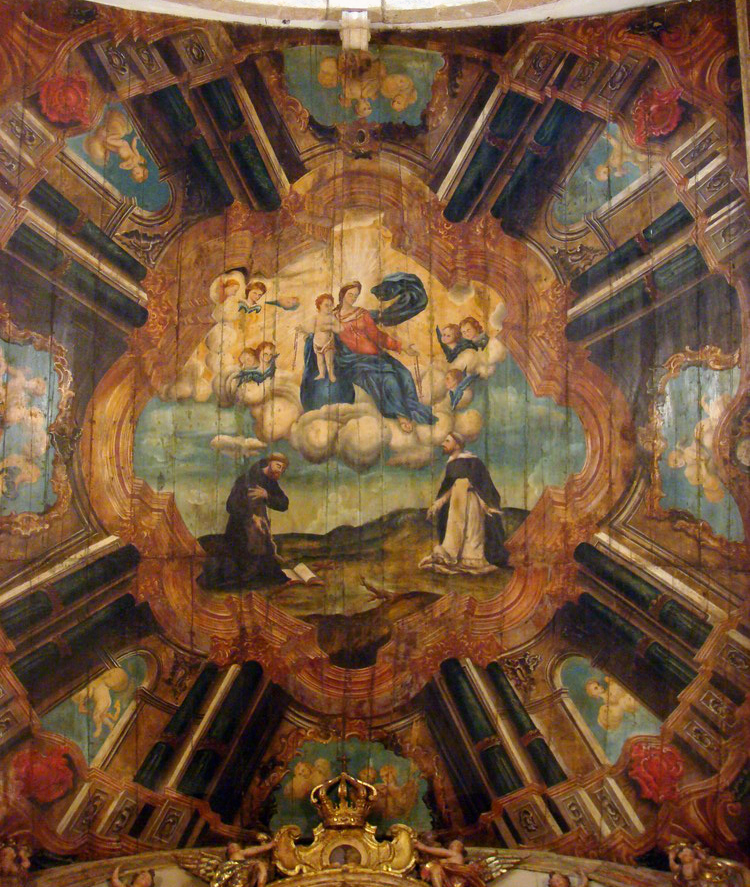
Autor desconhecido: Nossa Senhora com o Menino entregando o rosário a S. Francisco e S. Domingos. Forro da capela-mor da Igreja de Nossa Senhora do Rosário dos Pretos, Tiradentes. Transição do Barroco para o Rococó

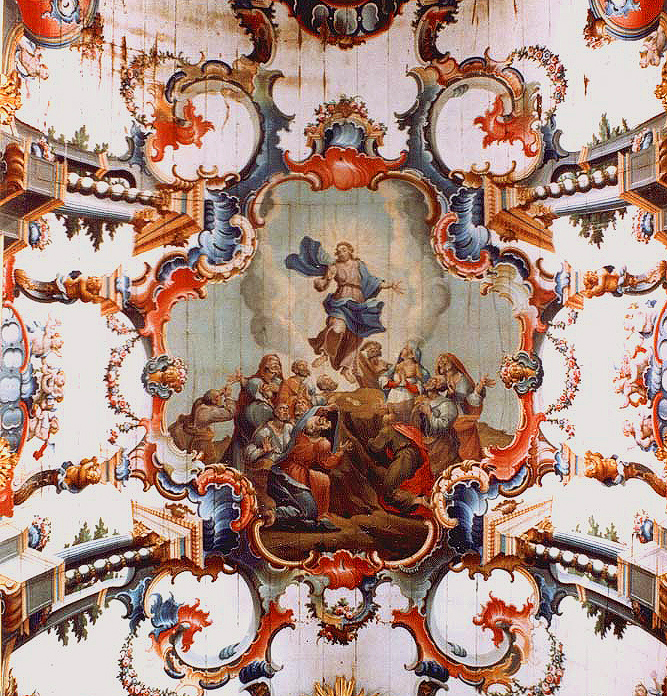
Mestre Ataíde: teto rococó da Igreja de Santo Antônio em Santa Bárbara.

Um outro núcleo importante surgiu na região de Minas Gerais em função dos ciclos do ouro e dos diamantes, onde aconteceu um rico florescimento urbano com muitas novas igrejas que precisavam de ornamentação interna. Até 1755 a pintura mineira imitou as tendências que se desenvolviam nas regiões litorâneas, sem, contudo, alcançar uma verdadeira integração à arquitetura, e com um estilo arcaizante e pesado. Exemplo típico dessa primeira fase é o forro da nave da Matriz do Pilar, em Ouro Preto.
A segunda fase é delimitada pela introdução da pintura perspectivista por Antônio Rodrigues Belo, autor da pintura do forro da capela-mor da Matriz de Cachoeira do Campo. Doravante os forros em caixotões são substituídos pelos de tabuado corrido, mais adequados a receber o novo tipo de decoração pictórica. Num terceiro momento, em fins do século XVIII, a pintura perspectivista transborda os limites arquitetônicos naturais em conjuntos de grande fantasia imaginativa, já descritos dentro da estética do Rococó. Dois centros principais se destacam na região mineira; Diamantina e Ouro Preto. O primeiro, mais antigo, foi animado pela produção de José Soares de Araújo e seus discípulos, um tanto similar ao trabalho baiano, em composições severamente estruturadas, de colorido soturno e forte veia dramática.
Bem distinto foi o núcleo de Ouro Preto, marcado pelo colorido rico e as formas leves, tipicamente rococós, muitas vezes exibindo a influência de estilos orientais. Este centro tem na obra de Mestre Ataíde seu apogeu; o teto que pintou na Igreja de São Francisco de Assis de Ouro Preto, representando a Assunção de Nossa Senhora entre anjos músicos e santos e ilustrando a abertura deste artigo, é tido como o ponto culminante de toda a pintura colonial brasileira. Ataíde também deixou diversas pinturas de cavalete, como a série representando cenas da vida de Abraão, na Igreja de São Francisco de Ouro Preto, e a renomada Ceia do Senhor, do Colégio do Caraça, uma de suas últimas obras e a única que assinou e datou. Ataíde também colaborou com o célebre Aleijadinho pintando as estátuas da Via Sacra no Santuário do Bom Jesus de Matosinhos em Congonhas. Também são dignos de nota José Soares de Araújo, João Batista de Figueiredo, João Nepomuceno Correia e Castro, Joaquim José da Natividade, Antônio da Costa Nascimento, Antônio Martins da Silveira, Manuel Ribeiro, Joaquim Gonçalves da Rocha e Silvestre de Almeida Lopes.
A Capitania das Minas Gerais teve o diferencial de, por determinação régia, ver-se impedida de sediar ordens religiosas conventuais e missionárias, que foram as maiores mecenas de arte pelo resto de Brasil colonial, uma vez que a prioridade administrativa era a exploração do ouro e diamantes e não a evangelização do gentio. Com isso a religiosidade e a arte sacra na região dependeram muito da organização de irmandades leigas, instituições de origem medieval que providenciavam o assistencialismo para seus membros e também financiaram a construção e decoração de inúmeros templos e capelas. Várias dessas irmandades foram formadas por negros e mulatos, o que explica a aparição de representações étnicas correspondentes na arte a que deram origem, mesmo quando figuravam santos, papas e Doutores da Igreja sabidamente brancos, o que, nas palavras de Carla Oliveira, de certa forma subvertia o discurso visual europeu e fazia uma afirmação de classe e etnia "numa sociedade colonial que em tudo negava as qualidades de mestiços e negros".

#### São Paulo

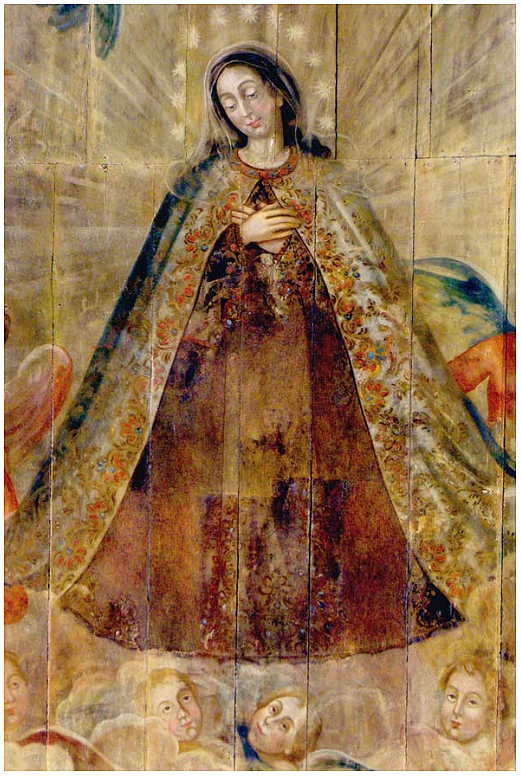
Frei Jesuíno do Monte Carmelo: detalhe do teto da Capela da Ordem Terceira do Carmo, em São Paulo.

A Província de São Paulo, que nos tempos da colônia incluía São Paulo e Paraná, nunca chegou a desenvolver uma escola de pintura comparável aos centros antes citados, contando com poucos artistas e uma economia bem menos dinâmica. Não obstante uma modesta escola regional se formou especialmente a partir da atuação de José Patrício da Silva Manso, em meados do século XVIII, embora exemplos esparsos já tivessem aparecido antes, incluindo obras em gêneros muito raros no Brasil, como um retrato equestre de Francisco Nunes de Siqueira feito por João Moura, na capital, e decorações em estilo similar ao grottesco do Maneirismo italiano, na capela da Fazenda Santo Antônio, em São Roque. A obra-prima de Manso foi possivelmente o forro da capela-mor da Igreja de Nossa Senhora da Candelária, em Itu, que trai influência da pintura de ilusão arquitetural praticada em Minas.
Foi aluno de Manso o frei Jesuíno do Monte Carmelo, considerado por Mário de Andrade o principal pintor paulista colonial, destacando-se em sua produção as obras nas Igrejas de Nossa Senhora do Carmo de Itu e de São Paulo, marcadas pela veia ingênua do pintor popular. Manoel do Sacramento e Antônio dos Santos, a quem são atribuídas as pinturas da Igreja da Ordem Terceira do Carmo em Mogi das Cruzes, de grande qualidade, se aproximam em estilo da pintura mineira, e podem ter sido eles mesmos mineiros. O último pintor importante em São Paulo foi Miguel Arcanjo Benício da Assunção Dutra, conhecido como Miguelzinho Dutra, que embora fosse ativo já no Império continuou a tradição anterior. Trabalhou na Igreja de Nossa Senhora da Boa Morte em Piracicaba, mas se destacou sobretudo com suas ingênuas aquarelas, nas quais fixou aspectos da cidade e tipos populares, uma produção de valor documental só comparável ao trabalho de Hercule Florence, integrante da Expedição Langsdorff. No Paraná só merecem uma lembrança Joaquim José de Miranda e João Pedro, o Mulato, autores de guaches e aquarelas que fixam tipos populares e cenas históricas, num perfil ingênuo.

#### Outros centros
Mato Grosso, Goiás e o Rio Grande do Sul também tiveram alguma produção em pintura, mas ainda em menor escala do que São Paulo. Francisco Xavier de Oliveira, ativo em Mato Grosso principalmente como cartógrafo, pode ter sido autor de alguns retratos para a Câmara de Cuiabá; o padre José Manuel de Siqueira atuou como ilustrador, e João Marcos Ferreira trabalhou no retábulo da Matriz do Senhor Bom Jesus de Cuiabá; Reginaldo Fragoso de Albuquerque e Antônio da Costa Nascimento trabalharam em Pirenópolis; Bento José de Souza, de Vila Boa de Goiás, realizou diversos retábulos para igrejas locais, e André Antônio da Conceição foi autor do forro da Igreja de São Francisco de Paula na mesma vila. No Rio Grande do Sul há registro de atividade pictórica no âmbito das reduções jesuíticas, mas toda a produção se perdeu.
Outras imagens do Barroco brasileiro

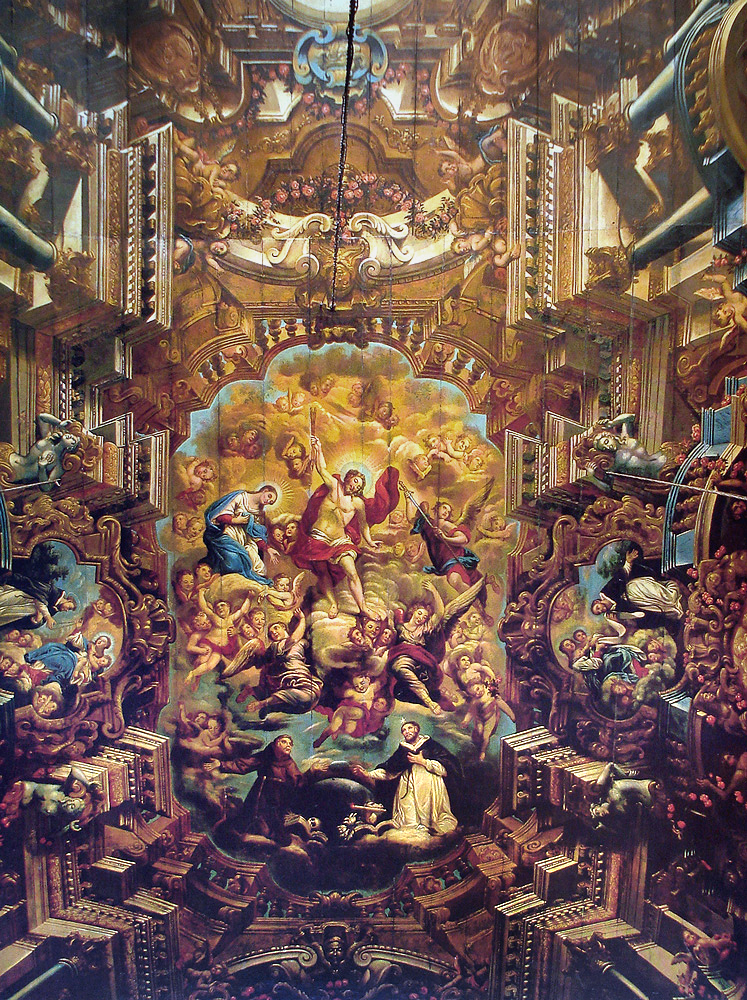
José Joaquim da Rocha; Apoteose de São Domingos, Igreja de São Domingos, Salvador, Bahia
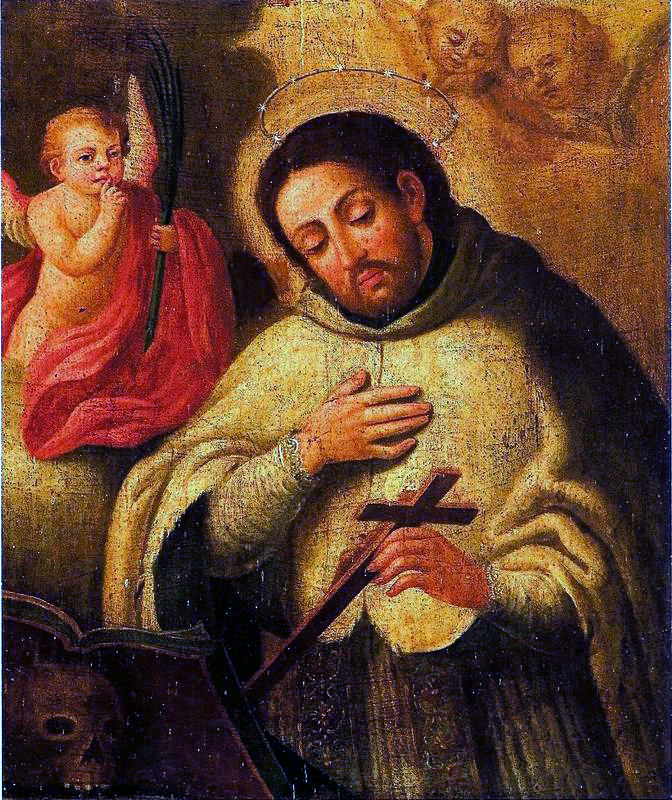
Veríssimo de Freitas: São João Nepomuceno, Museu Afro Brasil
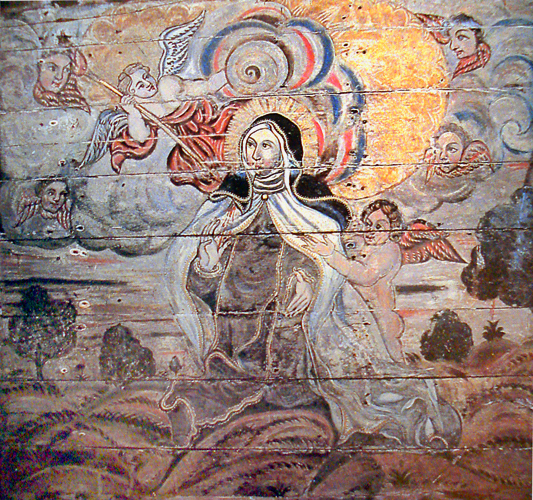
Anônimo: Santa Teresa, Igreja do Carmo, São Cristóvão, Sergipe
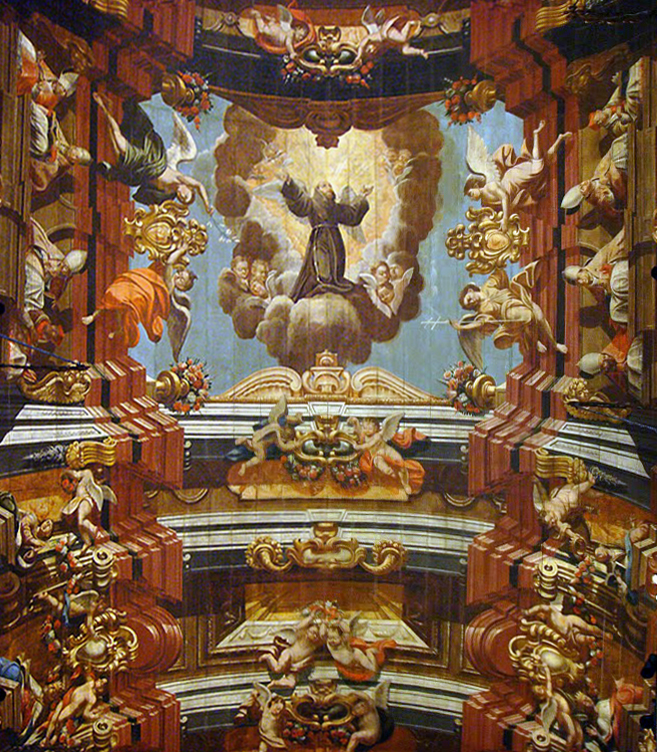
Caetano da Costa Coelho: Glorificação de São Francisco, Igreja da Ordem Terceira de São Francisco da Penitência, Rio

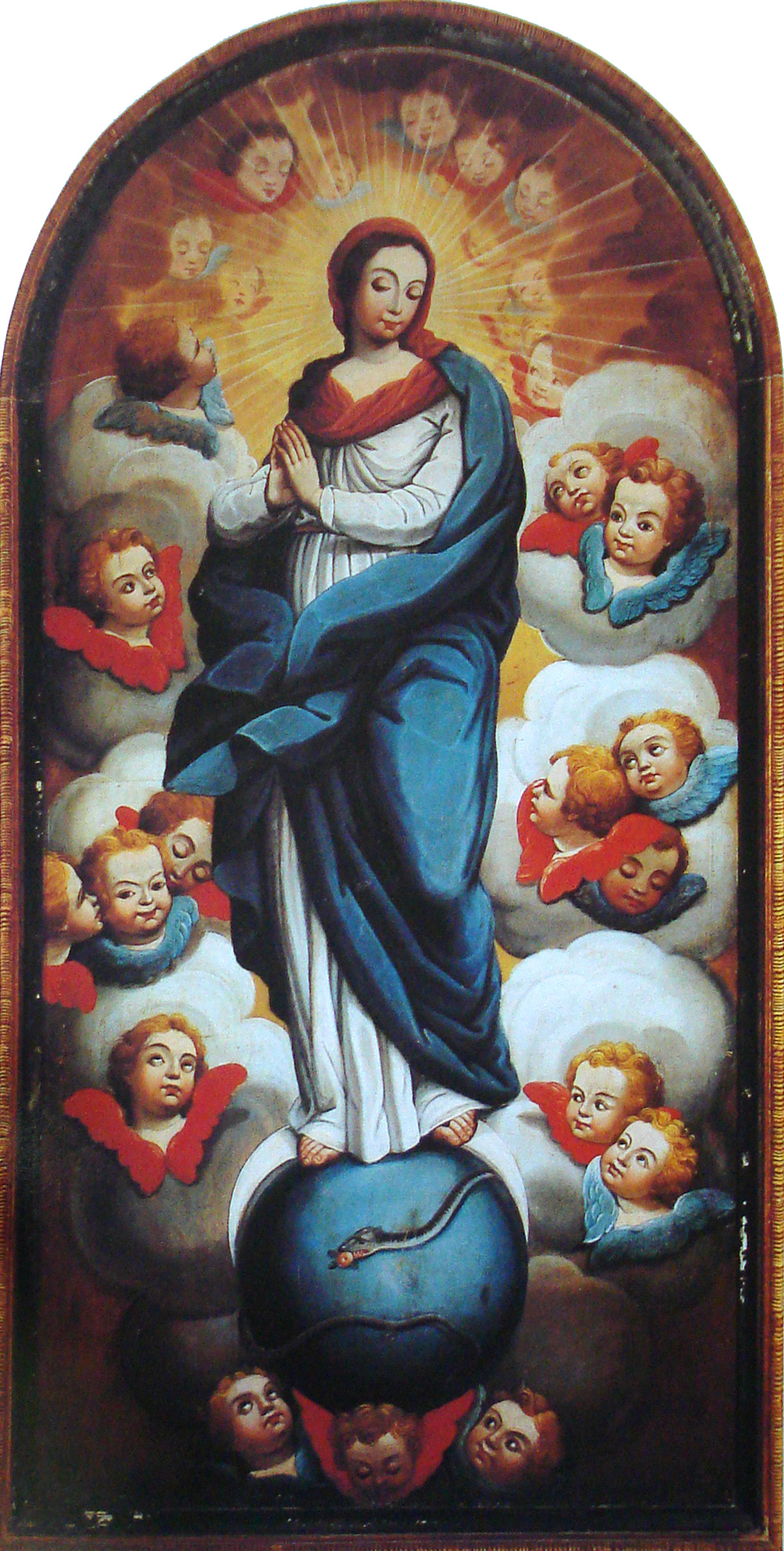
João Nepomuceno Correia e Castro: Imaculada Conceição, Museu da Inconfidência, Ouro Preto, Minas Gerais
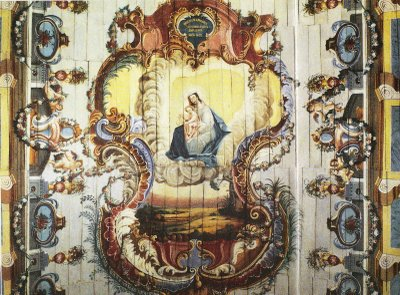
Antônio da Costa Nascimento: teto da Matriz de Pirenópolis (perdido em incêndio), Goiás
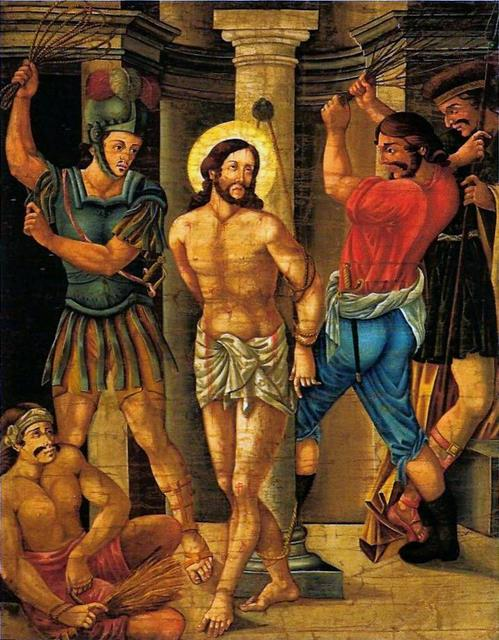
Joaquim José da Natividade: Bandeira da Procissão de Cristo, Museu Afro-Brasil, Salvador, bahia
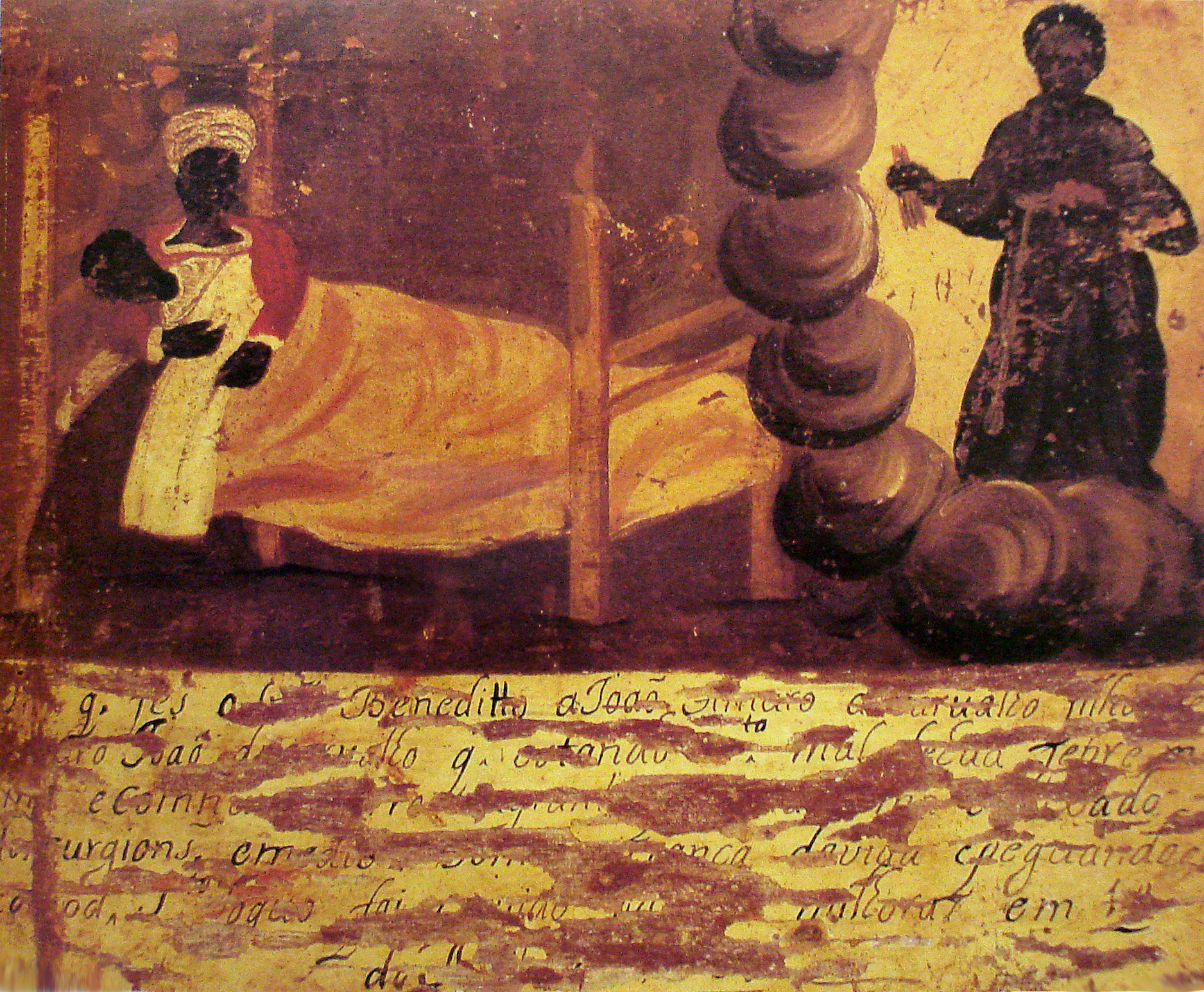
Ex-voto de invocação a São Benedito, Museu da Inconfidência

## Transição para o Neoclassicismo
A partir de meados do século XVIII se observa uma gradual mudança no espírito colonial pelo impacto de ideais iluministas e classicistas trazidas da Europa, refletindo o declínio da influência da Igreja sobre a sociedade europeia naquela época e reagindo contra os excessos dramáticos do Barroco e o decorativismo cortesão e caprichoso do Rococó. Contudo, segundo Anna de Carvalho, na arte estas mudanças ocorreram mais em nível teórico do que prático, pois os valores do mundo português ainda não haviam se desvencilhado totalmente de sua participação nas manifestações monárquicas e religiosas, resultando num paradoxo a transmissão daqueles conceitos de modernidade, quer na vertente rococó, quer na neoclássica, ainda mais que o Barroco ainda subsistia como um pano de fundo daquela sociedade. Tampouco havia na metrópole, e muito menos na colônia, um sistema de ensino artístico padronizado e institucionalizado sob a forma das Academias, que já existiam desde o século XVII em outros países, capazes de incorporar, sistematizar e transmitir as novidades racionalistas e científicas do Iluminismo e do Neoclassicismo para o campo das artes portuguesas. Tentativas de normatização, como a criação de cursos de arte da Real Casa Pia e da Academia do Nu, foram muito mal recebidas pela população, tantos os preconceitos ainda arraigados.
De qualquer forma, as mudanças eram inevitáveis, e surgiram primeiro no Rio de Janeiro, que desde 1763 fora transformada em capital da colônia e era o principal escoadouro da produção dos minérios das Minas Gerais, o que propiciou a formação de uma classe burguesa abastada que competia com a nobreza e o clero na encomenda de obras de arte. Como consequência, a pintura brasileira começou a experimentar uma maior laicização, proliferando os gêneros do retrato civil, da paisagem, da cena urbana, da alegoria profana e da natureza-morta. Além disso, diversos artistas do fim do Barroco tiveram a oportunidade de estudar na Europa, sintonizando-se com as tendências mais progressistas, que se tornaram visíveis em uma produção híbrida, devedora tanto de referenciais barrocos e rococós como neoclássicos.
É importante frisar que no restante do país ainda se praticará pintura de forte herança barroca por um período significativo. Como exemplo basta a menção a Manuel de Ataíde, líder da escola mineira, que falece em 1830, a José Teófilo de Jesus, uma das maiores figuras na Bahia, que desaparece da cena somente em 1847, e José Rodrigues Nunes, morto em 1881, deixando o primeiro uma obra perfeitamente rococó; o segundo, trabalhos em que se percebe uma atualização estilística apenas ligeira, com elementos pré-clássicos, e o terceiro, uma obra ainda em tudo barroca. Além destes muitos outros, principalmente os artistas de extração mais popular, mantiveram viva a antiga tradição até perto do final do século XIX. Tais exemplos apontam para a complexidade da evolução da arte da pintura no Brasil e à multiplicidade de forças em movimento, falando por uma trajetória bem pouco linear. Entre os mestres mais conhecidos da transição pode-se citar, na Bahia, José Maria Cândido Ribeiro e Antônio Joaquim Franco Velasco, que por sua vez foi professor de José Rodrigues Nunes e Bento José Rufino Capinam. No Rio, Leandro Joaquim, que deixou obras religiosas, alguns retratos e paisagens, sendo bem conhecidos seis painéis com cenas do Rio de Janeiro, que estão entre as mais antigas em seu gênero; José Leandro de Carvalho talvez o retratista mais requisitado do Rio de Janeiro no início do século XIX, produzindo também para a corte de Dom João VI; João Francisco Muzzi, que inovou com o gênero do retrato coletivo, Manuel Dias de Oliveira, aluno em Roma do celebrado italiano Pompeo Batoni, e Francisco Pedro do Amaral, o último grande vulto da Escola Fluminense, um dos primeiros alunos de Debret e chefe de decorações da Casa Imperial, trabalhou no Palácio da Quinta da Boa Vista e no Paço Imperial, mas suas melhores obras estão no palacete que pertenceu à Marquesa de Santos, hoje o Museu do Primeiro Reinado

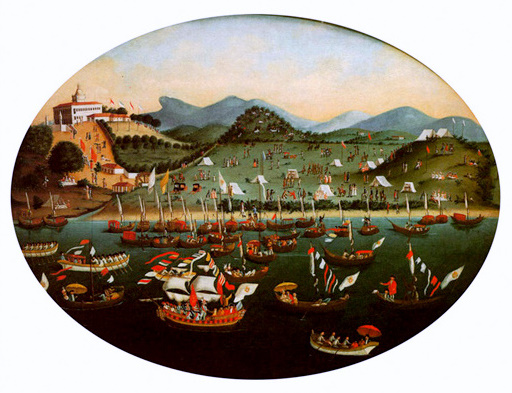
Leandro Joaquim: Procissão Marítima, fim do século XVIII, Museu Nacional de Belas Artes.
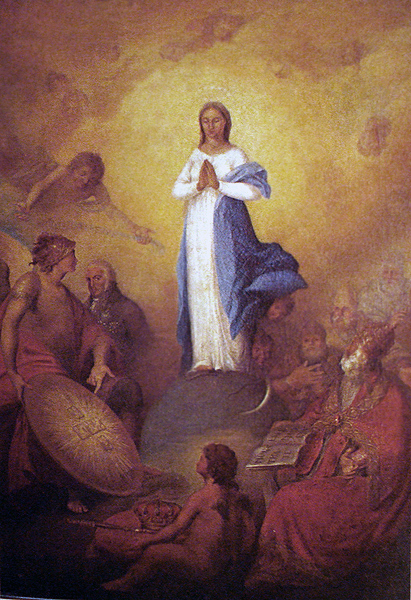
Manuel Dias de Oliveira: Alegoria de Nossa Senhora da Conceição, 1813, Museu Nacional de Belas Artes.
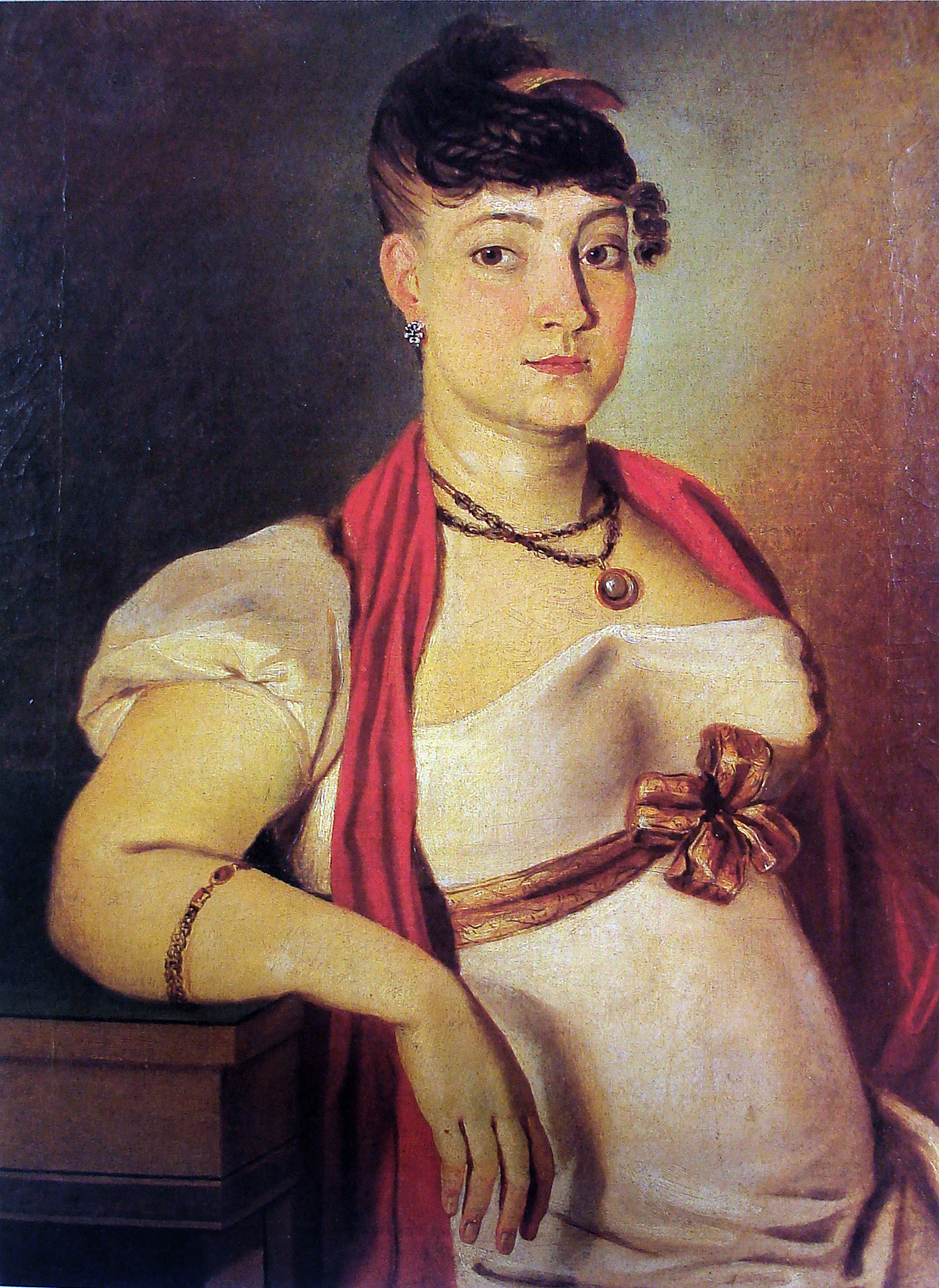
Antônio Velasco: Retrato de senhora, 1817, Museu Castro Maya.
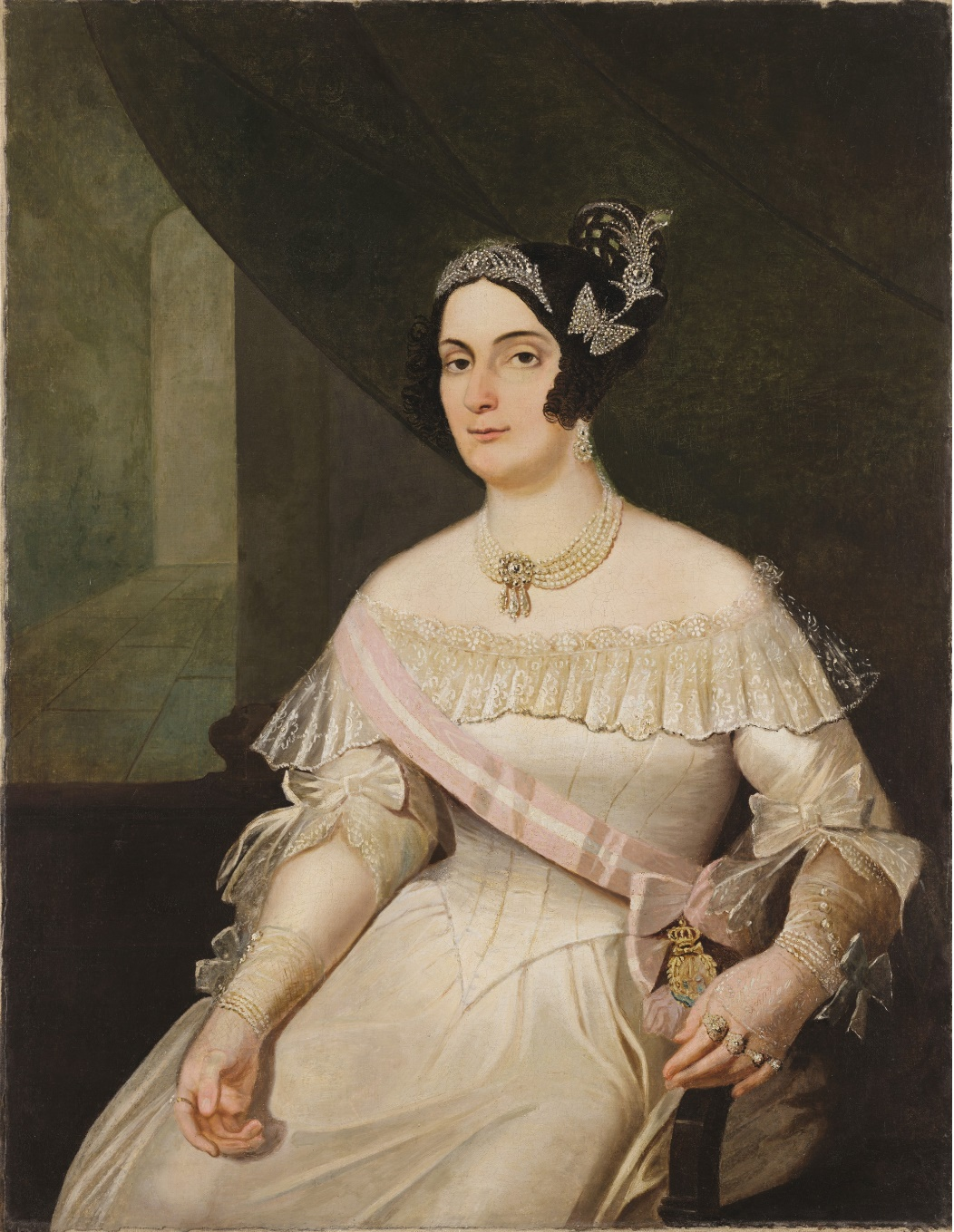
Francisco Pedro do Amaral:Retrato da Marquesa dos Santos, Museu Histórico Nacional.

## Academismo

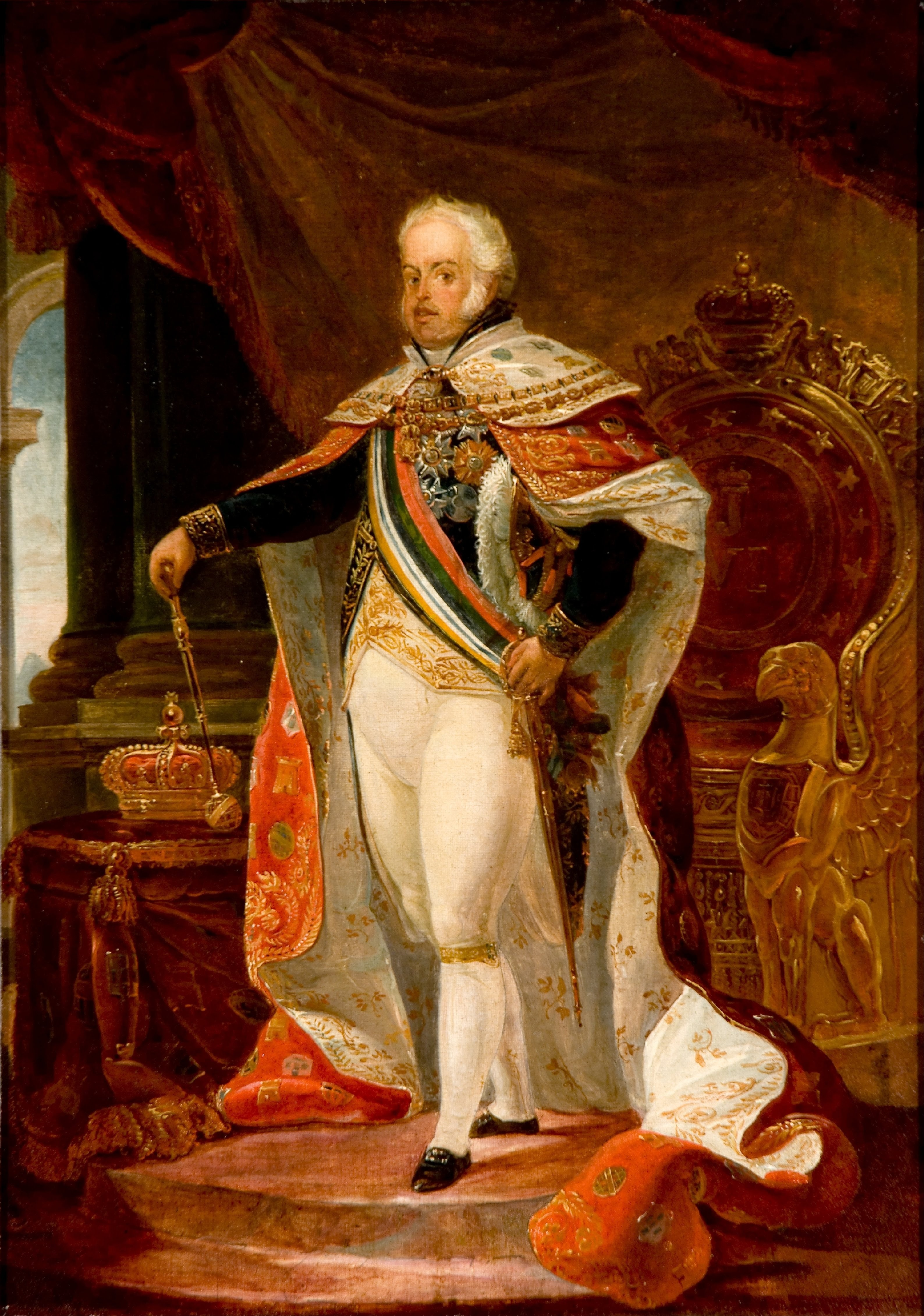
Jean-Baptiste Debret: Dom João VI em trajes de sua aclamação. Museu Nacional de Belas Artes.

Com a transferência da corte portuguesa para o Rio de Janeiro, em 1808, começou um novo ciclo cultural no Brasil. Dentre as várias providências tomadas por Dom João VI para melhorar a vida na colônia constam a fundação de escolas, museus e bibliotecas, mas teve impacto ainda maior sobre as artes nacionais o primeiro projeto de institucionalização, uniformização e estabilização do ensino de arte com a criação da Escola Real de Ciências, Artes e Ofícios em 1816. As verdadeiras causas do lançamento deste projeto são um tanto obscuras, mas parece que a iniciativa partiu primeiramente de um grupo de artistas franceses liderados por Joachim Lebreton, que propôs ao rei em um memorando a fundação de um estabelecimento de ensino superior de arte. O grupo veio a ser conhecido como a Missão Artística Francesa, e entre vários artistas contava com os pintores Jean-Baptiste Debret e Nicolas-Antoine Taunay, responsáveis pela divulgação consistente do estilo Neoclássico em terras brasileiras.
Lebreton propôs instaurar uma nova metodologia de ensino com disciplinas sistematizadas e graduadas. O ensino se daria em três fases:
- Desenho geral e cópia de modelos dos mestres;
- Desenho de vultos e da natureza;
- Pintura com modelo vivo,

Paralelamente Lebreton estruturou o ensino de escultura, gravura e arquitetura e sugeriu ainda que se introduzisse o ensino da música, bem como sistematizou o processo e critérios de avaliação e aprovação dos alunos, o cronograma de aulas, indicou formas de aproveitamento público dos formados e projetava a ampliação de coleções oficiais com suas obras, discriminou os recursos humanos e materiais para o bom funcionamento da Escola, e previu a necessidade da formação de artífices auxiliares competentes através da proposta de criação paralela de uma Escola de Desenho para as Artes e Ofícios, cujo ensino seria gratuito mas igualmente sistemático. A orientação didática estabelecida por Lebreton balizou o funcionamento da Academia, com algumas modificações, até o fim do Segundo Reinado.
A escola foi criada no papel, mas tardou em se estabelecer, enfrentando muitas oposições, intrigas palacianas e hostilidades declaradas por parte de artistas já estabelecidos. Lebreton morreu em 1819, e até então as aulas foram dadas mais ou menos informalmente. A posse de Henrique José da Silva, crítico implacável dos franceses, como diretor da Escola em 1820 agravou o ostracismo sofrido pelos estrangeiros. Nicolas-Antoine Taunay, desistiu e abandonou o país em 1821, mas deixou seu filho Félix-Émile, que também viria a ser pintor de nomeada e diretor da instituição. Debret formou alguns discípulos e permaneceu no Brasil por dez anos, período em que realizou extensa e inestimável documentação visual da natureza, dos índios e escravos e da vida urbana do Rio e de outras regiões brasileiras em uma série de aquarelas e desenhos, depois reproduzidos na justamente célebre obra Viagem pitoresca e histórica ao Brasil, publicada por ele na França. A Missão teve resultados pouco visíveis de imediato, e sendo um enxerto cultural em um ambiente pouco receptivo, sofreu severas críticas desde a origem. Sua maior contribuição para o sistema de arte brasileiro foi a introdução de um sistema educacional de nível superior, baseado em modelos institucionais europeus de tradição antiga e eficiência comprovada, e com um objetivo claramente progressista, mas a implantação deste modelo levaria décadas para se consolidar no Rio e mais ainda no restante do país.

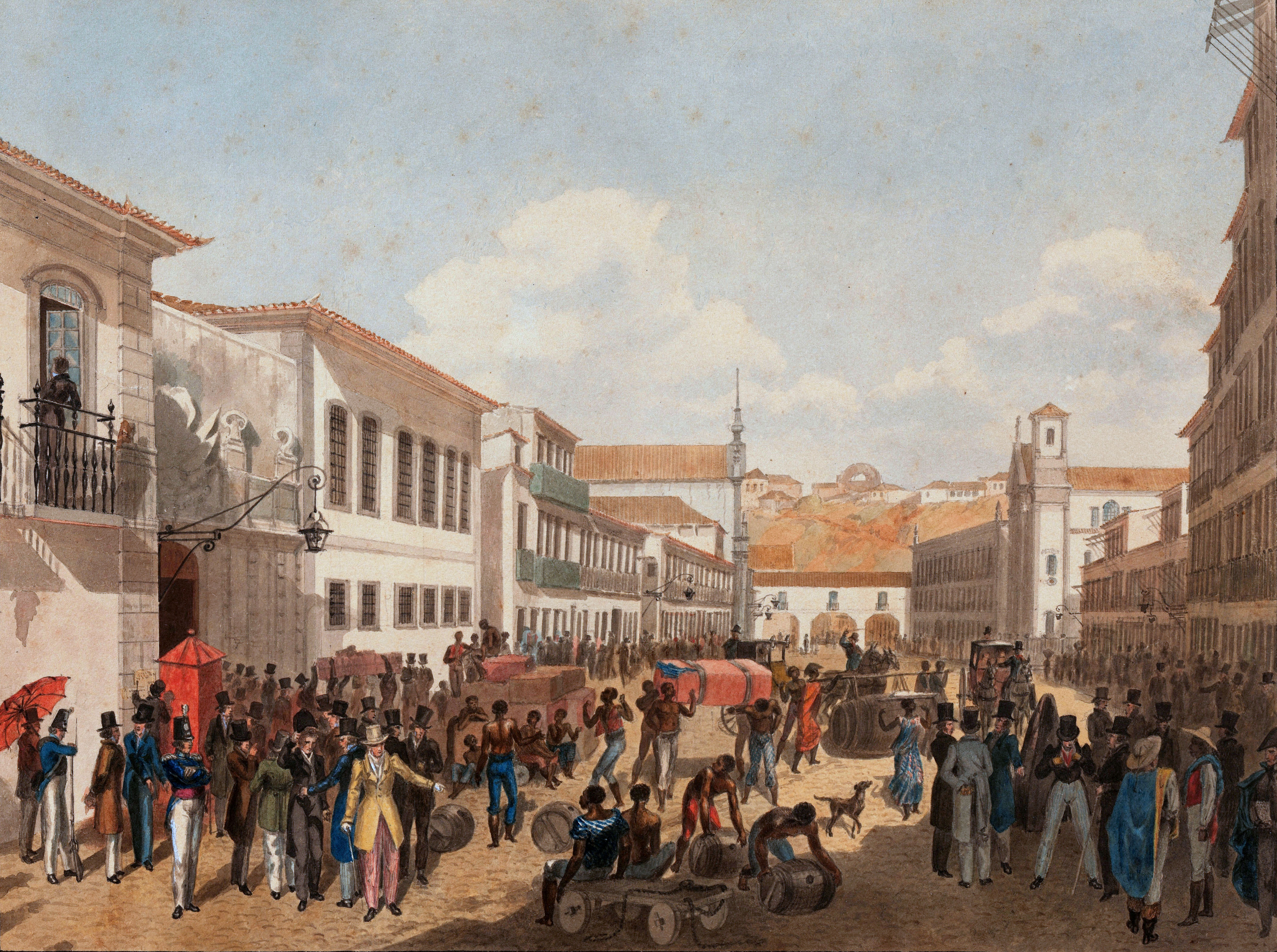
Félix Taunay: Rua Direita, 1823, Pinacoteca do Estado de São Paulo.
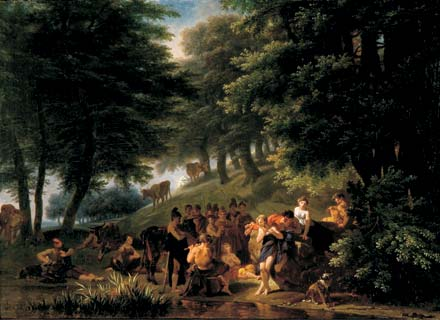
Nicolas-Antoine Taunay: Apolo visitando Admeto, Museu Nacional de Belas Artes.
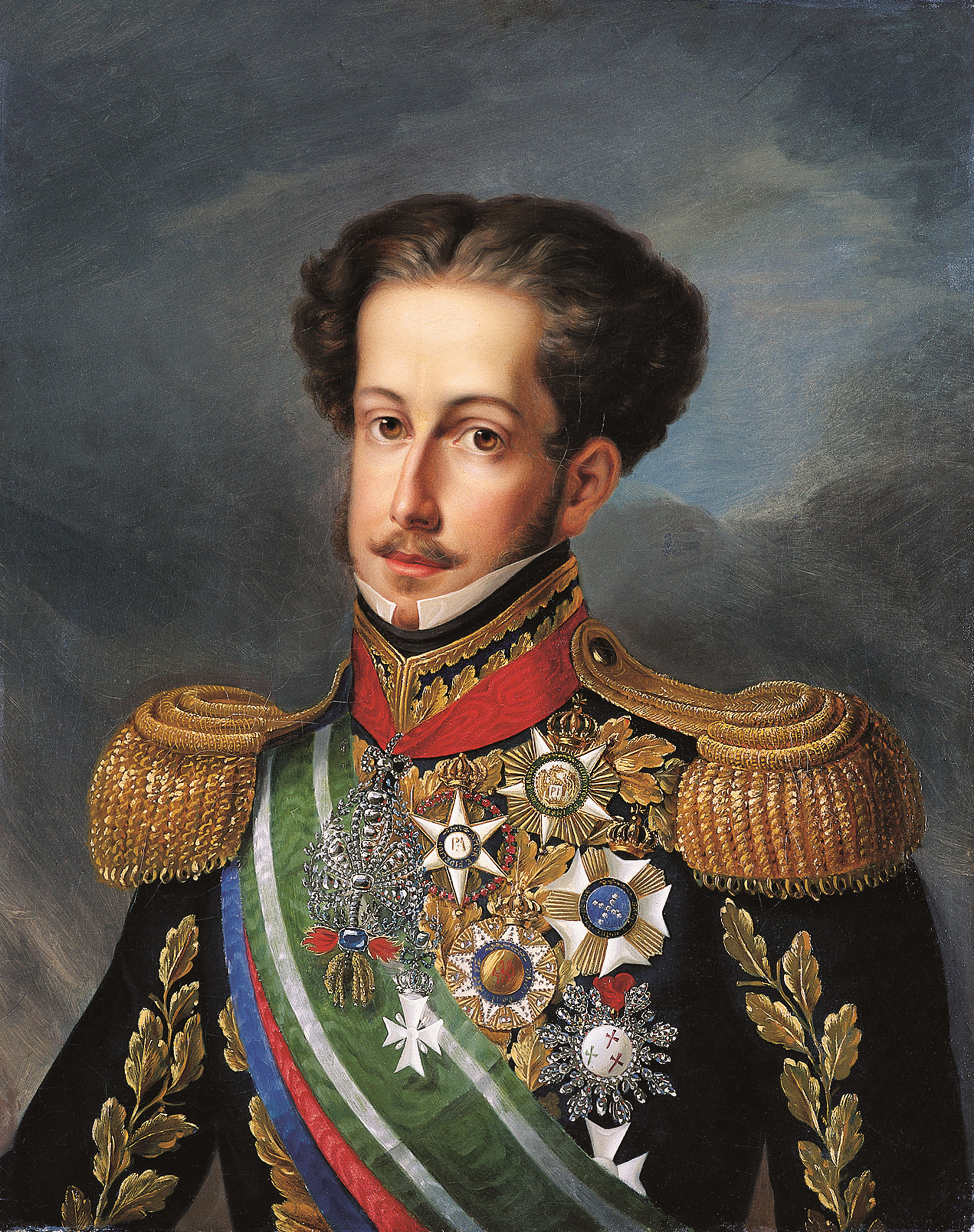
Simplício de Sá: Dom Pedro I, ca. 1830. Museu Imperial.
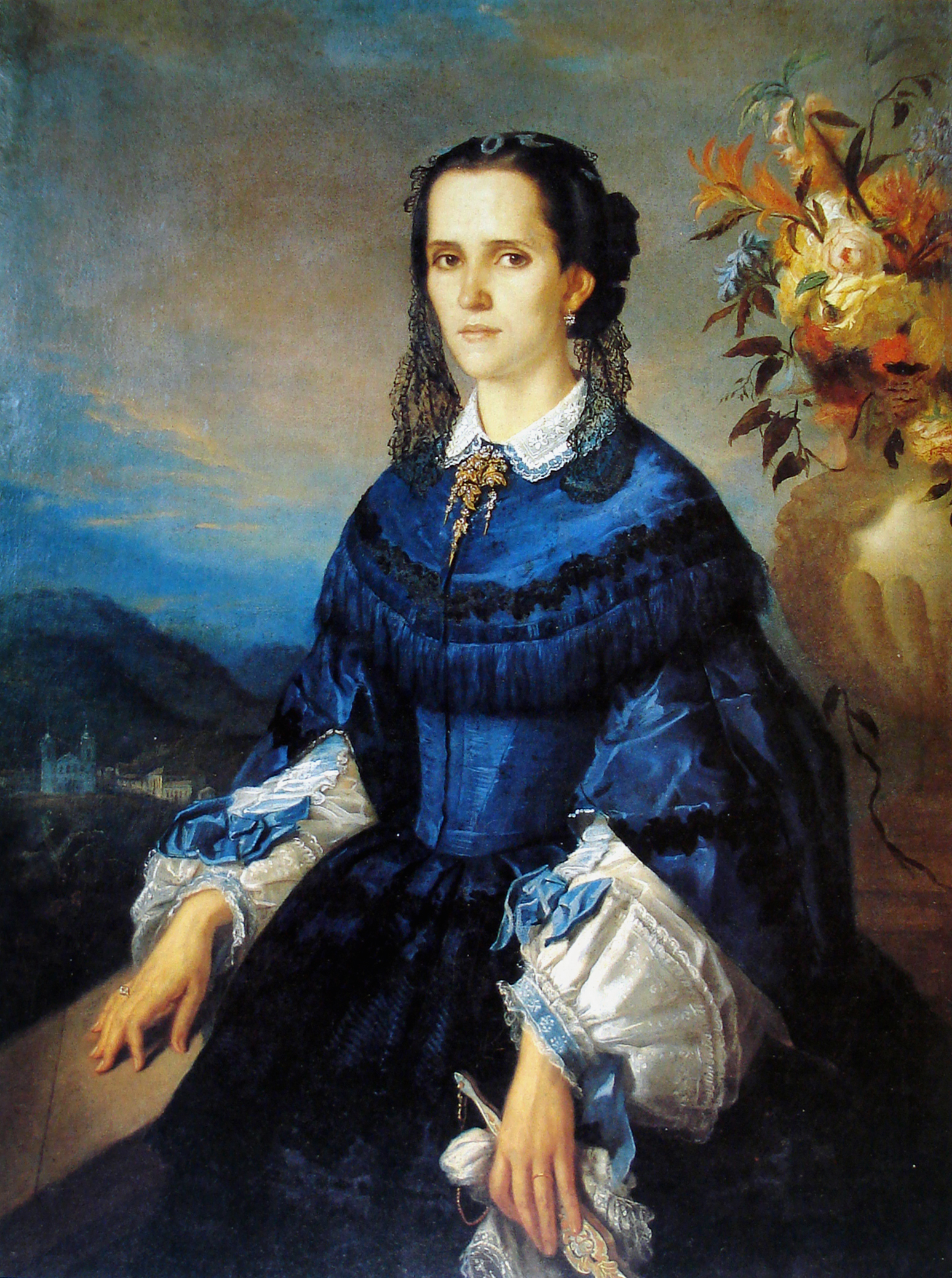
Augusto Müller: Retrato da Baronesa de Vassouras, Museu Imperial.

Após muitos impasses e funcionamento precário, a Escola, ora nomeada como Academia Imperial de Belas Artes, iniciou suas atividades regulares somente em 5 de novembro de 1826, por força da intervenção do Conde de Valença e do Visconde de São Leopoldo. Sua primeira exposição pública de obras de arte, a primeira no gênero ocorrida em todo o Brasil, foi aberta em 2 de dezembro de 1829, contando com mais de 150 trabalhos em várias técnicas, de alunos e professores. Na pintura expuseram Debret, com dez quadros, entre os quais A Sagração de D. Pedro I, O Desembarque da Imperatriz Leopoldina e o Retrato de D. João VI; Félix-Émilie Taunay, com quatro paisagens do Rio de Janeiro; Simplício de Sá, com alguns retratos; José de Cristo Moreira, com figuras histórias, marinhas e paisagens; Francisco de Sousa Lobo, com retratos e figuras históricas; José dos Reis Carvalho, com marinhas, quadros decorativos, flores e frutas; José da Silva Arruda, com vários estudos, e Afonso Falcoz, com estudos de cabeça, retratos, esboços e desenhos.
Após a morte de Henrique José da Silva em 1834 a direção da escola passou para Félix-Émile Taunay, que retomou a orientação primitiva francesa desvirtuada por seu antecessor e implementou diversos melhoramentos. Na mesma época Simplício Rodrigues de Sá assumiu a cátedra de Desenho e depois a de Pintura Histórica. Em seguida Debret voltou para a Europa, e iniciou-se um outro período improdutivo e conflituoso, fazendo com que uma terceira exposição só acontecesse em 1840. Neste ano um impulso novo veio através da instituição dos prêmios e condecorações, e das exposições regulares, e em 1845 foram instituídos os prêmios de viagem ao exterior para aperfeiçoamento.
Mas já na exposição de 1849 Manoel de Araújo Porto-alegre teceu fortes críticas aos resultados apresentados, acusando escasso preparo dos artistas. Ele teria chance de introduzir melhorias no ensino ao assumir a direção da Academia entre 1854 e 1857, ampliando o prédio e introduzindo novas cátedras, além de criar a pinacoteca da Academia, que foi sendo enriquecida com a produção de mestres e alunos destacados, como Agostinho José da Motta, que obteve o Prêmio de Viagem à Europa, de onde voltou para lecionar na escola que o formara, sendo excelente pintor de paisagens e naturezas-mortas; José Correia de Lima, bom retratista e futuro professor de Vítor Meirelles, e Augusto Müller, paisagista e retratista de talento superior e digno seguidor da escola francesa, posteriormente titular de Pintura de Paisagem.

### Apogeu da Academia

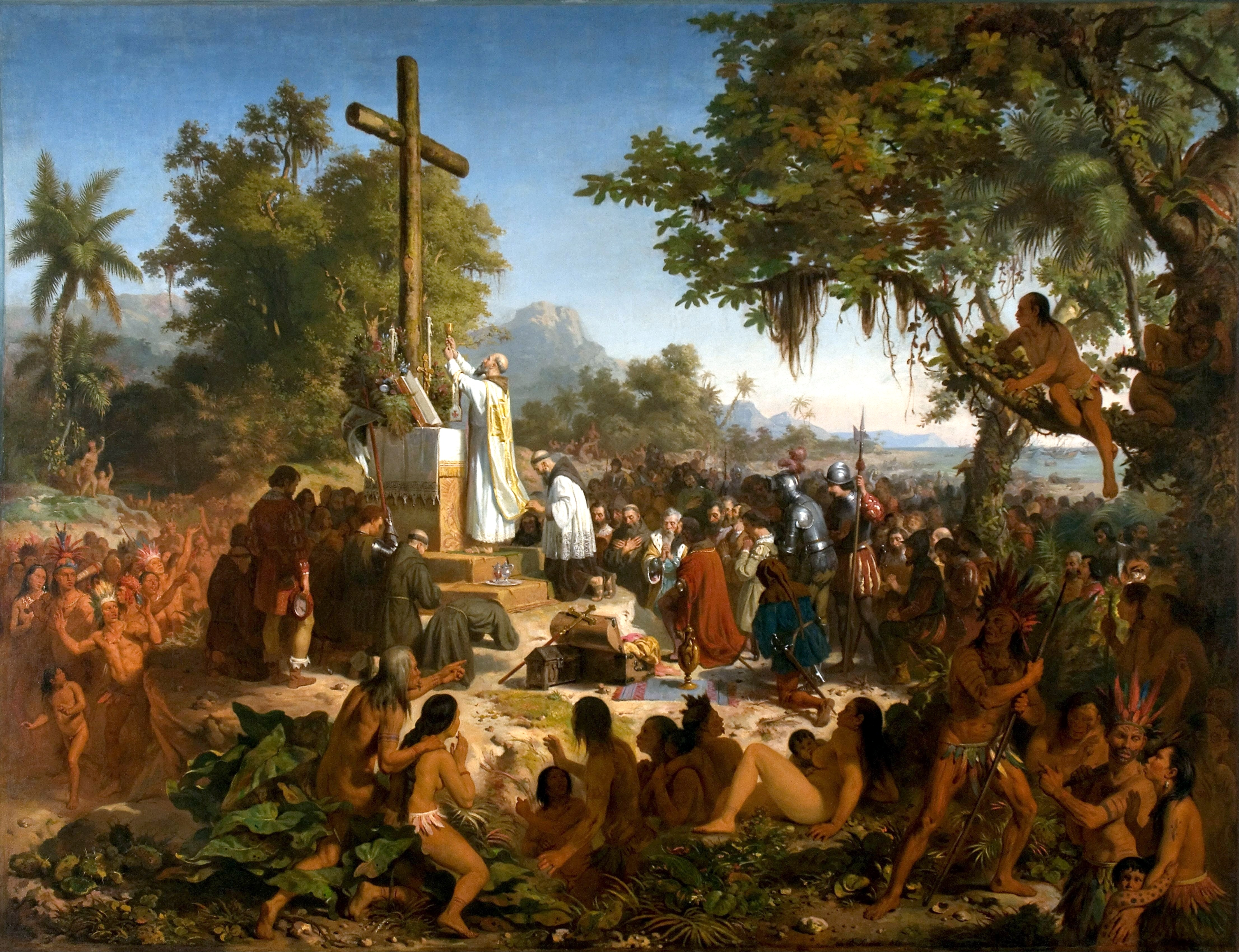
Víctor Meirelles: A primeira Missa no Brasil, criando os ícones de uma brasilidade nascente. 1861, Museu Nacional de Belas Artes.

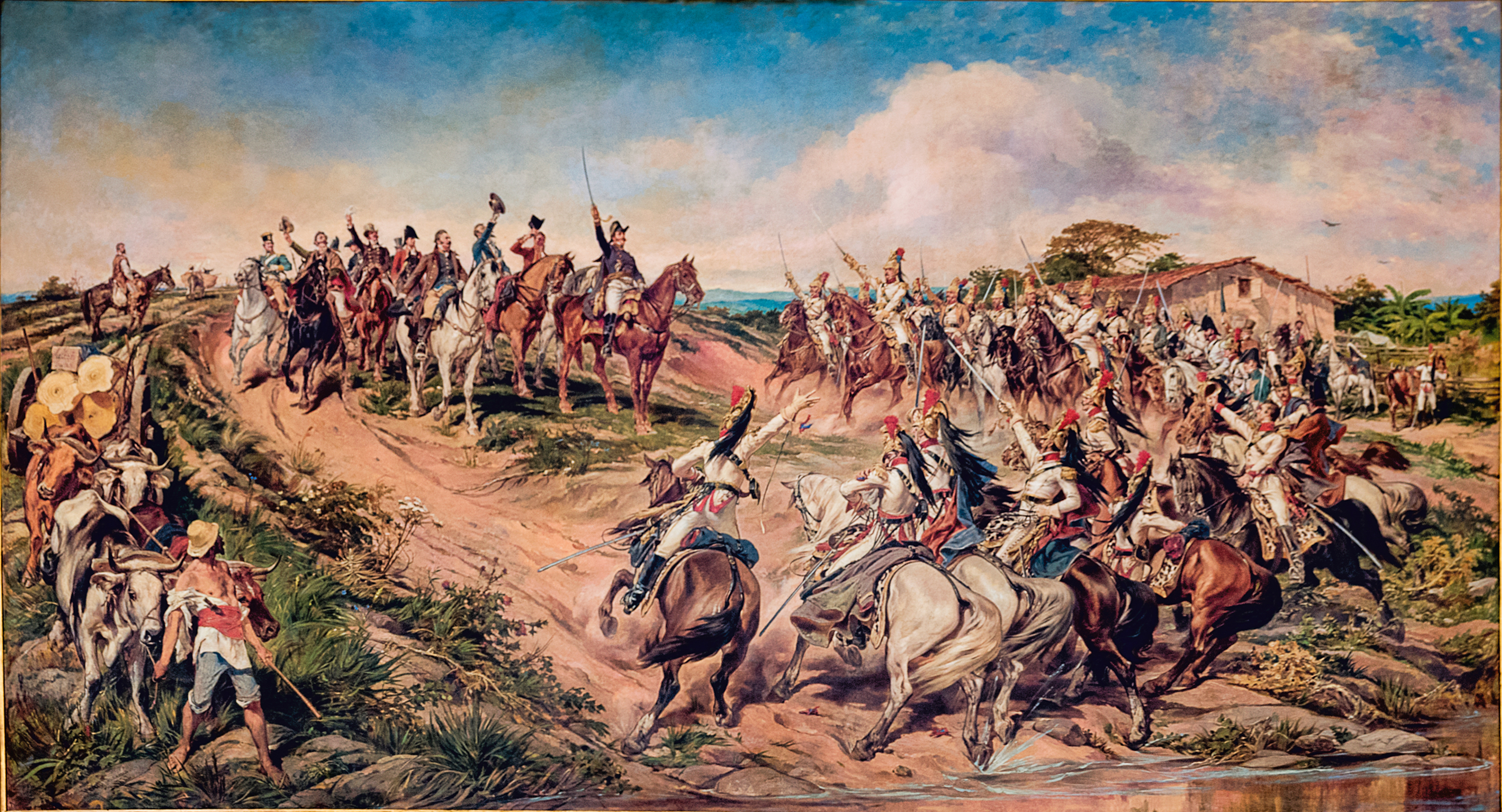
Pedro Américo: Independência ou Morte!, também conhecido como O Grito do Ipiranga, 1888, Museu Paulista.

A estabilidade do Segundo Reinado e o mecenato pessoal do imperador Dom Pedro II criaram condições para mais um ciclo de grande desenvolvimento nas artes. Mas, sintomaticamente, esta estabilidade política de certa forma deixou o ambiente nacional um tanto alheio às vanguardas do momento, e a alguns problemas sociais que existiam. Os bolsistas na Europa pouco contato tiveram com figuras renovadoras, preferindo manter-se numa linha segura e aceitável à sociedade que os sustentava. A produção central desta fase pode ser descrita como romântica, com um imaginário e tratamento de índole heróica, dramática e ufanista, e se alinhou em um projeto nacionalista inédito na história cultural do Brasil, resultando em uma série de obras-primas onde brilham algumas das mais notórias imagens da arte brasileira de todos os tempos.
Ao mesmo tempo, durante este período, não tendo o Brasil uma história oficial antiga e nobre como a européia, a temática indígena adquire relevo como símbolo de uma brasilidade arquetípica, autêntica e pura. Mesmo que tais personagens tenham sido muito glamourizados, sua passagem para um plano destacado na grande arte acadêmica foi um dado importante no resgate das raízes nacionais. O negro, entretanto, com raríssimas exceções, só vai deixar de figurar como elemento anônimo e mera parte da paisagem para assumir o primeiro plano quando o movimento abolicionista já estava ganhando uma força irrefreável, para depois da República tornar-se mais comum e aceitável. A obra das figuras maiores desta geração demonstra bem os interesses da ordem vigente. Pedro Américo, um dos maiores pintores brasileiros do século XIX, privilegiou cenas históricas com temas nacionais, num estilo grandioso que tanto glorificava as façanhas do povo e de seus protagonistas como a augusta benevolência e firmeza da Coroa. Suas obras mais importantes, O grito do Ipiranga e A batalha do Avaí são peças capitais do academismo nacional, e são panegíricos do nacionalismo e da ordem estabelecida, sem que isso lhes tire vigorosas qualidades estéticas. Também pintou inúmeras cenas religiosas e alegóricas, e muitos retratos.

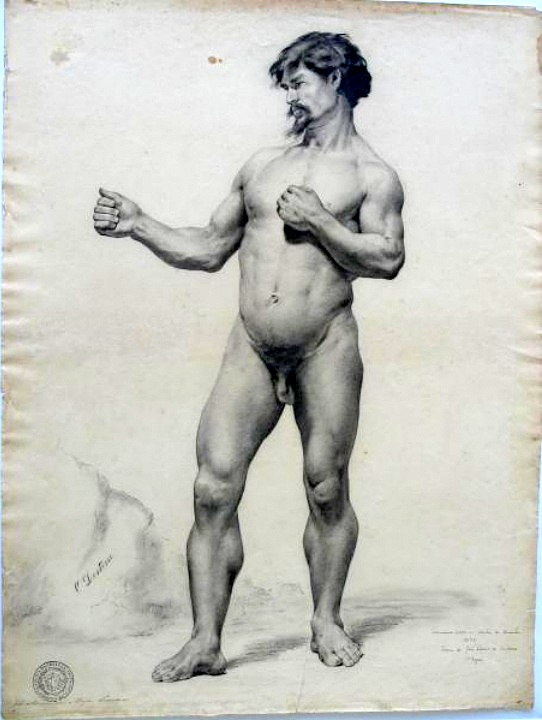
José de Medeiros: Estudo de nu, 1878, Museu Dom João VI. O desenho era considerado a base de toda a pintura acadêmica.

Outro mestre desta fase é Vítor Meirelles, que também pertence à mesma estirpe de grandes criadores, servis aos seus mecenas, mas possuidores de um talento que transcende a política e a ideologia heróica, antes delas fazem uso para expressarem a força de seu próprio gênio. Também foi autor de quadros que permanecem vivos até hoje no imaginário nacional: A primeira Missa no Brasil, de feição tranqüila e composição impecável, Moema, peça-chave do nacionalismo indigenista, tipicamente romantizado, a Batalha naval do Riachuelo, a Batalha dos Guararapes e a Passagem de Humaitá, três obras sobre momentos da história nacional tratados com grande fôlego e maestria. Suas outras composições, sobre temas sacros ou mitológicos, são menos impressionantes, mais formais, mas sempre corretas.
Por esta altura a Academia já se tornara uma instituição sólida e respeitada, e cumpria um papel determinante e seletivo na orientação das tendências artísticas que deveriam ou não vicejar. O ensino dava frutos visíveis e de qualidade, influenciando outros centros, o acervo da pinacoteca da Academia era constantemente enriquecido, exposições independentes começavam a aparecer fora de seus muros como prova da fertilização do solo artístico nacional, e outros nomes importantes surgiam no cenário, como Rodolfo Amoedo e Henrique Bernardelli.
Em São Paulo se destacavam Oscar Pereira da Silva e sobretudo Almeida Júnior, dono de um estilo original, transitava com a mesma facilidade e gênio de temas históricos para momentos burgueses e cenas da vida do brasileiro comum, do interiorano rústico, introduzindo notas de realismo inéditas na produção acadêmica anterior e que seriam uma força renovadora em relação à tendência romântica. Também foi importante a criação em 1873 do Liceu de Artes e Ofícios, que em 1905 passaria a contar com uma Pinacoteca, a atual Pinacoteca do Estado de São Paulo, um dos maiores museus de arte do país. Na Bahia uma Academia de Belas Artes nos mesmos moldes da carioca foi fundada em 1877 e desenvolvia atividade regular e proveitosa.

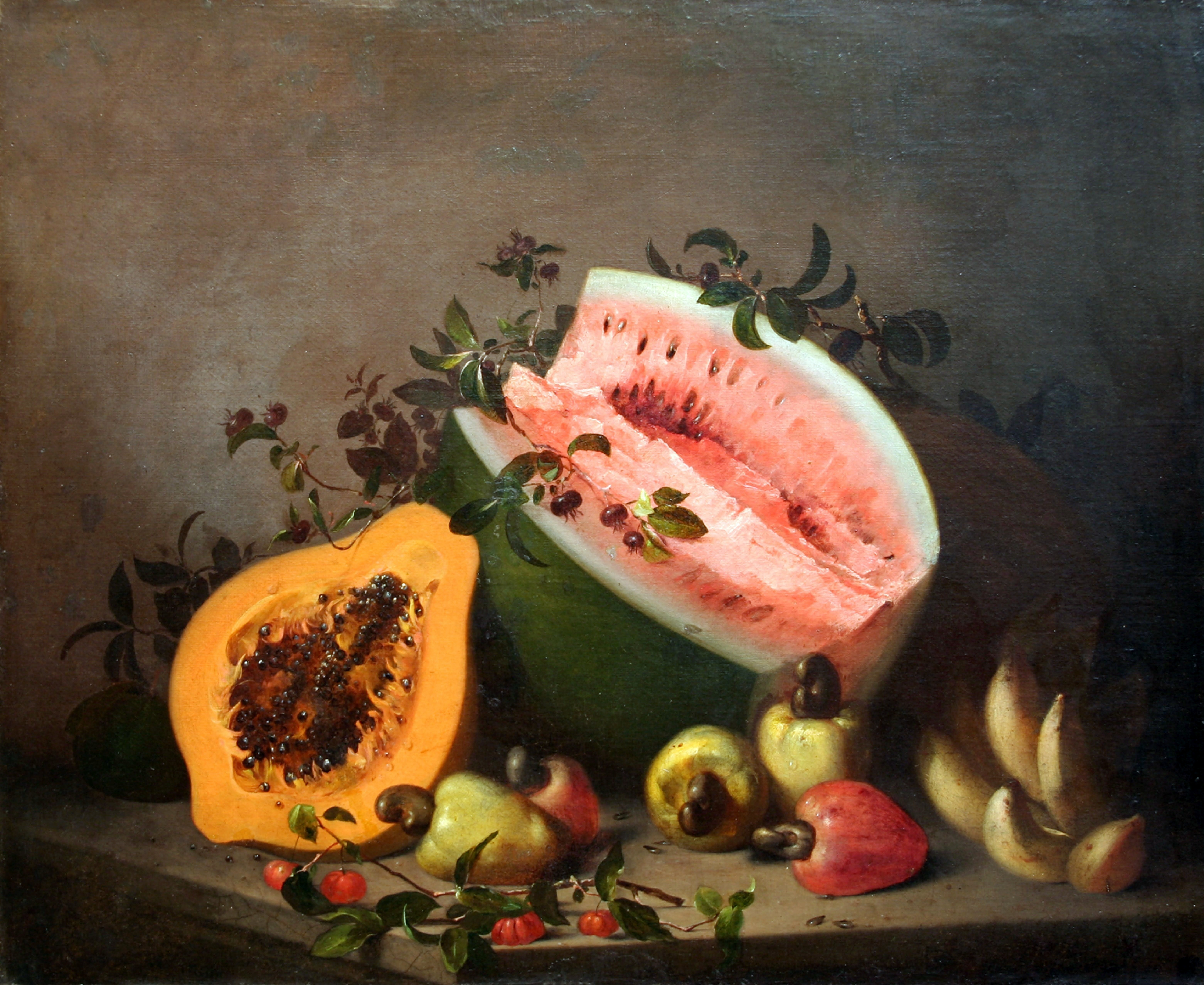
Agostinho José da Mota: Mamão e melancia, 1860, Museu Nacional de Belas Artes.
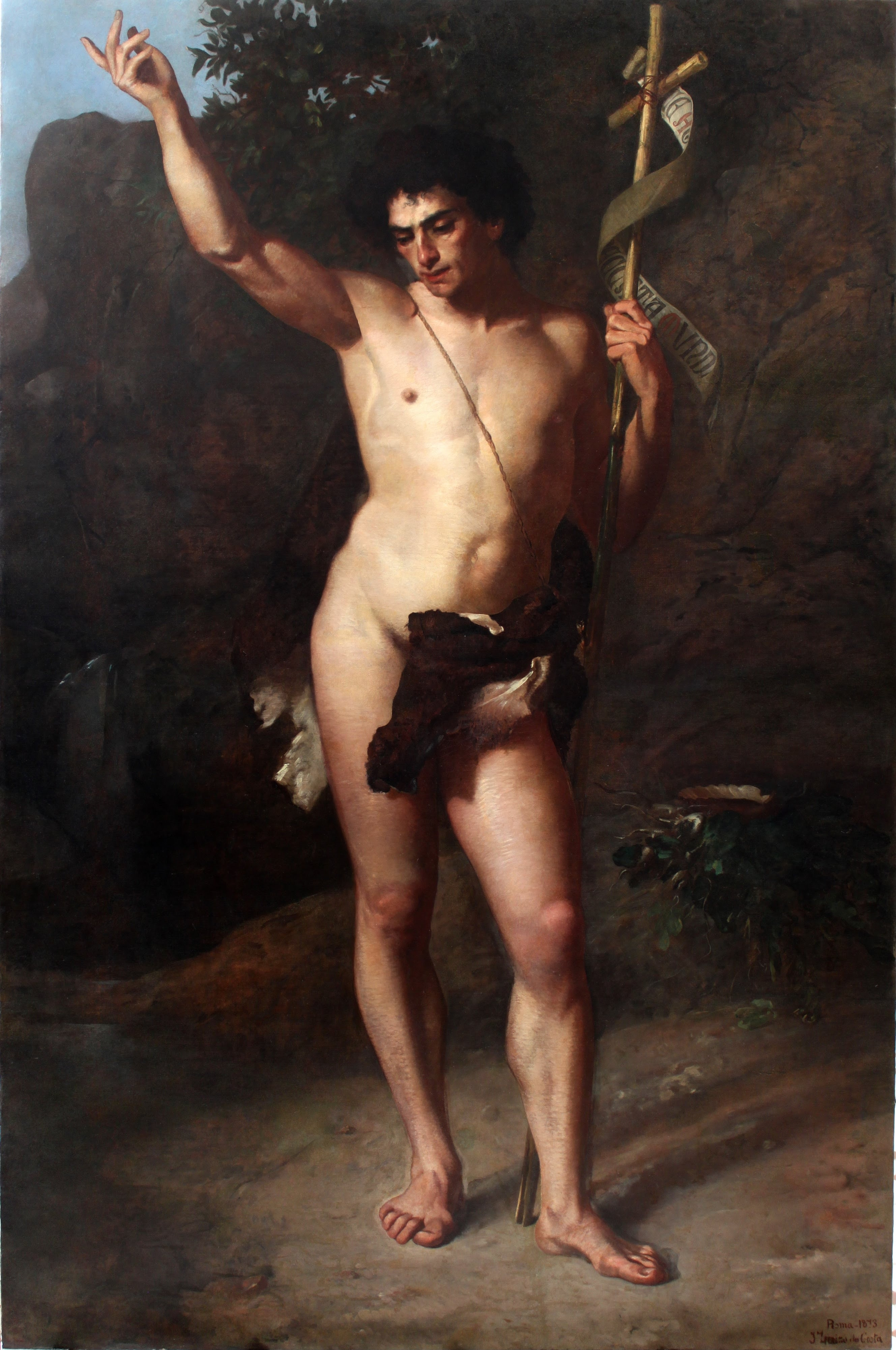
João Zeferino da Costa: São João Batista, 1873, Museu Nacional de Belas Artes.
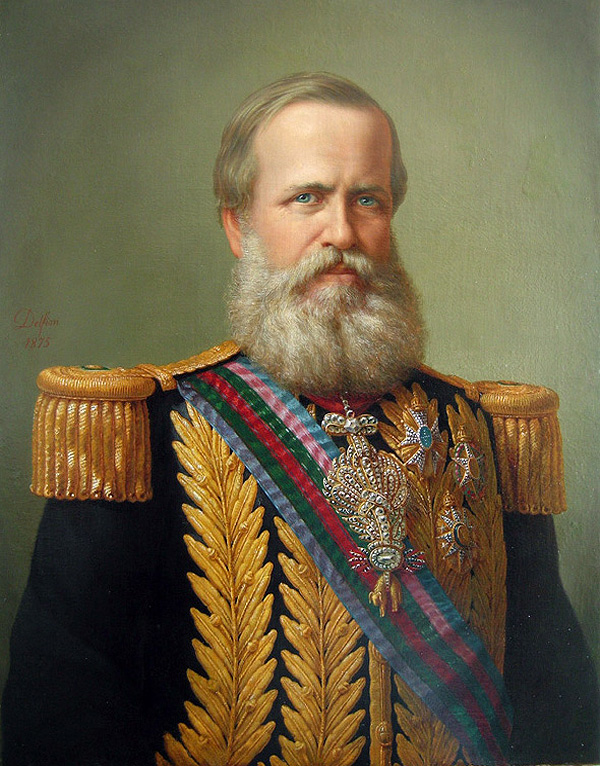
Delfim da Câmara: D. Pedro II, 1875, Acervo Artístico do Ministério das Relações Exteriores - Palácio Itamaraty.
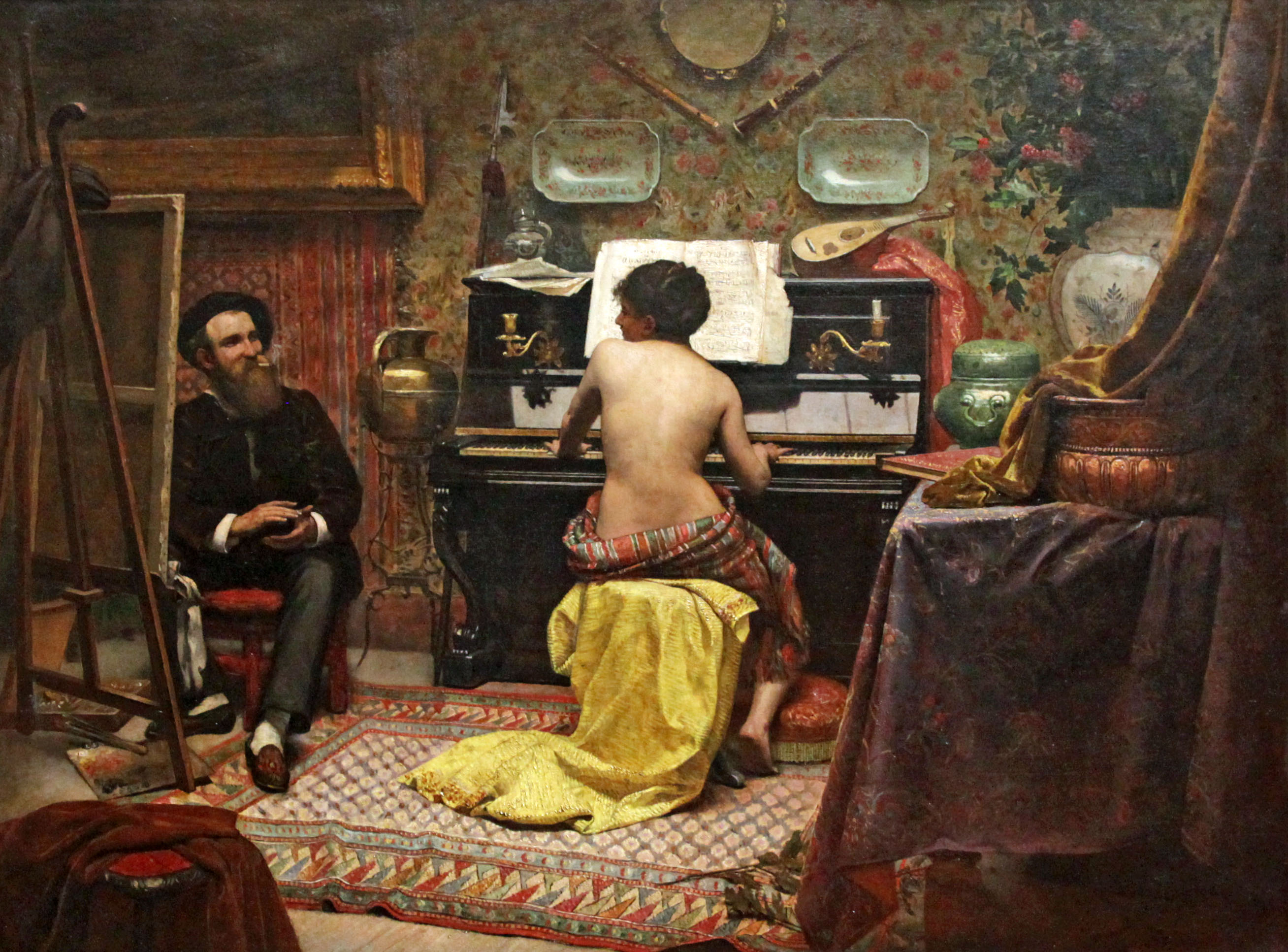
Almeida Júnior: Descanso do modelo, 1882, Museu Nacional de Belas Artes.

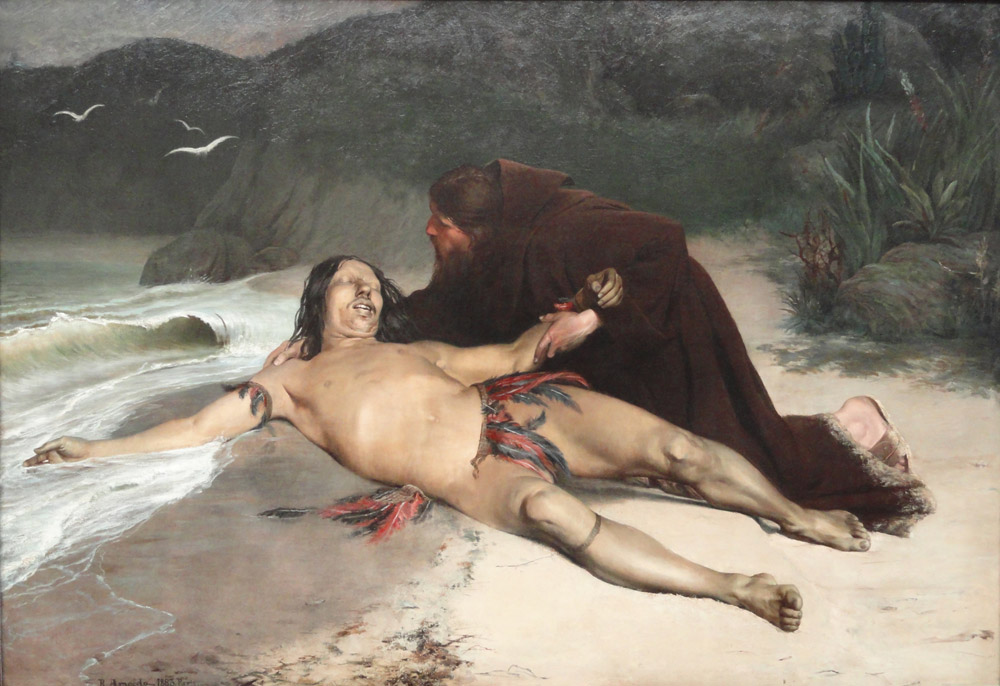
Rodolfo Amoedo: O Último Tamoio, 1883, Museu Nacional de Belas Artes.
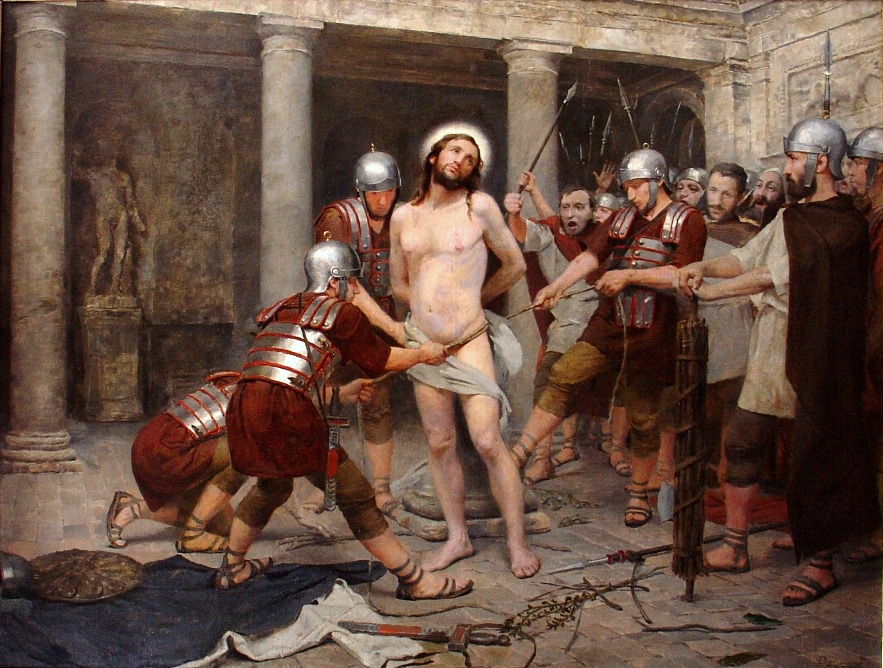
Belmiro de Almeida: A flagelação de Cristo, 1887, Museu de Arte Sacra da Ordem Terceira de São Francisco da Penitência.
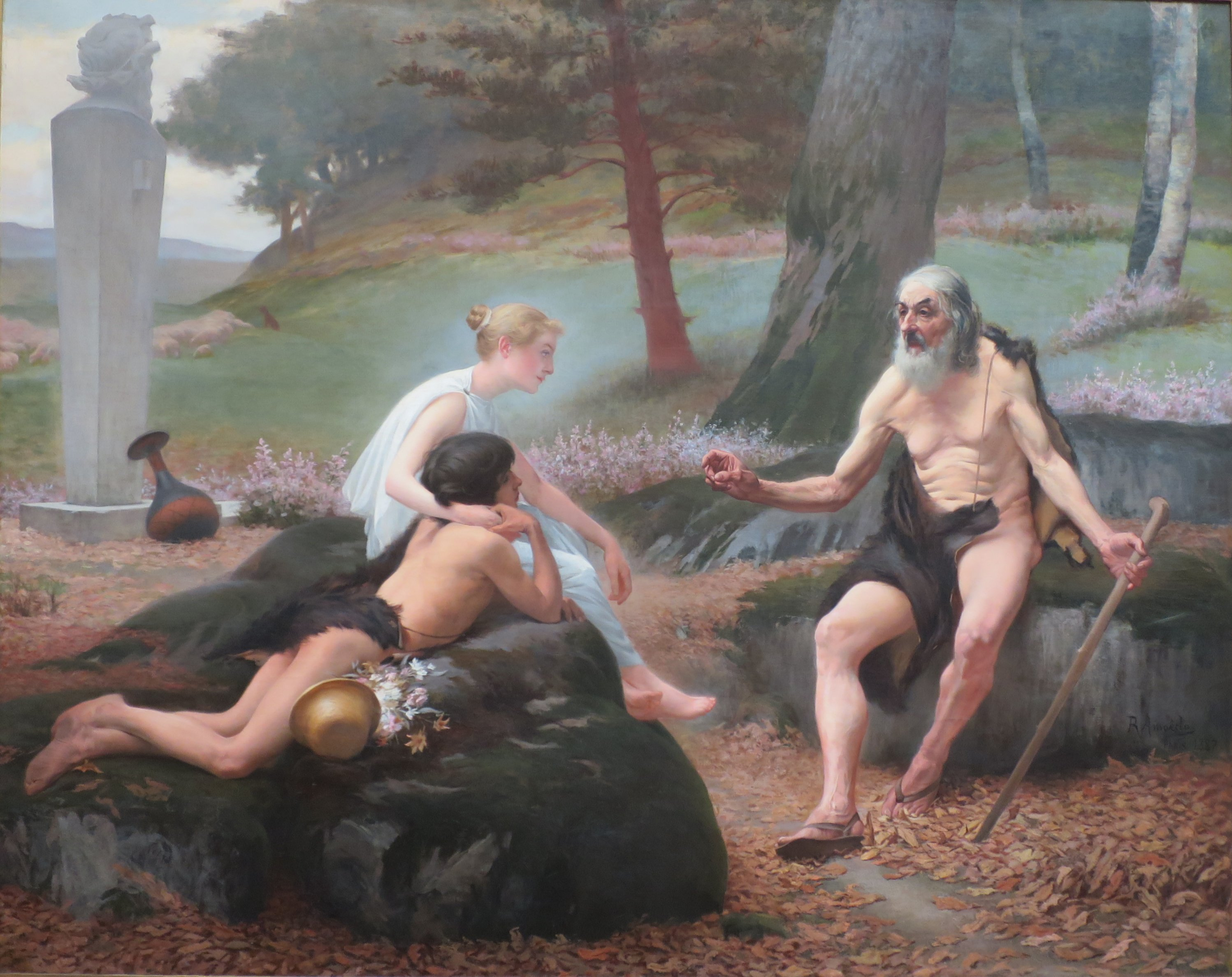
Rodolfo Amoedo: A narração de Filectas, 1887, Museu Nacional de Belas Artes.
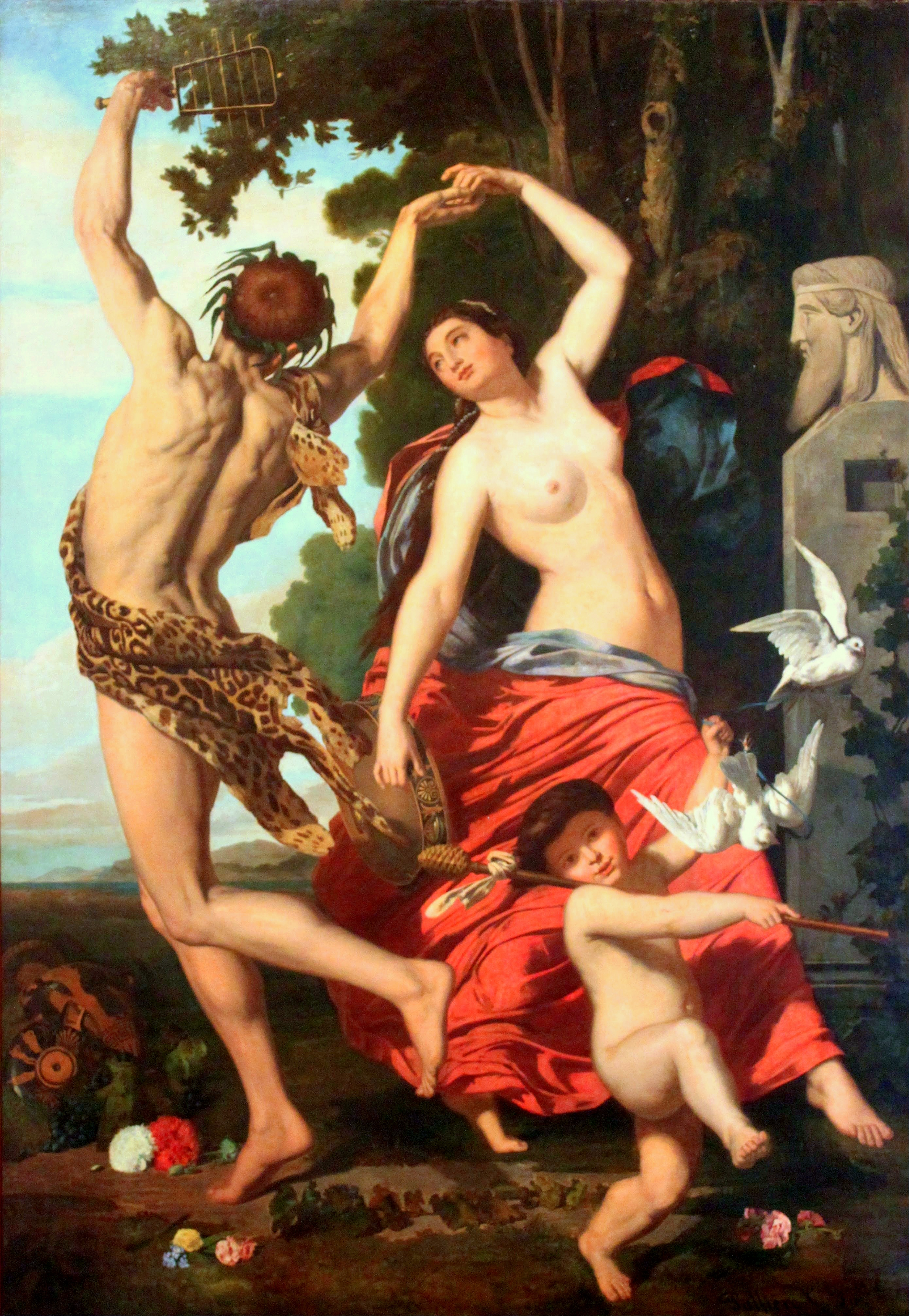
Léon Pallière: Fauno e Bacante, c. 1887, Museu Nacional de Belas Artes.

### Outros estrangeiros
A exuberante paisagem tropical do Brasil sempre causou admiração e atraiu o estrangeiro. Durante o século XIX se estabeleceriam aqui diversos artistas de fora, por intervalos maiores ou menores, principalmente no Rio de Janeiro, e deixariam registros apreciáveis da paisagem e dos costumes. Algumas figuras ativas no século XIX são Richard Bate e Friedrich Hagedorn, aquarelistas, Augustus Earle, pintor de animadas cenas de gênero, Charles Landseer, retratista de tipos e costumes, e Maria Graham, preceptora da Princesa Maria da Glória e autora de uma série de refinadas paisagens da capital do Império. Mais importante foi Thomas Ender, aquarelista integrante da comitiva da Princesa Leopoldina e autor de preciosas cenas de costumes e de trabalho. Mas estes foram presenças isoladas, espectadores do cenário que possuíam já uma formação prévia ao chegarem, e não tiveram maior influência no desenvolvimento da pintura nacional, ainda que tenham legado atraentes e valiosos testemunhos do ambiente natural e humano.

Georg Grimm: Vista do cavalão, 1884. Museu Nacional de Belas Artes.

Bastante ativo no circuito oficial foi François-René Moreaux, que entre 1840 e 1859 participou de muitas das exposições da Academia, viajou extensamente pelo Brasil e foi um dos fundadores do Liceu de Artes e Ofícios, além de realizar uma quantidade de retratos de personalidades ilustres da época, inclusive a cena da Sagração de Dom Pedro II, pela qual recebeu o hábito da Ordem de Cristo. Seu irmão Louis-Auguste também expôs na Academia e em 1841 obteve Medalha de Ouro pela tela Rancho de Mineiros, e recebeu a Ordem da Rosa por Jesus Cristo e o Anjo. Outro premiado foi Raymond Monvoisin, que chegou ao Rio em idade já avançada mas cuja obra causou excelente impressão. Abraham-Louis Buvelot, com uma obra paisagística muito sensível, foi elogiado por Porto-alegre. Também merecem atenção Nicola Antonio Facchinetti, grande paisagista, Eduardo de Martino, marinista de primeira linha, e já perto do final do século são notáveis os portugueses José Maria de Medeiros e Augusto Rodrigues Duarte, que em suas obras históricas de refinada execução traduzem perfeitamente o Romantismo ainda em vigor.
Acima de todos Georg Grimm deixou sua marca no cenário nacional. Em sua aparição de 1882 nos salões da Academia expôs nada menos de 105 paisagens do natural, obtendo imenso sucesso. No mesmo ano foi indicado como Interino da cátedra de Paisagens, Flores e Animais, popularizando a prática do ensino ao ar livre que havia sido introduzida possivelmente por Agostinho da Motta muitos anos antes, valendo-se das novidades técnicas representadas pelo surgimento das tintas em tubos e telas pré-preparadas. Sua permanência na Instituição durou apenas dois anos, inadaptado ao formalismo reinante. Com sua saída um grupo de discípulos o acompanhou, criando-se uma escola que revelou alguns dos melhores paisagistas brasileiros: Castagneto, Parreiras e García y Vásquez, e uns poucos mais. Sua influência perduraria até perto da década de 20 do século vindouro.

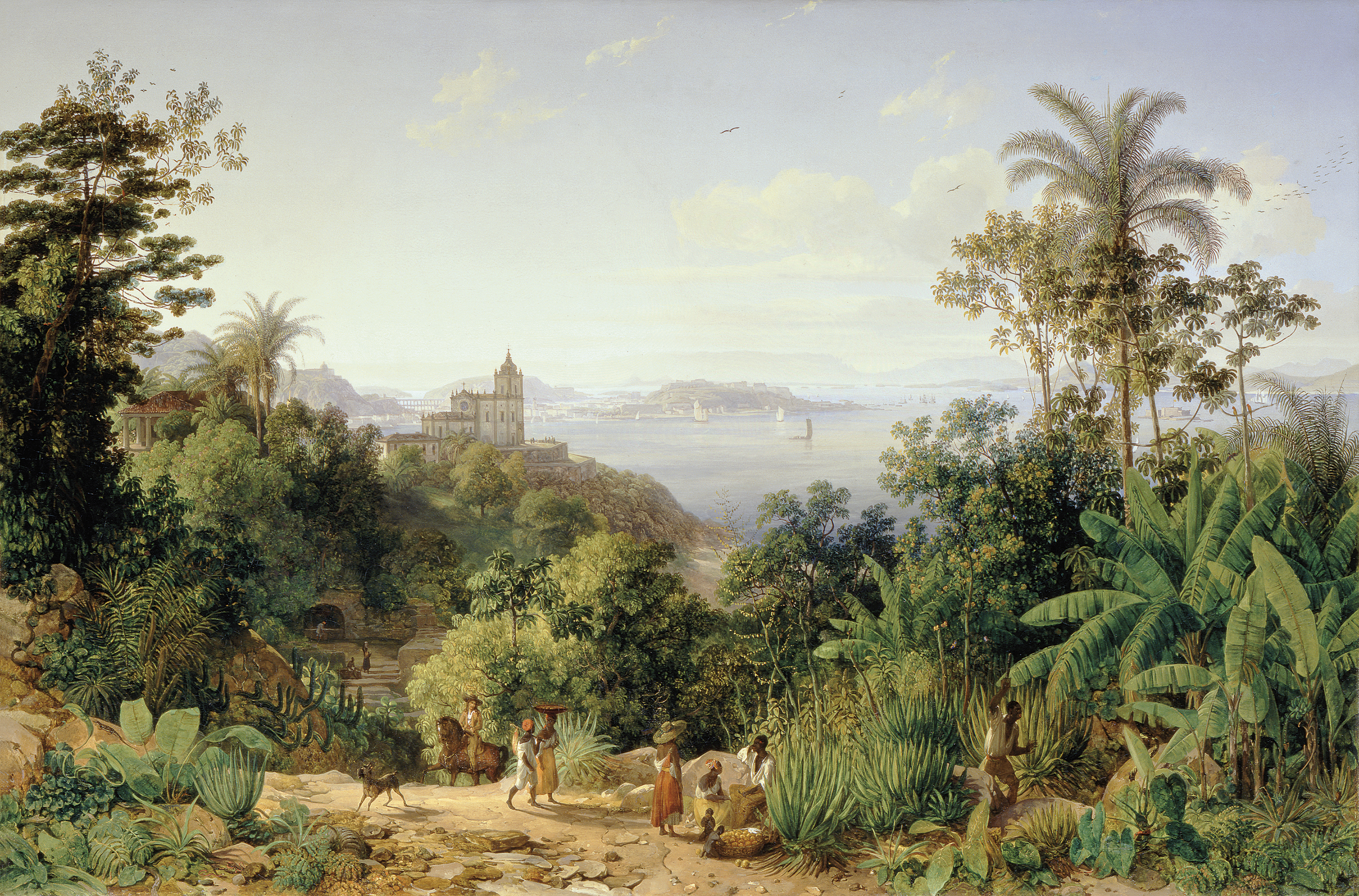
Thomas Ender: Vista do Rio, 1817, Academie der Bildenden Künste, Viena
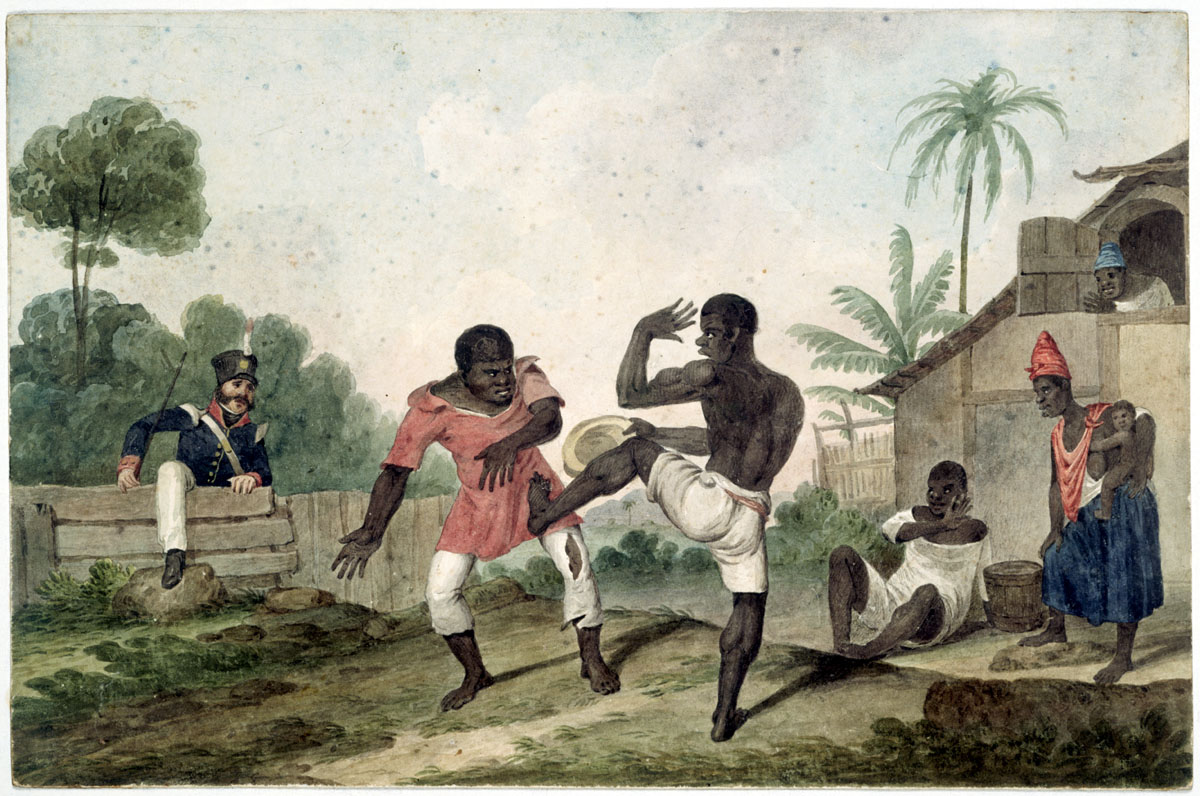
Augustus Earle: Capoeira, 1824, Biblioteca Nacional de Canberra
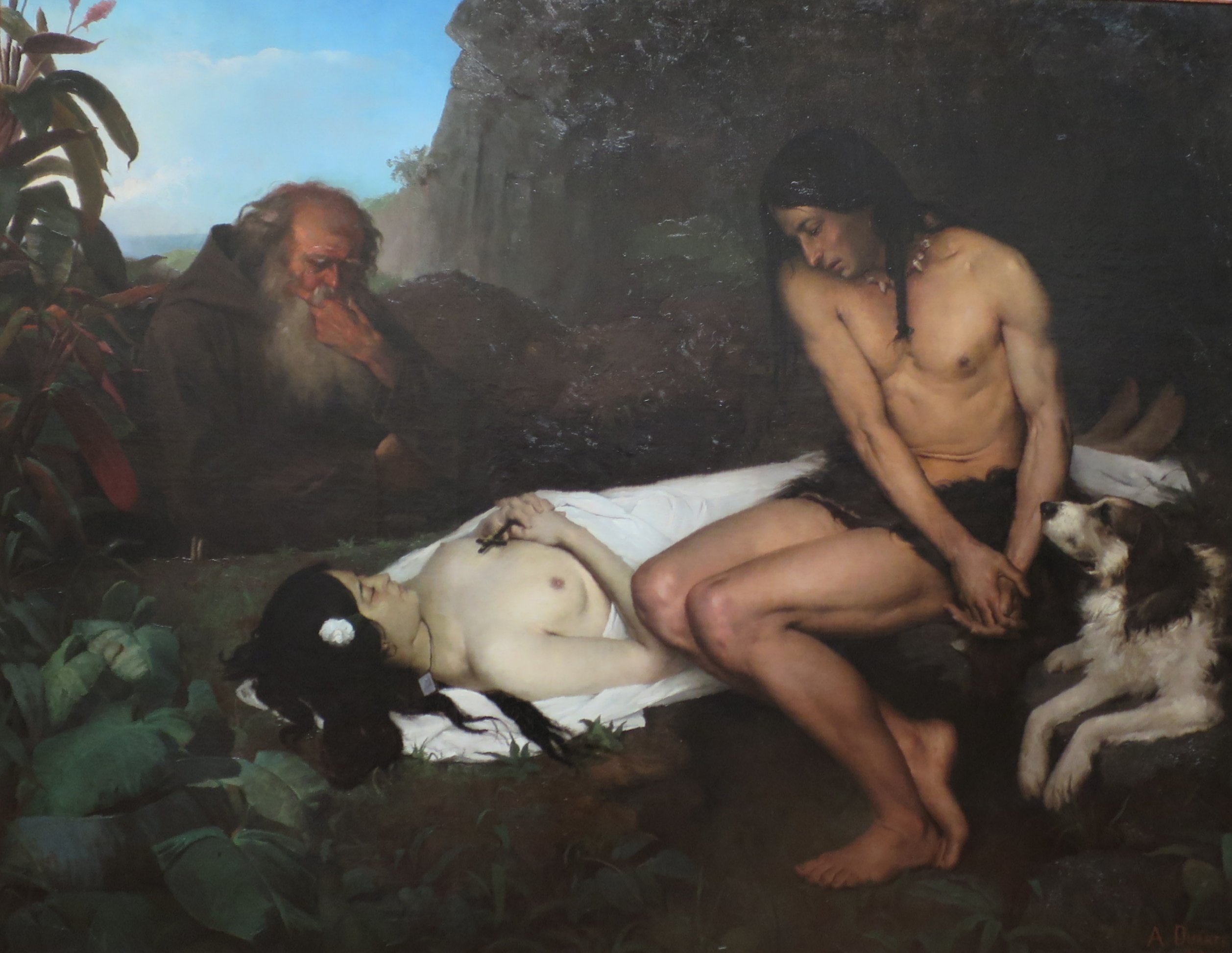
Augusto Rodrigues Duarte: As exéquias de Atalá, 1878, Museu Nacional de Belas Artes
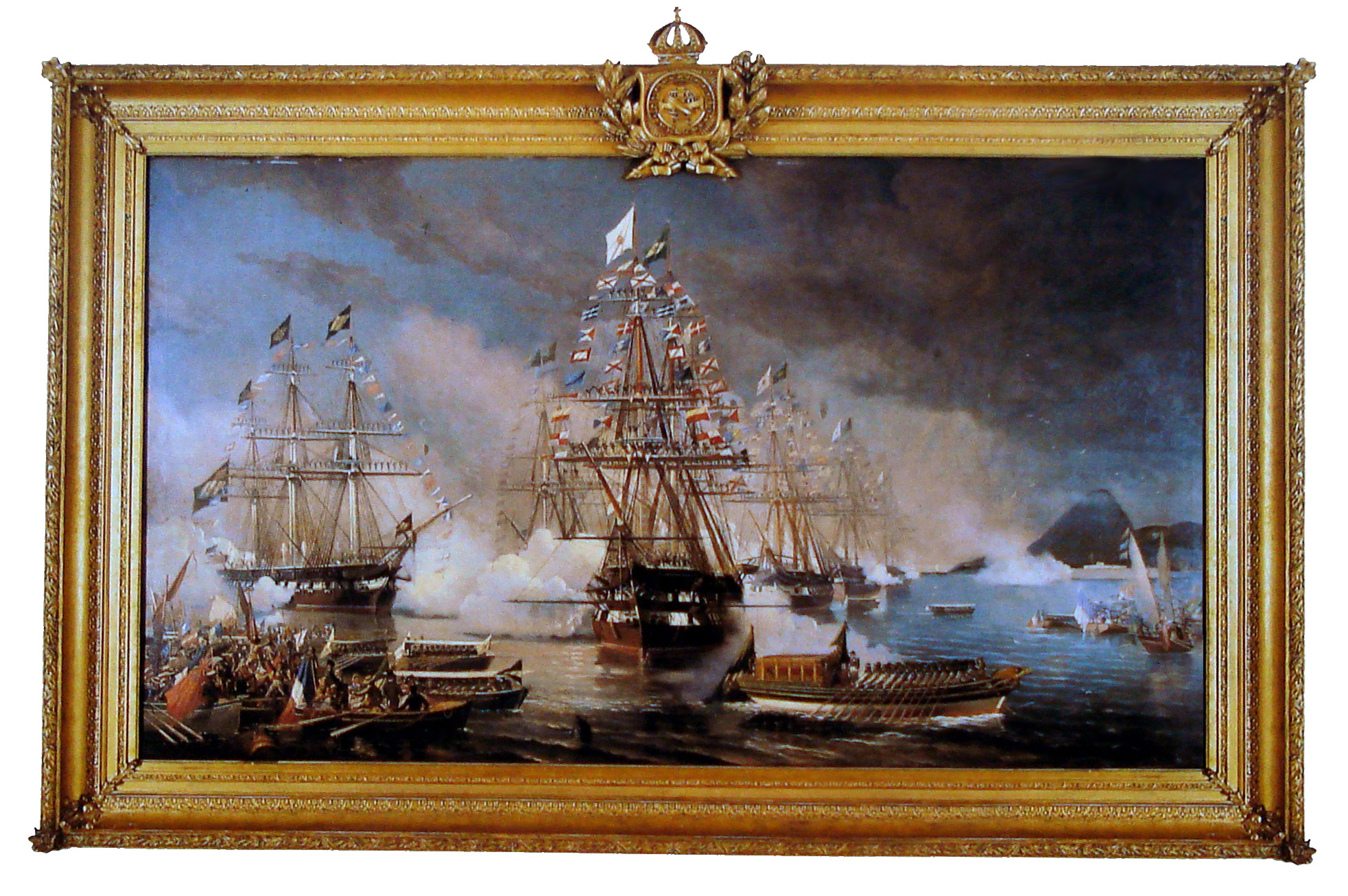
Eduardo de Martino: Fragata Constituição, 1872, Museu Histórico Nacional

## A crise da Primeira República
Desde anos antes da Proclamação da República a Academia vinha sendo atacada pelos críticos da geração mais nova, liderados por Gonzaga Duque, que viam seu sistema de valores como utópico, anêmico, elitista, defasado, servil ao Estado e por demais dependente da Europa, desconectado dos tempos modernos e sem maior relevo para a cultura nacional. Contudo, os estudiosos contemporâneos tendem a considerar essas opiniões parciais, datadas historicamente e hoje ultrapassadas, e reafirmam a importância do projeto acadêmico imperial como um todo, mesmo que ele possa ser criticado em alguns aspectos. O que faltou a Duque e seu círculo parece ter sido em essência a falta de uma perspectiva histórica adequada, não levando em conta os determinantes pregressos que conduziram o desenvolvimento artístico brasileiro no século XIX, nem parecem ter estimado corretamente as possibilidades reais de renovação cultural em larga escala de um país que mal estava se consolidando como entidade independente e tinha uma longa e arraigada herança barroca que mesmo nos anos finais do século XIX ainda sobrevivia em várias regiões e em várias expressões da arte e da cultura populares, e que eram pouco afetadas pelo que acontecia na capital da nação.

Henrique Bernardelli: A Proclamação da República, c. 1900.

Instaurando-se a república em 1889, já no ano seguinte surgiram outros sinais de crise. Rodolfo Bernardelli assumiu a direção da Academia, agora transformada em Escola Nacional de Belas Artes e em breve a intensa atividade anterior esmoreceu. Foi acusado de malversão de verbas, galerias foram fechadas e decaíram, escolheu professores que o apoiavam para perpetuar-se no cargo, e mudou os estatutos, com o que as classes se esvaziaram. Mas cresceu inexorável um movimento contra sua orientação, a qual, dizia-se, "transformou a Escola de Belas-Artes em feira".
A crise institucional e estética gerada não obstante deu lugar a uma reavaliação de conceitos e objetivos, já que nascida na monarquia há cem anos a instituição não poderia permanecer idêntica no novo regime republicano e em meio a uma atmosfera social todo diversa, aburguesada, multifacetada e borbulhante com as cidades em crescimento acelerado e sob o impacto das recentes inovações tecnológicas. O próprio novo Estado republicano se valeu imediatamente da pintura para ilustrar seus novos valores e heróis, reinterpretando para seus próprios propósitos a formalização iconográfica anterior e ao mesmo tempo tentando afastar-se dela pela introdução de personagens e estéticas mais atualizadas, que não tinham uma vinculação significante com o passado monárquico e tinham em vez uma ligação com perspectivas de modernidade, democracia e progresso. Para isso encontrou intérpretes exímios nos próprios acadêmicos, como Pedro Américo em suas obras tardias como o Tiradentes esquartejado, e em Manuel Lopes Rodrigues, autor de uma Alegoria da República que é um ícone impactante na nova ordem, além de cooptar outros mestres já consagrados ou em ascensão como Rodolfo Amoedo, Henrique Bernardelli, Eliseu Visconti e Antônio Parreiras. No início da década de 1930 a Escola Nacional foi incorporada à Universidade Federal do Rio de Janeiro, encerrando sua história como instituição autônoma.
Mesmo nesse período conturbado, alguns nomes ressaltam por seu mérito inegável. De fato para a pintura as coisas não estavam ruins, e o vigor e variedade da produção destes artistas emergentes, muitos dos quais mulheres, o demonstra: Pedro Alexandrino Borges, Arthur Timótheo da Costa, Helios Seelinger, Carlos Chambelland, Rodolfo Chambelland, Georgina de Albuquerque, Antônio Garcia Bento, Belmiro de Almeida, Leopoldo Gotuzzo e principalmente Eliseu Visconti, todos e cada um refletiram em seus trabalhos a diversidade de tendências da época, como o Realismo, o Impressionismo, o Simbolismo, o Ecletismo e a Art nouveau, abrindo uma quantidade enorme de novos campos formais na pintura e acelerando as transformações em direção a uma nova ordem de valores que seria patenteada na polêmica modernista.
De fora do centro do país são de assinalar as presenças mais ou menos isoladas de Jerônimo José Telles Júnior, paisagista em Pernambuco, Manuel Lopes Rodrigues na Bahia, Rosalvo Alexandrino de Caldas Ribeiro, ensinando em Alagoas, Benedito Calixto, atuando no litoral de São Paulo. Merece nota também o caso do Rio Grande do Sul, onde eram bastante ativos, junto com figuras menores, Pedro Weingärtner e Antônio Cândido de Menezes, ambos com sólida formação acadêmica e deixando obra de qualidade, especialmente o primeiro deles.

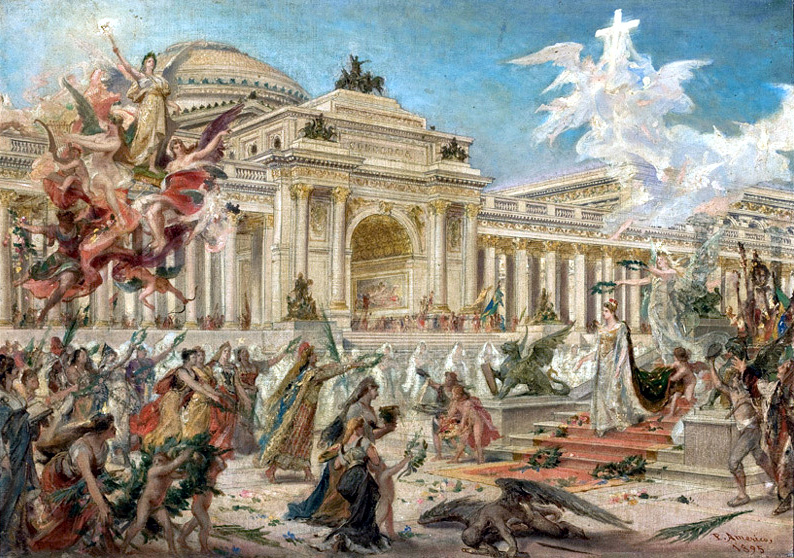
Pedro Américo: Paz e Concórdia, 1895, Museu de Arte de São Paulo.
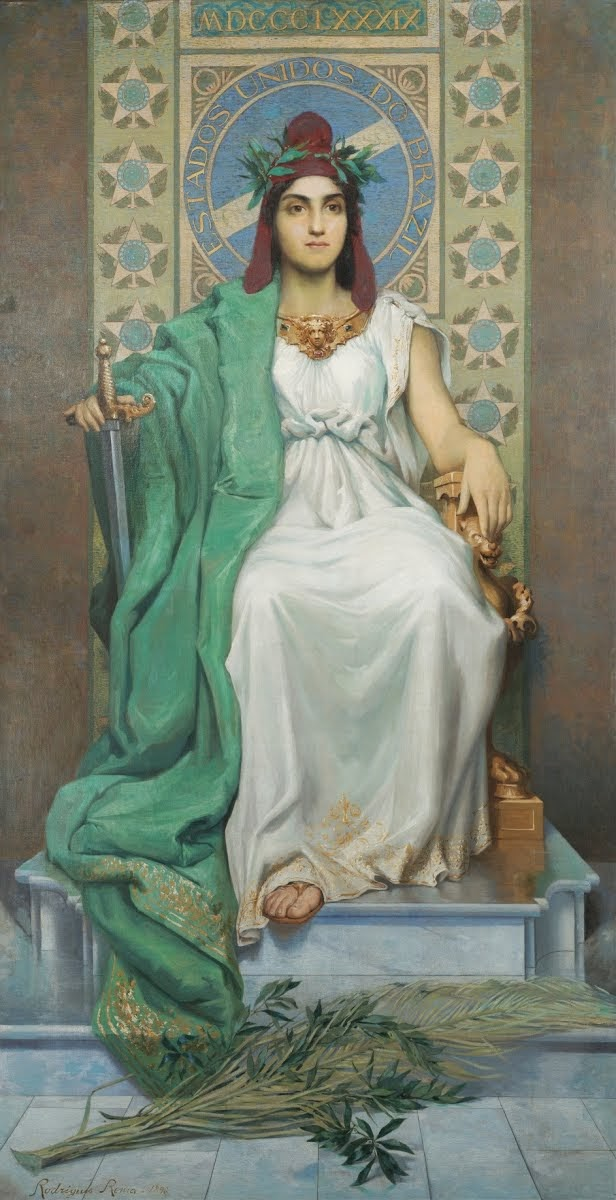
Manuel Lopes Rodrigues: Alegoria da República, 1896, Museu de Arte da Bahia.
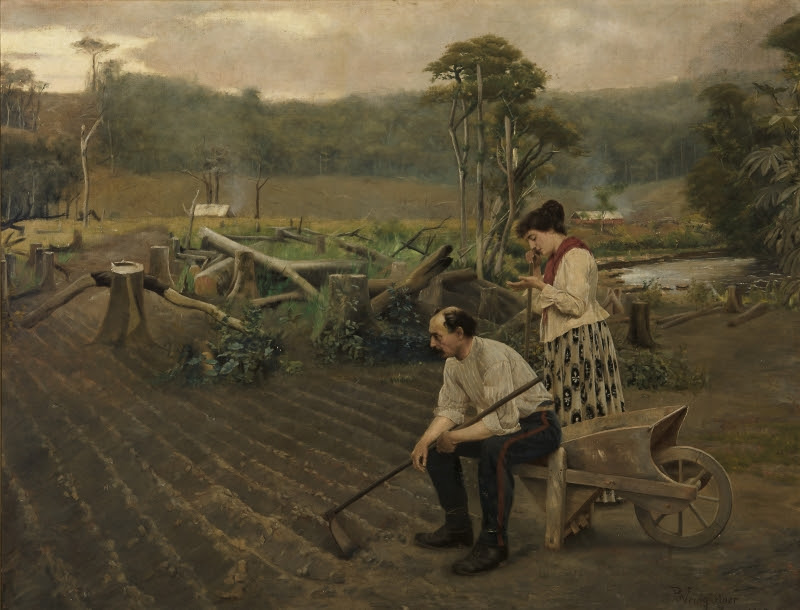
Pedro Weingärtner: Tempora mutantur, 1898. Museu de Arte do Rio Grande do Sul.
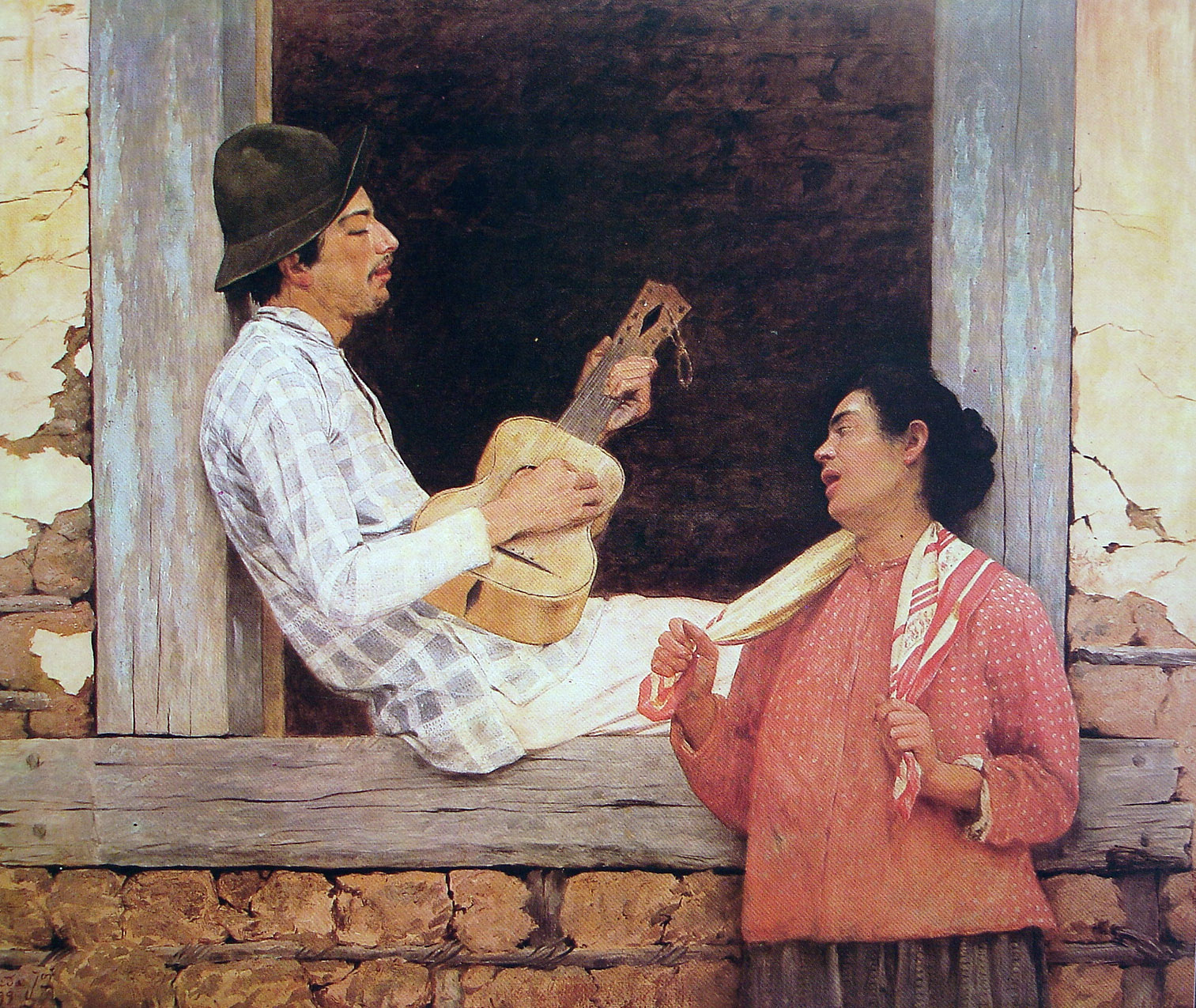
Almeida Júnior: O Violeiro, 1899, Pinacoteca do Estado de São Paulo.
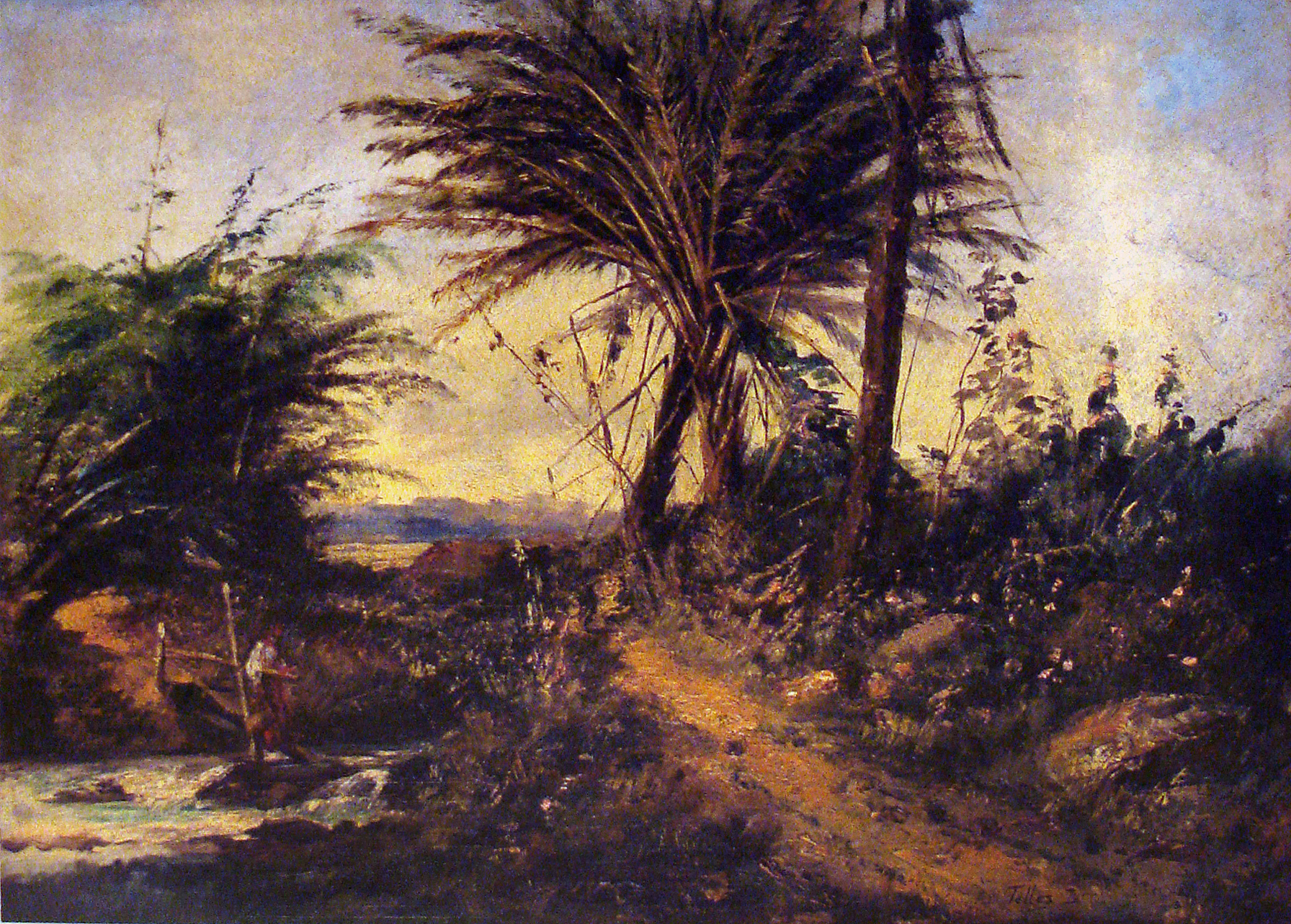
Jerônimo José Telles Júnior: Paisagem, s/d. Museu do Estado de Pernambuco.

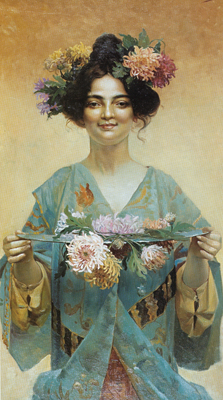
Oscar Pereira da Silva: Moça com Bandeja, s/d., Coleção particular.
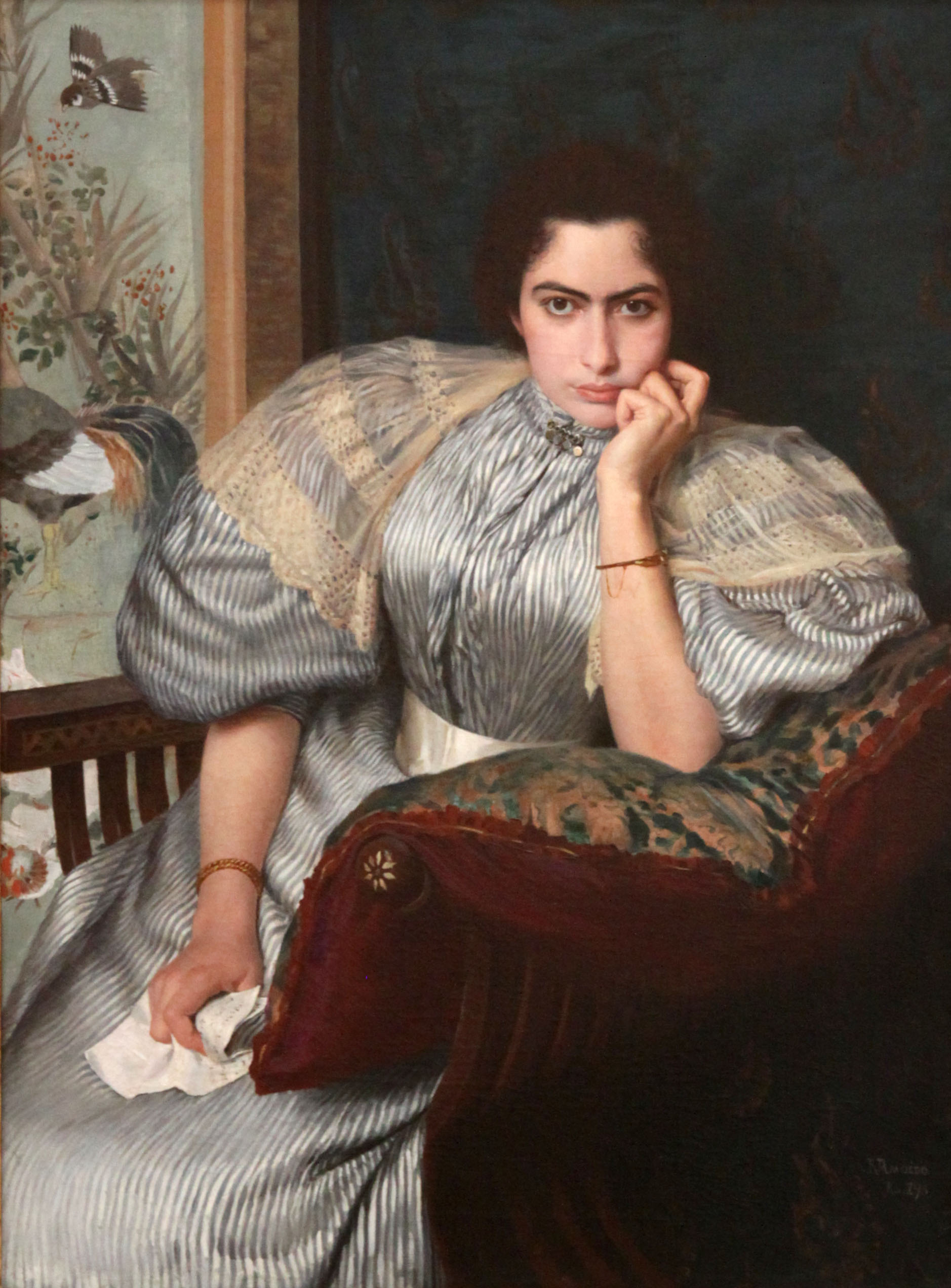
Rodolfo Amoedo: Más Notícias, 1895, Museu Nacional de Belas Artes.
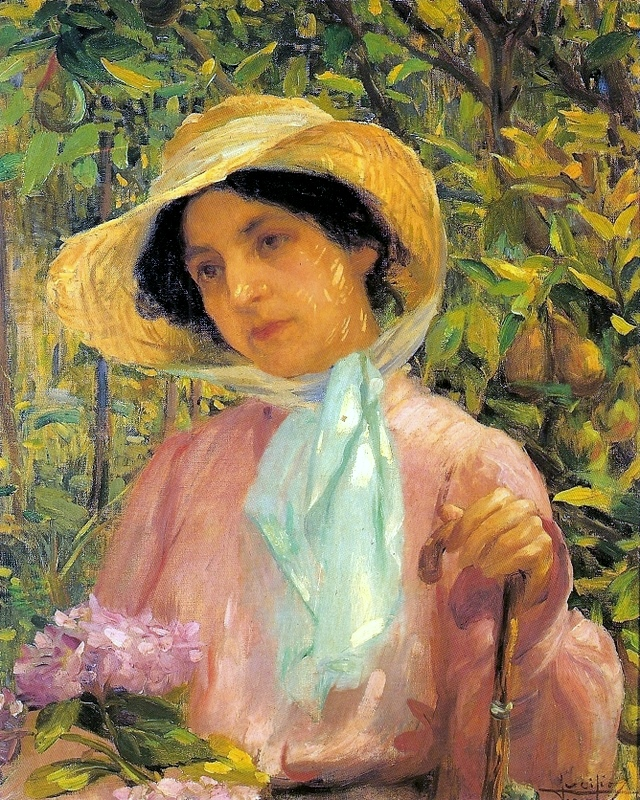
Lucílio de Albuquerque: Retrato de Georgina de Albuquerque, 1907, Pinacoteca do Estado de São Paulo.
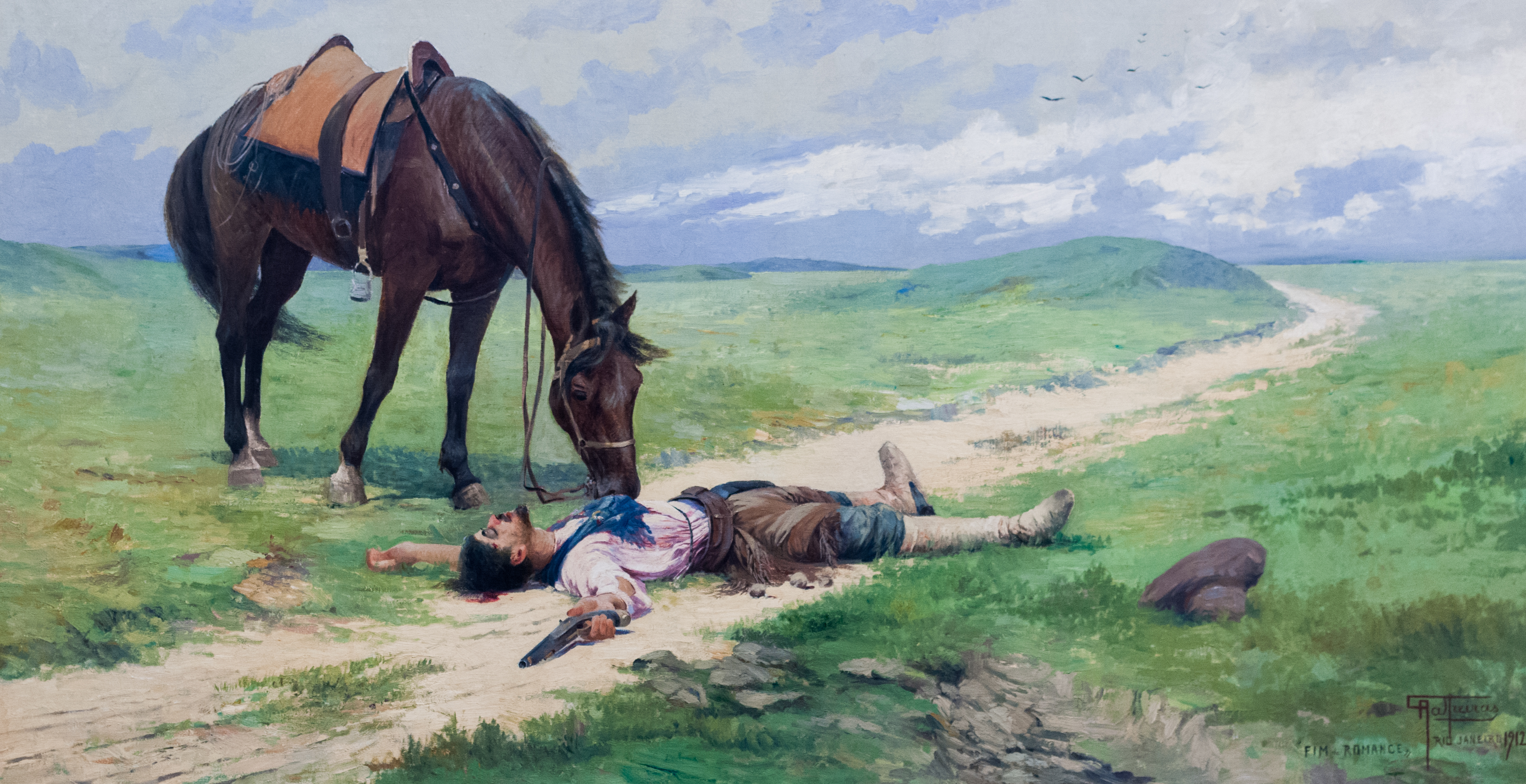
Antônio Parreiras: Fim de romance, 1912, Pinacoteca do Estado de São Paulo.
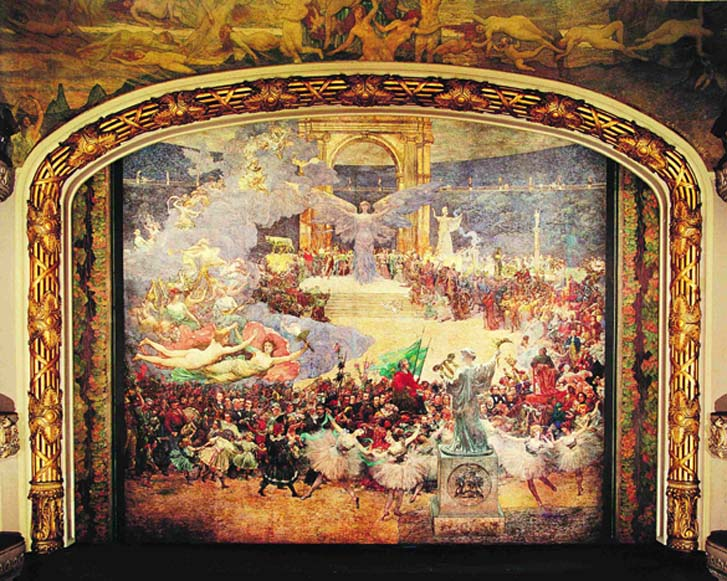
Eliseu Visconti: A influência das Artes sobre a Civilização, 1908, pano de boca do Teatro Municipal do Rio de Janeiro.

## Modernismo

### A Semana de Arte Moderna e a primeira geração de modernistas

Anita Malfatti: A estudante (1915-1916).Museu de Arte de São Paulo.

Nas primeiras décadas do século XX São Paulo já se afirmava como uma das grandes cidades brasileiras, impulsionada pela riqueza oriunda do cultivo do café e pela industrialização, e com uma classe burguesa abastada. Distante da influência direta da Academia, o ambiente artístico pôde evoluir de forma um pouco mais livre, dentro de um espírito mais cosmopolita, onde havia maior afluxo de artistas estrangeiros, trazendo ideias progressistas da Europa, ainda que os primeiros avanços significativos tenham se dado visivelmente na área da arquitetura, da literatura e das artes gráficas. O ambiente se dividia entre uma tendência retrógrada fiel ao academismo, e outro setor cuja insatisfação e irritação contra o estado estagnante de coisas se expressava em termos contundentes. Nas palavras do pintor Di Cavalcanti:
"O academismo idiota das críticas literárias e artísticas dos grandes jornais, a empáfia dos subliteratos, ocos, palavrosos, instalados no mundanismo e na política, e a presença morta de medalhões nacionais e estrangeiros, empestando o ambiente intelectual de uma pauliceia que se apresentava comercial e industrialmente para sua grande aventura progressista, isso desesperava nosso pequeno clã de criaturas abertas a novas especulações artísticas, curiosas de novas formas literárias, já impregnadas de novas doutrinas filosóficas" 

Di Cavalcanti: Samba, 1925.

Tarsila do Amaral: Abaporu, 1928

O clã a que ele se referia era um grupo de intelectuais, muitos educados na Europa, atualizados com as correntes da vanguarda europeia da época, como o Expressionismo, o Fauvismo, o Futurismo e o Cubismo. Segundo Contier, dentre todas as correntes o Futurismo teve o maior papel no lançamento do Modernismo brasileiro, tanto que nos primeiros anos os participantes do movimento eram conhecidos como futuristas. Do grupo faziam parte os escritores/poetas Oswald de Andrade, Guilherme de Almeida, e Mário de Andrade, e Victor Brecheret na escultura, além de alguns outros. O estopim para a realização da Semana de Arte Moderna, o marco inaugural do Modernismo no Brasil, foi a celeuma surgida em torno da exposição de Anita Malfatti em 1917. Atacada por Monteiro Lobato no artigo "Paranoia ou Mistificação?" o grupo modernista de imediato se reuniu em defesa de Anita, e a polêmica estava declarada. Outros eventos de vanguarda se sucederam nos anos imediatamente seguintes, e por fim foi organizada uma série de recitais, palestras e exposições em 13, 15 e 17 de fevereiro de 1922, o que constituiu a Semana de Arte Moderna.
Cobrindo uma gama de expressões artísticas, dos recitais poéticos e palestras à música, a participação da pintura na Semana foi modesta. As fontes são contraditórias, mas parece que só expuseram efetivamente com quadros Anita Malfatti, Di Cavalcanti, Vicente do Rego Monteiro e John Graz, e o próprio catálogo da mostra é inexato. Intensamente atacados os artistas em conjunto, a mostra de pintura em si passou quase despercebida pela imprensa e crítica. Mas o que de fato importa é a comoção que o evento como um todo surtiu no ambiente da arte paulistana e logo da brasileira. O espírito de ruptura e revolução era claro para todos, mas não havia realmente uma unidade de ideias e propostas. Havia uma tendência entre os primeiros modernistas de identificar progresso com Europa, de certa forma rejeitando a realidade cultural nacional e seus ritmos próprios, mas a necessidade de atualizar o Brasil com o que vinha acontecendo em terras mais "civilizadas" era sentida por muitos como uma urgência não só artística, mas também social, política e mesmo econômica, o que viria a ser expresso com mais clareza na esteira do Movimento Pau-Brasil de 1924, quando um nacionalismo emergiu nas consciências e serviu como ponto focalizador dos avanços.
Neste momento Di Cavalcanti começava a abordar o tema das mulatas, uma escolha deliberada que se inseria no processo modernista de resgate das raízes miscigenadas do país, contribuindo para redefinir o sentido de brasilidade na arte e para a criação de um novo ícone de beleza e autenticidade nacional, dando origem a uma iconografia que se tornou vastamente popular tomada como representação de todo um estilo de vida, e surgia Tarsila do Amaral com uma obra originalíssima, que já metabolizara a influência direta do estrangeiro, dizendo mais diretamente a caracteres brasileiros. Outros movimentos se sucederam, como a Antropofagia, nascido por intermédio de Oswald de Andrade a partir da tela Abaporu (1928), também de Tarsila, uma obra que, como nenhuma outra, exerceu profunda repercussão no mundo artístico daquele momento, considerada hoje o representante por excelência do Modernismo brasileiro. Contudo, paulatinamente se patenteou que o cerne de toda a discussão não eram estilos ou correntes em si, nem o Brasil ou a Europa, mas sim a liberdade de pesquisa e expressão individual, que se refletia não apenas na temática e forma, mas também no instrumental técnico e material. Daí em diante pouca unidade real poderia ser esperada em termos de estilo ou de proposta estética de um universo formado por artistas de matrizes tão diversas.

### Difusão do modernismo

#### O eixo Rio-São Paulo

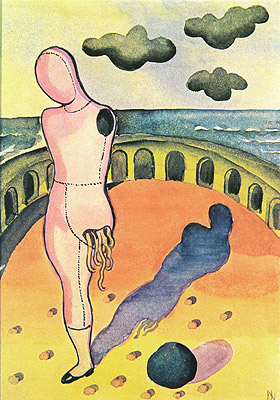
Ismael Nery: Resignação Diante do Irreparável, guache.

A esta altura começou a emergir uma legião de artistas, que faria do Modernismo brasileiro das décadas de 30 e 40 um prisma multicor, onde a influência do espanhol Pablo Picasso veio a ganhar um enorme destaque. Mesmo no Rio, principal reduto do Academismo tradicional, já se viam em atividade, desde meados dos anos 20, personalidades independentes como Ismael Nery, com um trabalho derivado do Cubismo, do Expressionismo e do Surrealismo, embora sua obra não tivesse grande circulação em seu tempo. Em 1930 o então ministro Gustavo Capanema nomeou Lúcio Costa como diretor da Escola Nacional de Belas Artes, cuja administração, embora curta, introduziu o Modernismo no âmbito acadêmico oficial e passou a aceitar obras modernistas nos Salões da Escola, o primeiro deles chamado, sintomaticamente, de Salão Revolucionário. Este Salão, segundo Franco de Andrade, teve um impacto e uma importância ainda maiores do que a Semana de 22 na consolidação do Modernismo no Brasil.
Em 1931 Ado Malagoli, Bustamante Sá, José Pancetti e Edson Motta, com alguns outros, fundaram o Núcleo Bernardelli, como uma alternativa ao ensino oficial. Suas personalidades artísticas eram muito diferenciadas, mas o Núcleo durou até 1940, com as importantes adesões de Quirino Campofiorito e Milton Dacosta. Faziam uma abordagem moderada do Modernismo, e com grande preocupação por uma pintura de artesania cuidadosa.
Em São Paulo o movimento moderno seguia cada vez mais forte. Muitos dos egressos da Semana de 22, mais outros novos integrantes como Lasar Segall e Antonio Gomide, fundaram em 1932 a Sociedade Pró-Arte Moderna, que teve sede própria onde, além de trabalhos seus, também foram mostradas pela primeira vez no Brasil pinturas de Picasso, Léger, Gris e De Chirico. Outro grupo notável foi o Clube dos Artistas Modernos, importante especialmente pela presença do fundador Flávio de Carvalho e por uma orientação bem mais irreverente e menos elitista do que a do outro grupo.
Um pouco mais adiante reuniu-se o Grupo Santa Helena, formado basicamente por amadores, todos proletários que se dedicavam à pintura de cavalete nas horas vagas. Deste grupo humilde saíram alguns dos nomes mais notáveis da arte brasileira da época: Rebolo, Bonadei, Mário Zanini, Clóvis Graciano e Alfredo Volpi. Tais agremiações expressam acima de tudo a importância do associativismo como estratégia de ação bem sucedida ao longo da década de 1930. Vários integrantes desses grupos se reuniram em 1937 na chamada Família Artística Paulista, dirigida por Rossi Osir e Waldemar da Costa, através da qual ganharam enfim notoriedade. Segundo Lorenzo Mammi,

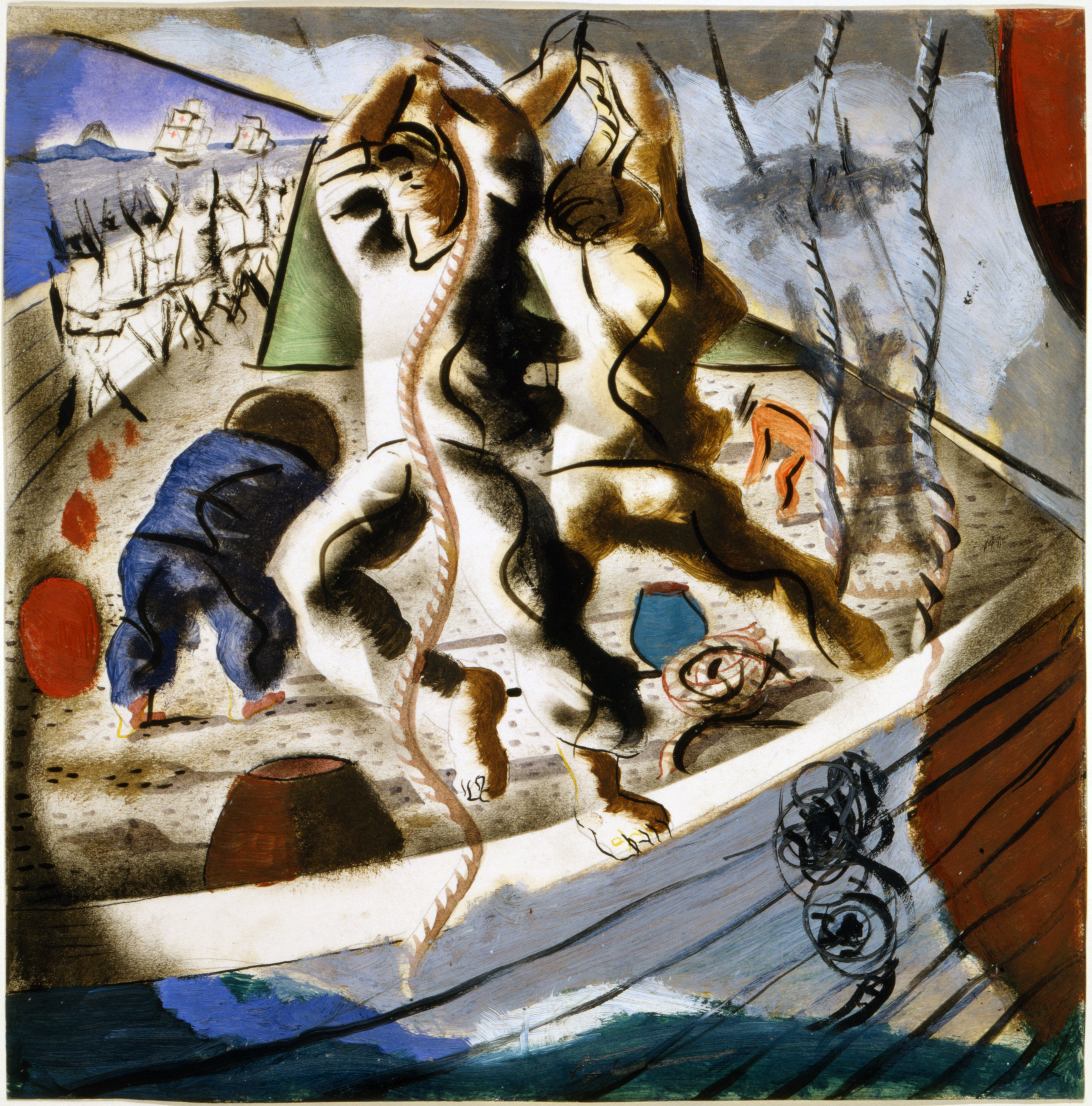
A descoberta da terra, 1941. Pintura mural de Portinari no edifício da Biblioteca do Congresso, Washington, DC.

"A geração que despontou na década de 30 foi decerto mais conservadora; tinha, porém, maior consciência de que os problemas da arte se resolviam em primeiro lugar no campo da arte, no embate concreto com suas tradições e suas técnicas. O Núcleo Bernardelli, no Rio de Janeiro, e a Família Artística Paulista, em São Paulo, foram conseqüência desse novo clima. Volpi foi seu produto mais valioso, ainda que as obras mais importantes dele tenham sido um fruto relativamente tardio".
Em 1934, Portinari, recém de volta da Europa, inicia com a tela Café uma brilhante carreira que o levaria a uma condição quase de pintor nacional, recebendo uma série de encomendas oficiais e retomando uma tradição de composições históricas grandiosas que não se viam desde o século anterior, embora evidentemente num estilo moderno, muito devedor a Picasso. Mas não se limitou à história: deixou uma grande quantidade de obras em que retratava de maneira pungente, expressionista, a dura - e tantas outras vezes poética - realidade da população rural, notadamente dos retirantes do Nordeste.
Iniciando a década de 1940, o prestígio do Modernismo já estava consolidado o bastante para determinar a criação da Divisão Moderna no Salão Nacional de Belas Artes, e núcleos modernistas começavam a proliferar por vários centros brasileiros. Iniciativa marcante foi a realização em 1947 da mostra do Grupo dos 19, onde participaram entre outros Flávio Shiró, Maria Leontina, Luís Sacilotto, Aldemir Martins e Mário Gruber, de variadas origens e formações, mas marcados pelo Expressionismo do pós-guerra. O grupo dissolveu-se imediatamente depois, mas alguns de seus integrantes se destacariam no panorama nacional em linhas avançadas que levariam diretamente à interpretação brasileira da abstração e a uma nova abordagem do Surrealismo, às vezes denominada Realismo Mágico, poucos anos mais tarde.

#### Outros centros

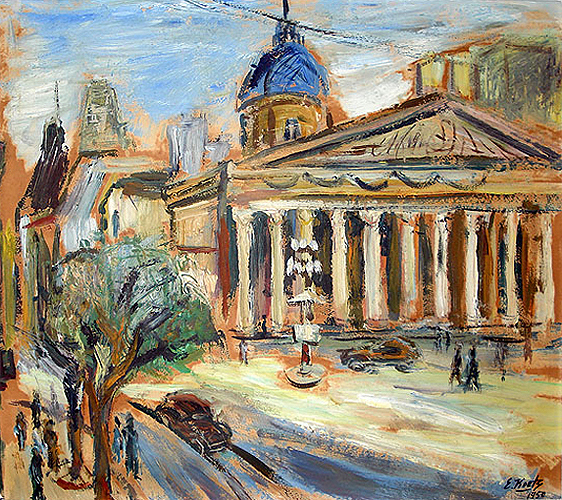
Edgar Koetz: Catedral de Buenos Aires, 1950, acervo do MARGS

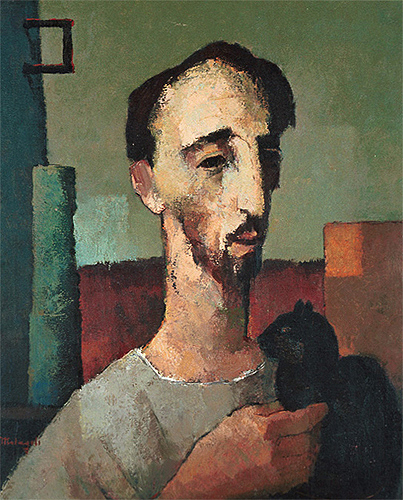
Ado Malagoli: O gato preto, 1954, acervo do MARGS.

Na Bahia até a década de 40 não havia nenhum museu organizado, nem críticos influentes, nem salões regulares. Além disso, ali o movimento moderno foi mais ou menos retardado pela influência da figura tutelar do acadêmico Prisciliano Silva. Introduzido primeiro pela literatura, o Modernismo teve seu marco inicial na pintura com a primeira exposição de José Guimarães, aluno de Prisciliano, em 1932. Incompreendido, amargou um ostracismo que o levou a se transferir para o Rio, onde não teve sorte melhor. Só uma década depois outro evento semelhante aconteceria, com uma mostra de modernos de São Paulo organizada por Jorge Amado, com a mesma repercussão negativa. A situação só começou a mudar em favor dos modernos no fim dos anos 40, quando foi convidado para participar do governo estadual o educador Anísio Teixeira, ganhando então o respaldo oficial e espaços próprios. Na mesma época se fixaram em Salvador Pancetti, Jenner Augusto e Carybé, seguidos de outros.
O Modernismo enraizou com força no Ceará a partir da fundação, em 1944, da Sociedade Cearense de Artes Plásticas (SCAP), cujo objetivo expresso era introduzir o Modernismo nas artes do Ceará. Liderada pelo pintor e crítico suíço Jean-Pierre Chabloz, contava com a participação destacada de Aldemir Martins, Inimá de Paula, Antônio Bandeira e Mário Baratta, e mais diversos outros artistas locais.
Em Pernambuco, descontando-se poucos precursores que formaram na década de 1930 o Grupo dos Independentes, só em 1948 a Sociedade de Arte Moderna de Recife, fundada por Abelardo da Hora, Reynaldo Fonseca e Hélio Feijó, logrou introduzir definitivamente o Modernismo. A criação do Atelier Coletivo em 1952 trouxe novo fôlego com a participação de Wellington Virgolino, Gilvan Samico e João Câmara, além de considerável grupo de independentes como Lula Cardoso Ayres.
Depois de início hesitante em meados do século XIX, pontuado por figuras importantes como Weingärtner, no Rio Grande do Sul o interesse geral pela pintura cresceria rapidamente, e em 1908 fundou-se o Instituto de Belas Artes, que se tornaria o ponto central de difusão da arte no estado nos moldes da Academia do Rio, tendo como professores Libindo Ferrás, Angelo Guido, Oscar Boeira e João Fahrion, este de tendências mais progressistas e talento superior. Com a chegada de Malagoli em 1952 a Porto Alegre, assumindo uma cátedra no Instituto e logo a Direção da Divisão de Cultura do Estado, sendo responsável pela orientação do ensino artístico público riograndense, e em seguida a Direção do Museu de Arte do RS, recém-criado, pôde realizar uma pequena revolução modernista nas terras sulinas, ainda bastante acadêmicas. Formou um grande número de discípulos. Também teve um papel importante a Associação Francisco Lisboa, fundada em 1938 por João Fahrion e Carlos Scliar. Outro sócio importante foi Carlos Alberto Petrucci, um autodidata de talento polimorfo.
No Paraná deve-se assinalar as presenças isoladas mas fortes de Theodoro de Bona, Guido Viaro, Loio-Pérsio e Miguel Bakun, além da atuação da Escola de Música e Belas-Artes desde 1948, e em Santa Catarina a figura maior foi Martinho de Haro.
Os primeiros ares modernistas em Minas se registram no início dos anos 40, com a construção da Igreja de São Francisco da Pampulha, em Belo Horizonte, e com a fundação da Escola de Belas-Artes, dirigida por Guignard e formando muitos alunos. Em 1944 Juscelino Kubitschek, então governador do estado, promoveu o primeiro salão de arte moderna em Belo Horizonte, uma das maiores coletivas da década. Alvo de muitos protestos e até mesmo de depredação, o salão foi de fundamental importância para a renovação do circuito de arte mineiro, surgindo nomes como por exemplo Mário Silésio e Maria Helena Andrés. Independentemente trabalhava em Barbacena Emeric Marcier, grande paisagista e pintor de temas sacros.

## Os grandes museus, as bienais e o abstracionismo

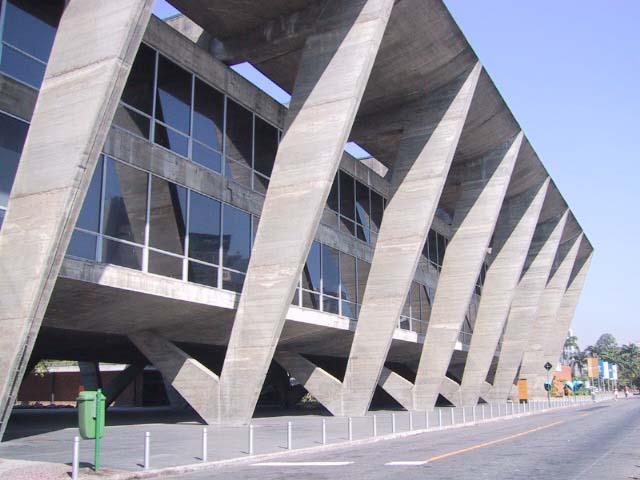
Museu de Arte Moderna, Rio de Janeiro

Hermelindo Fiaminghi: Elevação vertical com movimento horizontal, 1955, exemplo típico de pintura concreta.

Não pode ser negligenciado, na história da pintura brasileira, o papel consagrador, preservador e divulgador desempenhado pelos grandes museus. Um dos primeiros a ser criado foi a Pinacoteca de São Paulo, em 1905, seguida pelo Museu de Arte da Bahia, de 1918. No Rio, herdeiro das coleções reais, já existia oficialmente desde 1937 o Museu Nacional de Belas Artes. Entre o final da década de 40 e o início da década de 50 um grupo de mecenas paulistas fundou o Museu de Arte de São Paulo (1947), e logo em seguida o Museu de Arte Moderna (1948), exemplo que foi seguido no Rio com a criação do Museu de Arte Moderna do Rio de Janeiro (1948, inaugurado em 1952), e já com a participação de governos estaduais, do Museu de Arte de Santa Catarina (1949), do Museu de Arte do Rio Grande do Sul em 1954 e do Museu de Arte da Pampulha, de 1957, que foram importantes instâncias de reconhecimento oficial e divulgação do Modernismo.
Outro impulso foi dado pela criação da Bienal de São Paulo, onde pela primeira vez obras abstratas e artistas de vanguarda estrangeiros receberam ampla divulgação, tendo um impacto sobre a futura evolução da pintura no Brasil. Com essa rede de instituições em atividade a atualização do Brasil quanto à arte internacional se tornou mais fácil, acessível a um grande número de pessoas, que já não precisavam sair do país para buscar informação. Ao mesmo tempo nascia uma nova geração de críticos, articulada em torno de Mário Pedrosa, fazendo o debate direcionar-se para uma decidida especialização, libertando-se do domínio da literatura.
Logo em seguida à sua consagração na primeira Bienal o Abstracionismo se estabelece no Brasil, depois da atuação precursora de Max Bill, Cícero Dias, Antônio Bandeira, Lothar Charoux e Samson Flexor, e junto com a atuação de grupos de vanguarda como o Ruptura, em São Paulo, e o Frente, no Rio. Segundo De Paula, a vanguarda se organizava em torno das tendências abstratas geométrico-construtivas em detrimento das informais e expressivas, de atuação mais marginal. Neste momento se assinala o fim da primeira fase do Modernismo brasileiro, caracterizado pelas referências locais, pela indefinição estética e pela ausência de convenções, inaugurando uma fase de constituição de um campo artístico autônomo, regido por um sistema de convenções que determinava o que era ou não moderno. O manifesto de 1952 do Grupo Ruptura, alinhado ao Concretismo paulista e autoproclamado como a "primeira vanguarda brasileira", lançou um divisor de águas, definindo aqueles que criam formas novas a partir de princípios antigos e aqueles que criam formas novas sobre princípios novos. Pela primeira vez se entendia a obra de arte do ponto de vista puramente plástico, formal, e não a partir de questões extra-artísticas como a brasilidade, o regionalismo ou a crítica social. As influências formadoras do Concretismo estavam nas experiências da Bauhaus, dos grupos De Stijl e Cercle et Carré, além do Suprematismo e Construtivismo soviéticos. Também foi importante o ideário político desenvolvimentista, com sua crença na indústria e no progresso, criando pontes de aproximação entre arte e indústria.
Em 1953 foi lançada a primeira Exposição Nacional de Arte Abstrata, montada no Hotel Quitandinha de Petrópolis, com obras de Bandeira, Ivan Serpa, Aluísio Carvão e outros. Outros nomes destacados neste momento são Hermelindo Fiaminghi, Hércules Barsotti, Luís Sacilotto, Waldemar Cordeiro, Lygia Clark e Hélio Oiticica. Lembre-se ainda Volpi, a esta altura com uma obra amadurecida de grande requinte que, embora evoluída da figuração, assumiu um caráter fortemente abstrato e construtivo. Em 1956 foi realizada a Primeira Exposição Nacional de Arte Concreta, realizada no Museu de Arte Moderna de São Paulo e reeditada no ano seguinte no Rio. Entretanto, nestes eventos já ficava claro que a manutenção da unidade do grupo concretista não seria viável por muito tempo, fragmentada em uma grande variedade de propostas diferentes. Os paulistas
enfatizavam o conceito de pura visualidade da forma, contra o que os cariocas contrapunham uma articulação íntima entre arte e vida, rejeitando a consideração da obra como "máquina" ou "objeto" e dando maior importância à intuição como elemento central na produção artística.

## Anos 60-70: engajamento político e crise conceitual

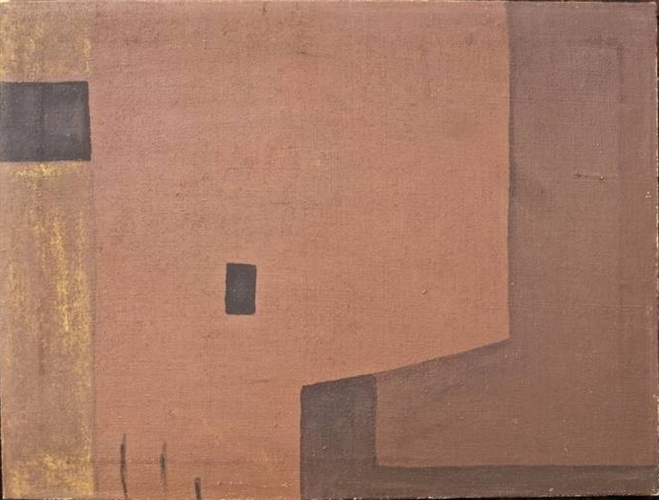
Mira Schendel: sem título, 1956.

Iberê Camargo: Figura em tensão, 1969.

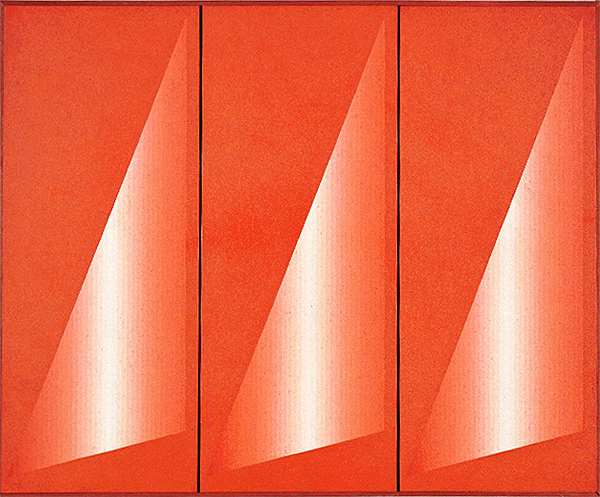
Jader Siqueira: Tríptico I, 1977, acervo do MARGS

O Concretismo se esvaiu em seguida, abrindo espaço para a criação do movimento Neoconcreto, uma dissidência do Concretismo que repercutiu também sobre a literatura e outras especialidades artísticas. Em 1959 Amilcar de Castro, Ferreira Gullar, Franz Weissmann, Lygia Clark, Lygia Pape, Reynaldo Jardim e Theon Spanudis assinaram o Manifesto Neoconcreto, denunciando a "perigosa exacerbação racionalista" do Concretismo e o que viam como uma degradação mecanicista, dogmática e cientificista do fazer artístico. Propunham em seu lugar a liberdade de experimentação, o retorno ao gesto expressivo, o resgate da subjetividade, a manutenção da "aura" da obra de arte e a recuperação do humanismo.
Por vezes recebendo influência das artes gráficas, ou ainda incorporando objetos e colagens em suas obras, mas sempre com uma organização geometrizante de rigor variável, foram representantes típicos do movimento Aluísio Carvão, Hércules Barsotti, Willys de Castro, Mira Schendel, Abelardo Zaluar, Arcangelo Ianelli, Raymundo Collares, Loio-Pérsio e Pedro Escosteguy. Por outro lado, o Abstracionismo florescia também em uma linha informal, privilegiando formas ou linhas fluidas com ênfase na sensibilidade do gesto espontâneo e das sutis gradações de cor. Aqui podemos encontrar artistas como Manabu Mabe, um lírico, ou como Iberê Camargo, com seu dramatismo explosivo. O Abstracionismo derivou também na escola Op, que trabalhava efeitos puramente visuais e ilusionismos ópticos de diversas espécies. Maurício Nogueira Lima e Luís Sacilotto são bons representantes, embora esta corrente no Brasil tenha conseguido poucos adeptos.
No início da década de 1960 se transitava do nacionalismo da era de Vargas ao desenvolvimentismo de Juscelino, passando pela implantação definitiva de uma sociedade urbana modernizada. Sintonizada com esta atmosfera desponta uma geração consumidora de arte, integrando uma burguesia industrial, imbuída de uma nova sensibilidade estética e novos hábitos de vida, que sustentou a criação da primeira estrutura de mercado de arte no país nas cidades de São Paulo e Rio de Janeiro, tendo como condutor as galerias privadas de arte moderna e contemporânea produzida no próprio Brasil, embora administradas em geral por estrangeiros refugiados da II Guerra Mundial.
Entrementes, a situação política do pais estava se tornando confusa e agitada, ao mesmo tempo em que se começava a ouvir protestos contra as vanguardas abstratas, exigindo uma nova orientação para a arte, que enfocasse os problemas da nação. Em Notas para uma teoria da arte empenhada (1963) de José Guilherme Merquior, então ligado à União Nacional de Estudantes, e em Cultura posta em questão (1965, escrito anos antes) de Ferreira Gullar, vanguarda e engajamento político apresentavam-se como operações distintas e inconciliáveis no campo artístico. Atacavam os "experimentos estéreis, impotentes e alienados" das vanguardas abstratas e intelectualistas e advogavam um decidido mergulho nas questões candentes que agitavam a sociedade brasileira. Consideravam que estas vanguardas eram de fato entraves e adversários naturais de uma verdadeira popularização em larga escala da arte, só possível, segundo os autores, através de um realismo sociopoliticamente engajado, de mensagem claramente compreensível e de propósito didático. Ao mesmo tempo, outros críticos punham sob suspeita e atacavam outros elementos do sistema de arte, como os salões, os museus e as galerias, muitas vezes com evidentes ligações de dependência com o poder constituído.
A crise social se precipitou, os militares deram um golpe de estado em 1964 e foi implantada uma ditadura, criando um ambiente oprimido pela censura. Nas palavras de Reis,
"Do encontro destes dois territórios, a experimentação artística e a transformação política, seja pela diferença de seus projetos, por aproximações dialéticas e através da complexidade da produção artística, fundou-se uma das discussões de base dos anos 60 … Ficou muito presente nas discussões entre os artistas e a crítica cultural da época a possibilidade de um projeto de vanguarda nacional. Ou melhor dizendo, um projeto de nação ainda possível dado através das artes visuais experimentais e tendo um caráter transformador ao unir experimentação estética e engajamento político e social".

Rubens Guerchman: Policiais Identificados na Chacina (Registro Policial), 1968, pintura, colagem e outros materiais.

Diversos artistas tomaram a peito a tarefa de reavaliar a natureza da arte e seu papel na sociedade, considerando que a obra deixara de ser um objeto autônomo e passava a ter uma função social. Formou-se então, além das experimentações abstratas, outra das grandes tendências desta época, a dita Nova Figuração, na verdade um feixe de correntes heterogêneas, retomando a representação figurativa e influenciado pelos meios de comunicação de massa, pelas expressões populares incultas, pela artes gráficas (especialmente a arte seqüencial), e aproximando-se da Arte Pop norte-americana, embora com objetivos bem distintos desta, com uma veia urbana mais agressiva, e também apelando para a crítica social, o nonsense e o humor. Figuras principais são Rubens Gerchman, Wesley Duke Lee, José Roberto Aguilar, Carlos Vergara, Antônio Dias, Nelson Leirner e Roberto Magalhães. Outras influências figurativas importantes foram a do grupo argentino Otra Figuración, cuja visceralidade, de acordo com Paulo Herkenhoff, teve ampla repercussão na arte brasileira a partir da metade da década de 60 e se estendeu pelos anos 70, e a do parisiense Mythologies Quotidiennes.
Mário Pedrosa levantou-se em 1966 em defesa das vanguardas com o texto Crise do condicionamento artístico, salientando a contínua transformação das vanguardas históricas em direção à condição de vanguarda experimental. Apontava ainda para o papel determinante nas transformações das vanguardas recentes o desempenhado pelo mercado de consumo e pela publicidade, o que fazia com que a linguagem das artes visuais fosse rapidamente transformada e substituída por outra, devido a interesses da lógica mercantil da novidade e pela própria autonomia do objeto artístico na era moderna. A produção brasileira dos anos 60, segundo Pedrosa, merece o nome de pioneira em todo o mundo, por oferecer, a partir de suas raízes imediatas concretas e neoconcretas, e seu engajamento social, uma nova resposta visual para um mundo novo. Por outro lado, críticos também destacados como Frederico Morais e Aracy Amaral ofereciam leituras bem diferentes do momento estético dos anos 60, o primeiro traçando um painel baseado num conceito de identidade tipicamente brasileira, derivada principalmente do Barroco, da Antropofagia e do Concretismo, e a outra negando de todo a existência de uma verdadeira vanguarda nacional.
Outra vertente da movimentação dos anos 60 foi o que se chamou de Arte Conceitual, minimizando a importância do objeto físico e privilegiando as ideias e propostas subjacentes.
A indagação principal recaia sobre o significado do ato criativo, o que se desdobrava por todo o âmbito da arte e da cultura. Sintomáticos da necessidade de encontrar válvulas de escape para a repressão política foram o uso de suportes alternativos ou incomuns para pintura, incluindo o corpo humano, e o caráter propositalmente efêmero de certas produções, e generalizou-se o experimentalismo e a contestação em todas as frentes. Neste contexto, os limites entre as tradicionais categorias de expressão - pintura, teatro, poesia, música, etc - deixam de ter relevância e observa-se um entrecruzamento de materiais e técnicas, tornando difícil a classificação de cada peça. Os célebres Parangolés de Hélio Oiticica são exemplos típicos dessa integração entre domínios artísticos diferentes, procurando a construção de uma "arte total". Neste processo de ampla quebra de paradigmas chegou-se a declarar que a pintura, como um gênero específico, estava morta.

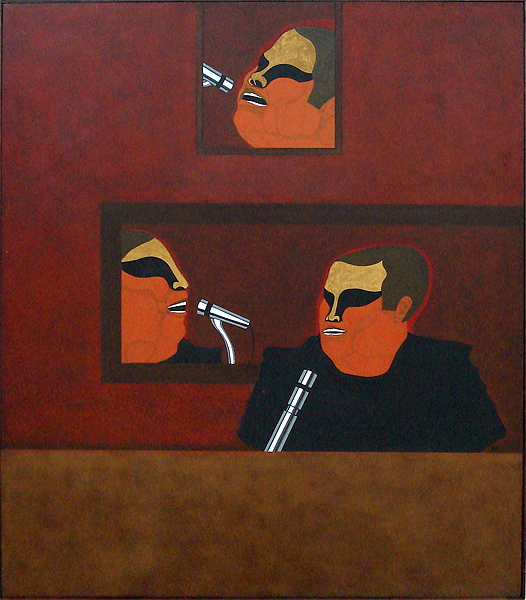
Britto Velho: Pintura nº 2, 1977

Marcello Nitsche: Auto-retrato, 1975. Quadro de vídeo mostrando o artista com pintura corporal.

Um consenso temporário e liberal foi obtido em 1967 com a publicação da Declaração de princípios básicos da vanguarda, assinada por um importante grupo de criadores e críticos, entre eles Antônio Dias, Carlos Vergara, Rubens Gerchman, Lygia Clark, Carlos Zílio, Hélio Oiticica, e os críticos Frederico Morais e Mário Barata. Ali o conceito de vanguarda foi expresso da forma mais aberta e complexa possível, tentou-se resolver os impasses da produção artística frente ao novo regime político e posicionar seus desdobramentos formais frente às movimentações internacionais, mas o resultado foi na verdade amplo e livre demais para não se tornar ambíguo. Resultados mais práticos se revelaram na forma da produção artística propriamente dita, e no espaço de discussão criado com as exposições públicas, como a Opinião 65, Propostas 65, Nova Objetividade Brasileira e Do corpo à terra, entre outras, que definiram como possível uma arte ao mesmo tempo experimental e comprometida.
Com a posse do general Emílio Médici como presidente, o regime militar entrou em sua fase mais brutal. Como disse Napolitano, as prioridades eram ganhar o apoio da classe média através de uma política de incentivo ao consumo, e destruir a oposição, se necessário se valendo do assassinato e da tortura. Seu governo foi marcado pela intensa propaganda política, pelo crescimento econômico e pela combinação de repressão policial e censura. A conquista pelo Brasil da Copa do Mundo de 1970 de futebol foi um pretexto perfeito para a propaganda do governo, com maciça divulgação de slogans como Pra frente Brasil!, Brasil, ame-o ou deixe-o, numa fase em que se iniciava o chamado Milagre Brasileiro. Com o fortalecimento da economia, abriu-se um grande novo mercado de trabalho, o consumo explodiu e a cultura de massa atingiu níveis de abrangência sem precedentes, com forte penetração norteamericana.
Não obstante a pressão política, para Tadeu Chiarelli os anos 70 foram extremamente significativos porque certos artistas começaram a se dar conta que os espaços de atuação do artista numa esfera mais ampla da sociedade haviam sido drasticamente limitados, e como estratégia buscaram produzir obras ainda contundentes, embora não mais explicitamente contrárias ao status quo, através do uso da alegoria. Juntamente nasceu um autoquestionamento que punha em dúvida todos os pressupostos que, até então, dirigiam a atuação dos artistas mais participativos, e se iniciaram reflexões profundas sobre suas identidades como artistas, e sobre o lugar que poderiam ou deveriam ocupar no contexto da história da nação e da história da arte. Completando o quadro, vivia-se também no Brasil uma crescente inundação de imagens veiculadas pelos meios de comunicação de massa, "cujo poder avassalador era, já naquele momento, capaz de destruir, por completo, todos os pressupostos conceituais e eruditos do que seria arte, artista, e o papel de ambos nessa sociedade em profunda transformação". Dentro desse contexto, a obra que inaugurou uma nova situação para a pintura brasileira foi a série de auto-retratos de 1975, de Marcello Nitsche, onde o artista, associando pintura e vídeo, representou-se em cada quadro dentro de um determinado estilo da história da arte moderna - Impressionismo, Expressionismo, Concretismo, etc - como se pudesse encontrar algum refúgio e um mínimo de identidade na própria história da arte.

## "Onde está você, geração 80?"

Leonilson: A viagem secreta, acrílico sobre lona, 1987, acervo do MARGS.

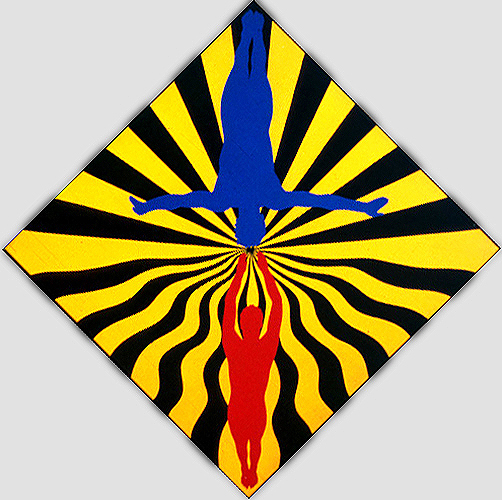
Milton Kurtz: Quasi contacto, 1989, acrílico sobre tela, acervo do MARGS.

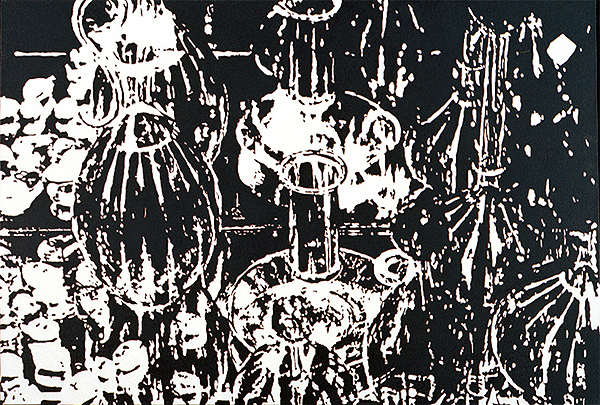
Mário Röhnelt: Sem título, 1991, acrílico sobre tela, acervo do MARGS

A progressiva abertura política dos anos 80 trouxe um clima de relaxamento ao cenário das artes. Mais emblemática dentre todas as desta década foi a exposição "Onde está você, geração 80?", montada na Escola de Artes Visuais do Parque Lage do Rio de Janeiro em 1984, contando com 123 artistas, quase todos em início de carreira. Nela a pintura reaparecia com exuberância. Já sem o peso da censura ditatorial, a sombria e ácida temática política foi abandonada, junto com o hermetismo das proposições conceituais, em favor de uma explosão de cores e formas e assuntos. As obras eram muitas vezes de grandes dimensões, mais capazes de traduzir o seu entusiasmo em gestos amplos, e as tintas aplicadas com fartura enfatizavam a sensualidade da matéria e o aspecto palpável da obra. Essa preponderância do fazer material se associava também a uma escassa preocupação com um acabamento tradicional do produto final. Muitas pinturas deste período mostram o aproveitamento do erro e do acaso, dos respingos e escorridos, das mudanças de direção na composição, e foram produzidas em tecidos e papéis irregulares ou soltos, sem fixação a um quadro ou moldura de suporte. A figuração volta com toda a força e passa-se a elaborar crônicas do cotidiano urbano e o corpo humano em seus variados aspectos, a sexualidade já sem tantos tabus, os heróis de histórias em quadrinhos. Segundo Marcus Lontra, curador da exposição,
"Herdeiros do silêncio, essa geração sonhava com muito som, muito sol e rock and roll. Nas artes, perpassava um sentimento de liberdade, um desejo de ser feliz, de pintar a vida com cores fortes e vibrantes, valorizando o gesto, a ação. Ao esgotamento do modernismo e ao excessivo suporte teórico que confinava a arte em uma espécie de castelo acadêmico somente penetrado por mentes e espíritos elevados, contrapunha-se um desejo de fazer da arte o local das emoções, um caldeirão borbulhante de odores, prazeres e sensações. Esse compromisso hedonista, essa ânsia de ser feliz vai encontrar suas raízes no desejo coletivo de "participar", de integrar a coletividade democrática que se sonhava".
Para o mercado de arte e para as instituições artísticas formais a volta da pintura à cena foi um verdadeiro alívio, um meio de expressão tradicionalíssimo e bem adaptado à estrutura de museus e para a qual era mais fácil definir critérios de valor. A produção dessa geração foi, nas palavras de Carvalhaes, um sucesso estrondoso, sendo rápida e avidamente absorvida pelo mercado de arte, e logo consagrada pela crítica, que a cobriu de adjetivos como "descomplicada", "despretensiosa", "alegre", "jovem" e outros desse mesmo tom atraente. A repercussão na mídia popular foi da mesma forma grande. Em São Paulo, com uma atitude idêntica, foi destaque o grupo reunido em torno da Casa 7 e da Fundação Armando Álvares Penteado. Alguns dos pintores mais conhecidos dessa geração, muitos ainda em atividade, são Daniel Senise, Leda Catunda, Nuno Ramos, Rodrigo de Castro Andrade, Beatriz Milhazes, Victor Arruda, Leonilson e Mônica Nador.
O movimento não foi isolado, e acompanhou a recuperação da pintura na Europa e Estados Unidos, com forte influência do Neoexpressionismo e da tendência historicista da corrente pós-moderna, fazendo uma releitura de uma grande variedade de temas e elementos formais do passado longínquo e recente, o que contribuiu para dar um rosto altamente polimorfo à pintura desta década, que se traduz mais pela pura vontade de pintar do que por uma proposta estética unificada ou coerente. Isso foi em parte pretexto para as críticas ao movimento que aos poucos se fizeram ouvir. Outras questionaram a legitimidade da consagração tão rápida e em tão larga escala de artistas tão jovens, e outros ainda entenderam a proposta como ingênua, nostálgica, conformista ou superficial, voluntariamente ignorando tanto a tradição artística como os problemas sociais. Para Ricardo Basbaum a crítica que celebrou instantaneamente a geração 80 pecou por evadir-se do confronto e análise da obra em si para se concentrar em aspectos puramente comportamentais, e para Martin Grossmann a prática da releitura historicista não tinha muito cabimento no contexto brasileiro, principalmente pelo fato de não haver no país "as referências in loco (em museus) como os europeus e os americanos. A debilidade desse nosso revival torna-se ainda mais evidente quando é sabido que a maioria de nossos jovens artistas pintores desconheciam a pequena história da pintura brasileira, ignorando até jóias mais recentes como Malfatti, Guignard ou Volpi, por exemplo".

## Atualidade

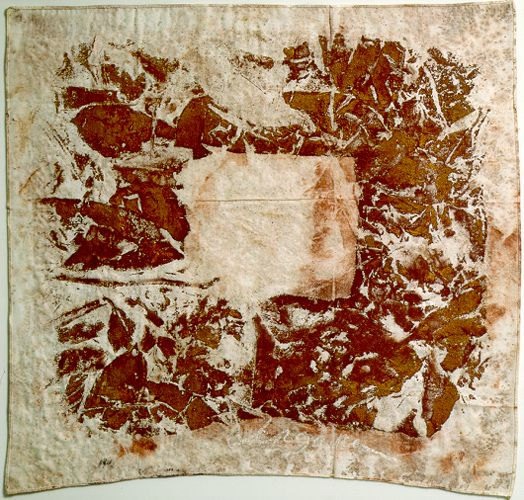
Carlos Vergara: Monotipia, década de 1990.

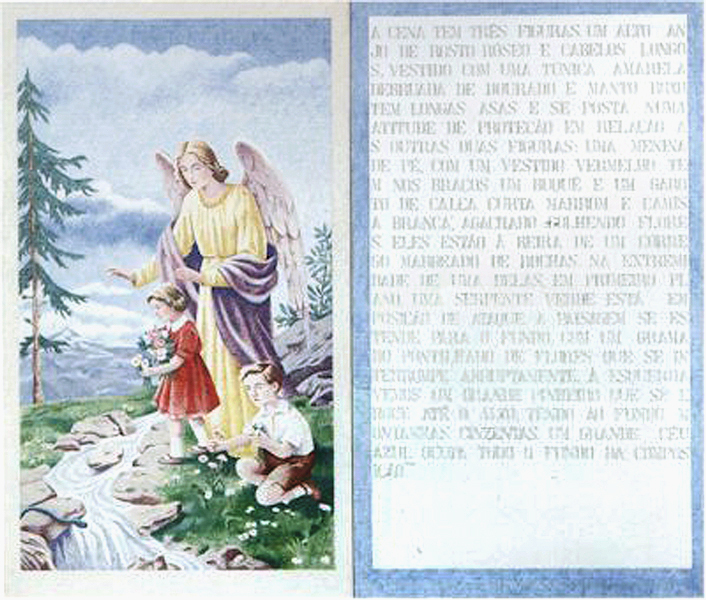
Alfredo Nicolaiewsky: Anjo da guarda, 1993/94, coleção do artista

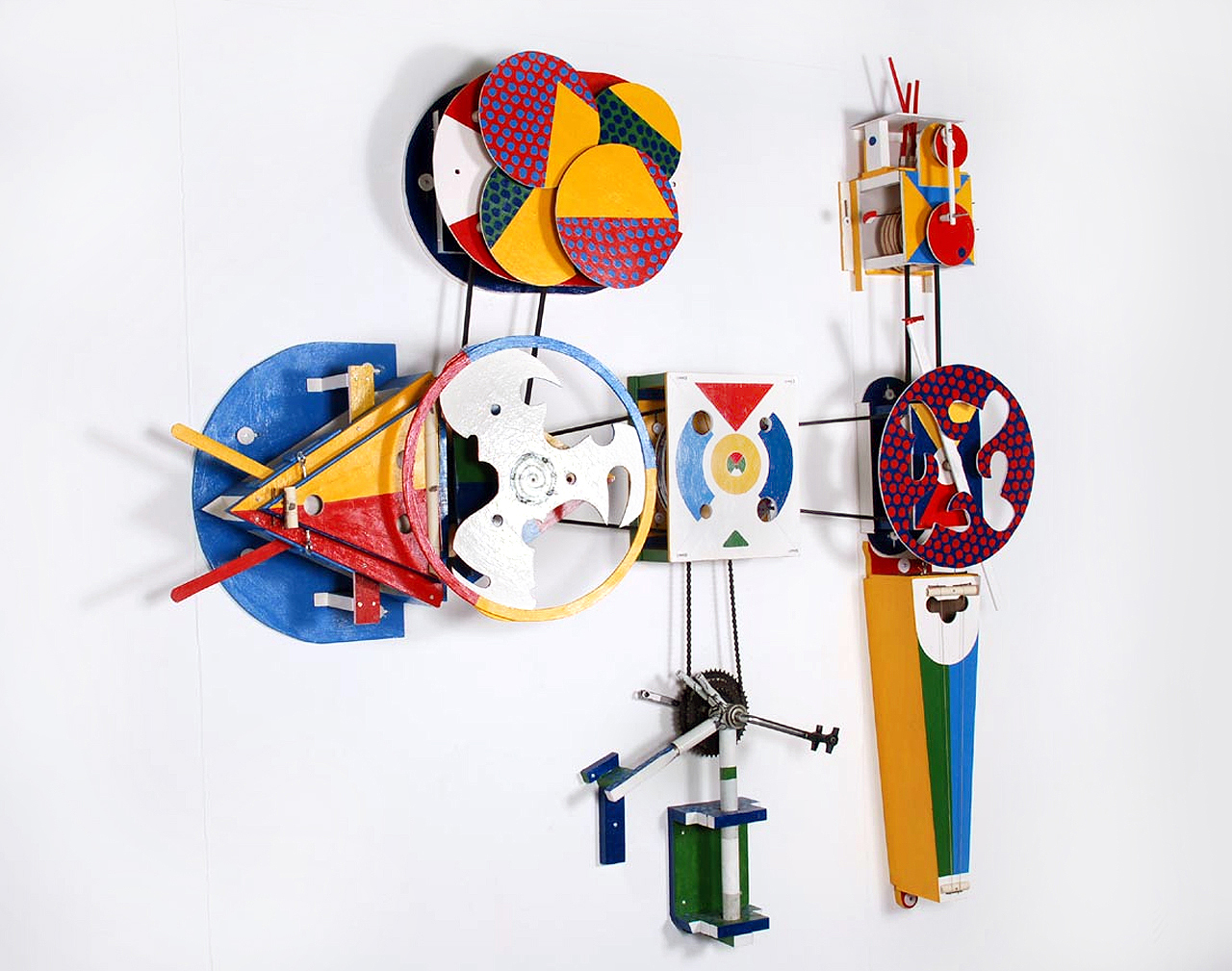
Chico Machado: deraierendelouer, pintura sobre suporte cinético, 2008, coleção do artista

Na sequência da explosão dos anos 80, a década posterior revelou primeiro um certo esvaziamento, um cansaço. A releitura torna-se um lugar comum e de certa forma perde o sentido vital que tinha pouco antes, sente-se a necessidade de direcionar os esforços em busca de um novo sentido para a prática da pintura, e os artistas voltam a se encontrar em uma encruzilhada. A saída encontrada por alguns - ou o reflexo de uma desorientação - foi a deformação e a ênfase em aspectos de perversidade, com o corpo humano e as relações interpessoais como objeto central.
Outros ainda, por sua vez, metabolizaram mais positivamente a enxurrada de novos conceitos e a abertura de novos campos de pesquisa, e têm se valido desta riqueza para criar linguagens pessoais plasticamente atraentes e com uma pluralidade de leituras e associações possíveis, muitas vezes fazendo uso da palavra como elemento plástico que abre para a obra novas dimensões de narrativa, significado e visualidade. Outros artistas dão prosseguimento a um trabalho sobre questões típicas da Pós-Modernidade, relativizando, problematizando e atualizando aspectos de autoria, anacronismo e originalidade. A pintura brasileira contemporânea mais recente, embora tenha perdido espaço relativo no mundo da arte, competido com outras mídias como a fotografia, o vídeo, a performance e a instalação, continua muito presente, estando plenamente atualizada com todas as correntes significativas em voga no momento. A diversidade e a busca por uma re-significação de termos são aspectos centrais da produção, ainda tendo tendo como base forte as práticas e elementos visuais das vanguardas históricas e do Conceitualismo, como a transgressão aos suportes e técnicas tradicionais e a associação com mídias alternativas, espelhando a sociedade globalizada e multi-referencial de que o Brasil hoje faz parte.
Por outro lado, essas novas maneiras de fazer e entender a pintura têm repercutido de forma interessante no mundo do ensino artístico, e as próprias escolas oficias contemporâneas, herdeiras da antiga Academia, se viram na contingência de adaptar e relativizar amplamente práticas e conceitos, a fim de acompanhar o fluxo dos acontecimentos. Não deixa de ser paradoxal que, apesar da maciça e facilmente acessível divulgação da arte contemporânea nos meios de comunicação de massa, muitos jovens artistas entrem nas faculdades ainda com uma visão romantizada de seu ofício, e demonstrem tanto uma desinformação sobre o contexto recente como uma dificuldade de assimilá-lo de pronto. A mesma situação se apresenta para o grande público, muitas vezes incapaz de decifrar os complexos códigos da linguagem da pintura atual, tornando a presença de mediadores de exposição e textos explicativos uma necessidade inescapável.
Os últimos decênios se caracterizaram ainda pelo aparecimento de novo modelo de gestão e funcionamento do sistema da arte, passando os curadores, produtores culturais e um tipo muito específico de plataforma cultural operada por grandes instituições ligadas ao setor bancário, como o Itaú Cultural e o Centro Cultural do Banco do Brasil, a desempenhar uma função determinante no mapeamento, seleção, legitimação e difusão da produção pictórica nacional, implicando uma reorientação nas próprias bases do conteúdo intelectual das grandes exposições que promovem, alinhando-se em regra a uma filosofia neoliberal e servindo como modelos para a atuação de outras instituições menores. O Estado também tem ocupado uma posição de relevo, financiando vários projetos que contemplam a pintura e museus de arte através de leis de incentivo à cultura.
Para Calzavara, a pintura brasileira atual enfrenta o desafio adicional de acontecer num país tradicionalmente considerado periférico em relação aos grandes centros mundiais, e continua a deparar-se com dilemas mal resolvidos diante do mundo tecnológico, globalizado e pesadamente industrializado em que se vive. Artistas destacados da produção mais recente, como Oscar Araripe,  Paulo Pasta, Nuno Ramos, Adriana Varejão e outros, têm dado declarações onde expressam incertezas, ambiguidades e inconclusões a respeito de seus respectivos trabalhos. Contudo, esses mesmos dilemas parecem constituir parte importante da própria essência do fazer pictórico nos dias de hoje. Como disse a pesquisadora,
"Talvez possamos identificar aí - mesmo que se trate de uma identificação baseada em incertezas - uma especificidade relativa ao campo da pintura hoje: ele necessariamente compreende questionamentos inadiáveis num mundo industrializado e tecnológico, que, ao contrário de inviabilizar a pintura, tornam-se quase a condição sine qua non para sua existência - são esses questionamentos que, ao serem enfrentados, produzem novas formas de expressão pictóricas. Isso acaba por conferir a boa parte da produção atual (ou, ao menos, àquela que considero mais consistente) um estado de autocrítica que acredito benéfico, por tornar esse meio expressivo um dos mais conscientes de suas potencialidades e limites, operando de maneira (às vezes mais e outras menos) tensa entre essas duas condições".

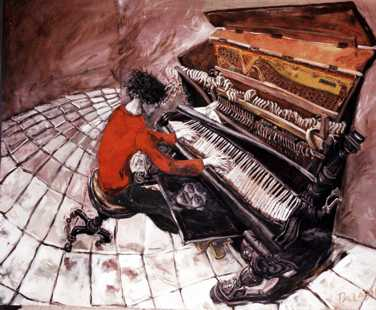
Paula Mastroberti: Daniel, 1991, coleção da artista
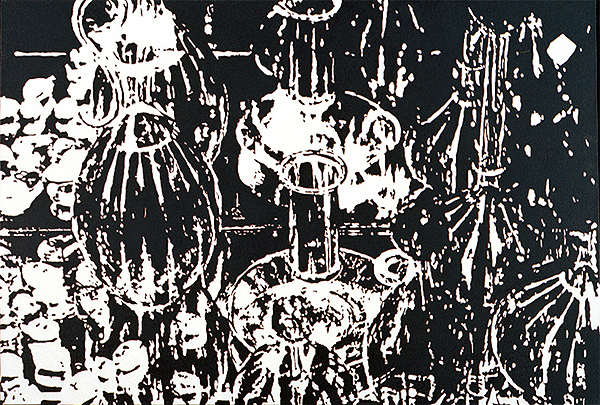
Mário Röhnelt: sem título, 1991, acervo do MARGS
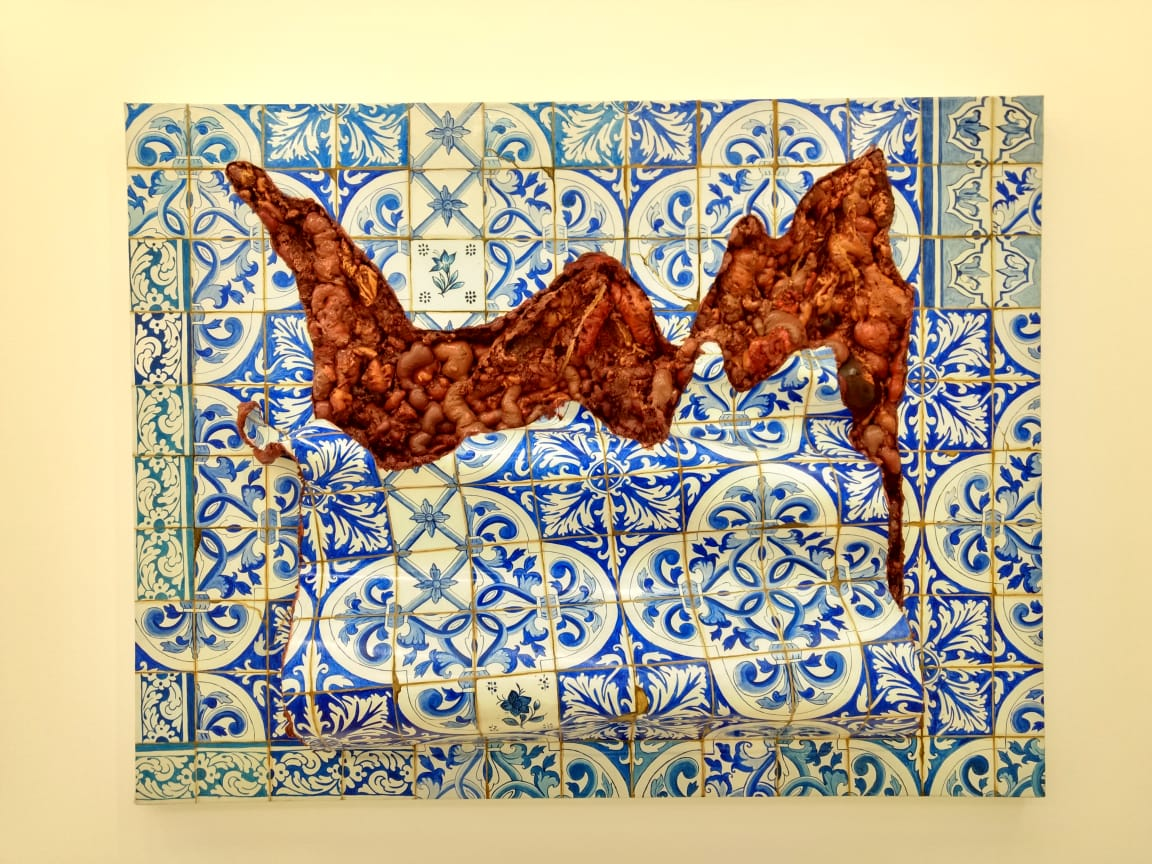
Adriana Varejão: Outros corpos detrás, 2019
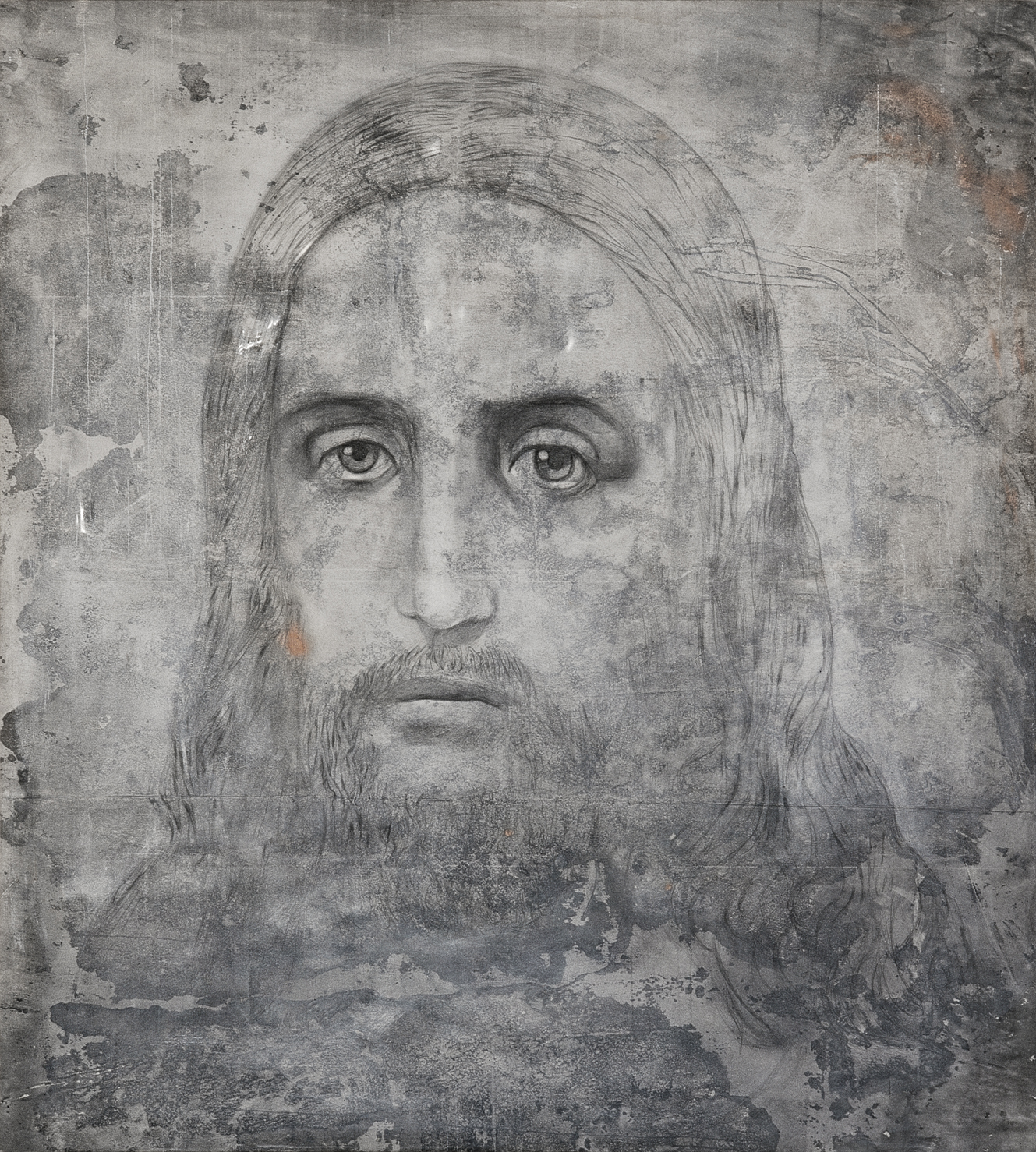
Richard John: da série Morphing Jesus, 1995, coleção do artista
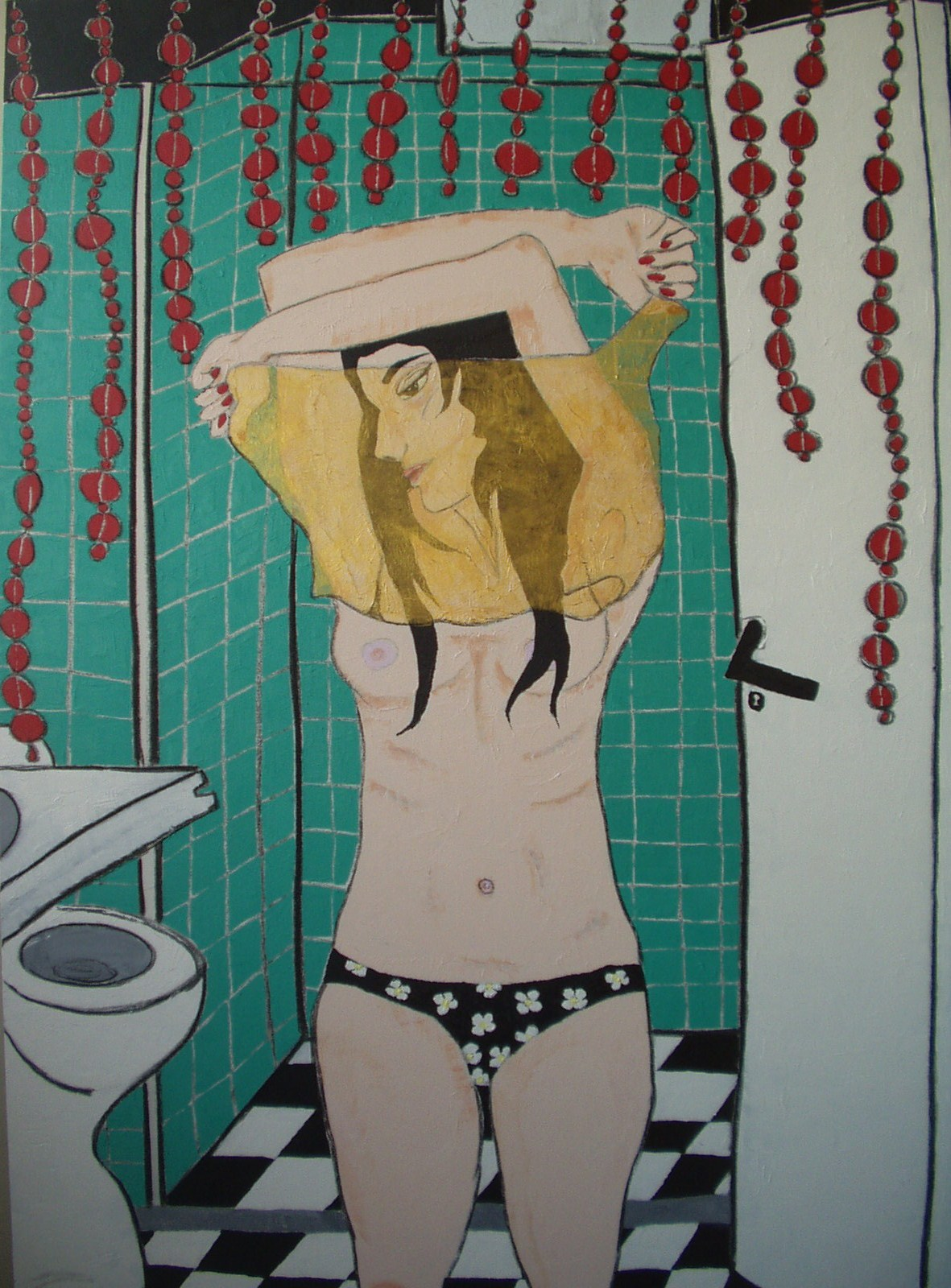
Kika Salvi: Serena Bukowski, 2008

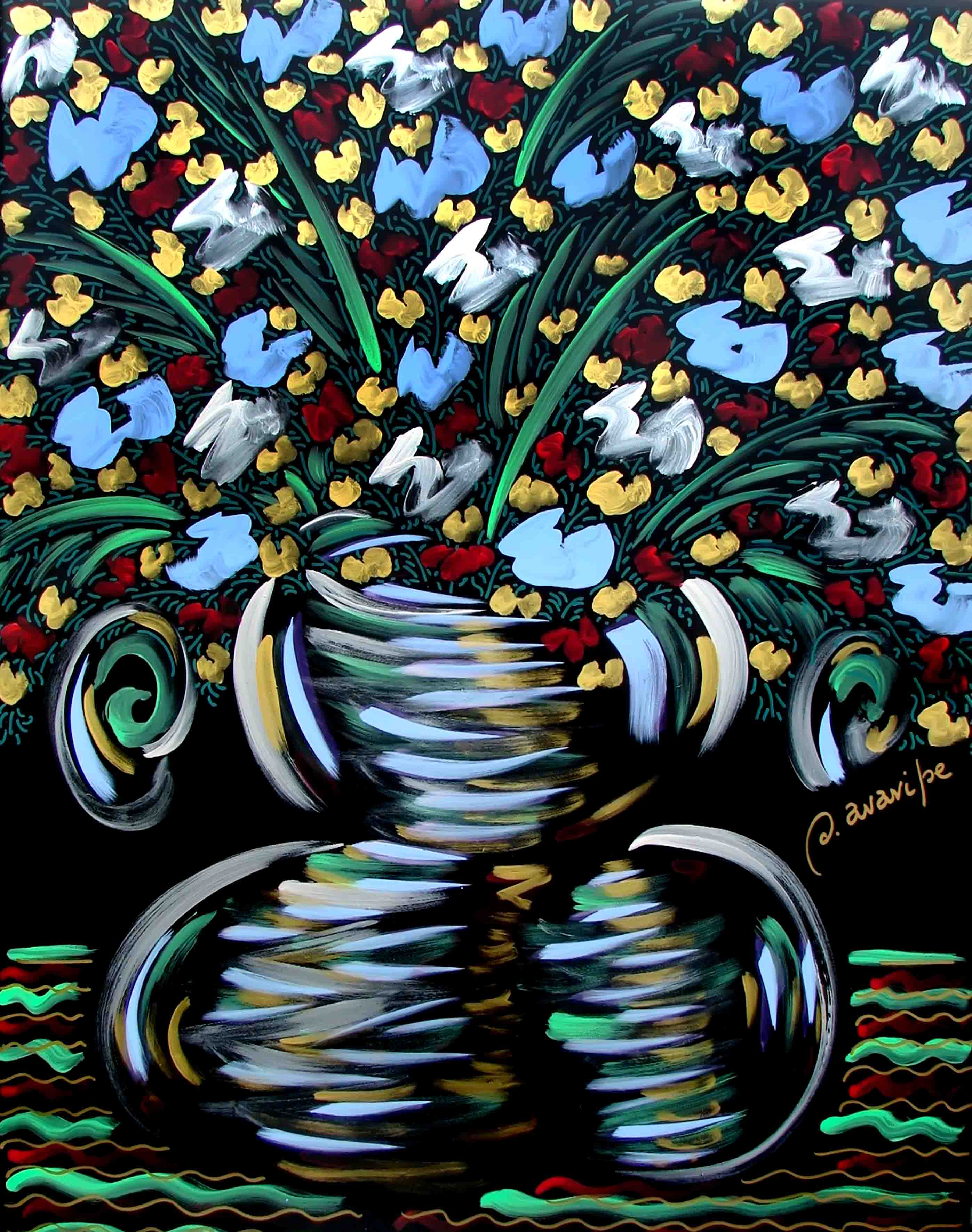
Oscar Araripe: Flores, 2009
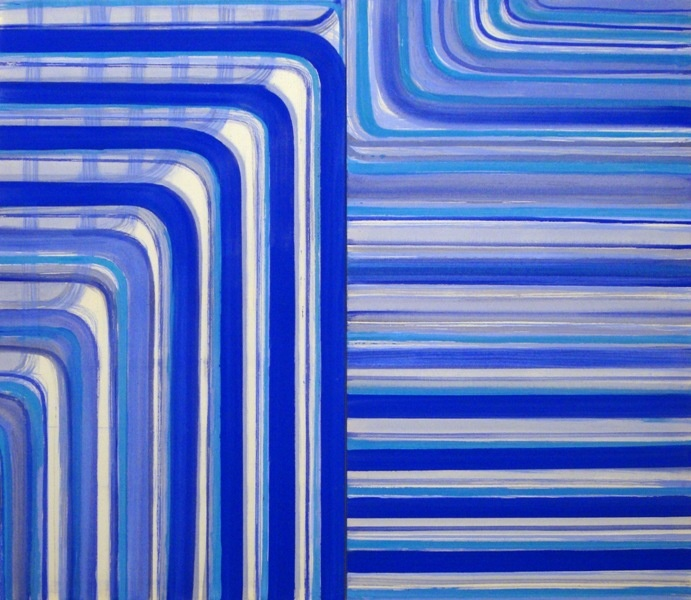
Niura Bellavinha: Fluidos e fixos - correnteza 2, 2010
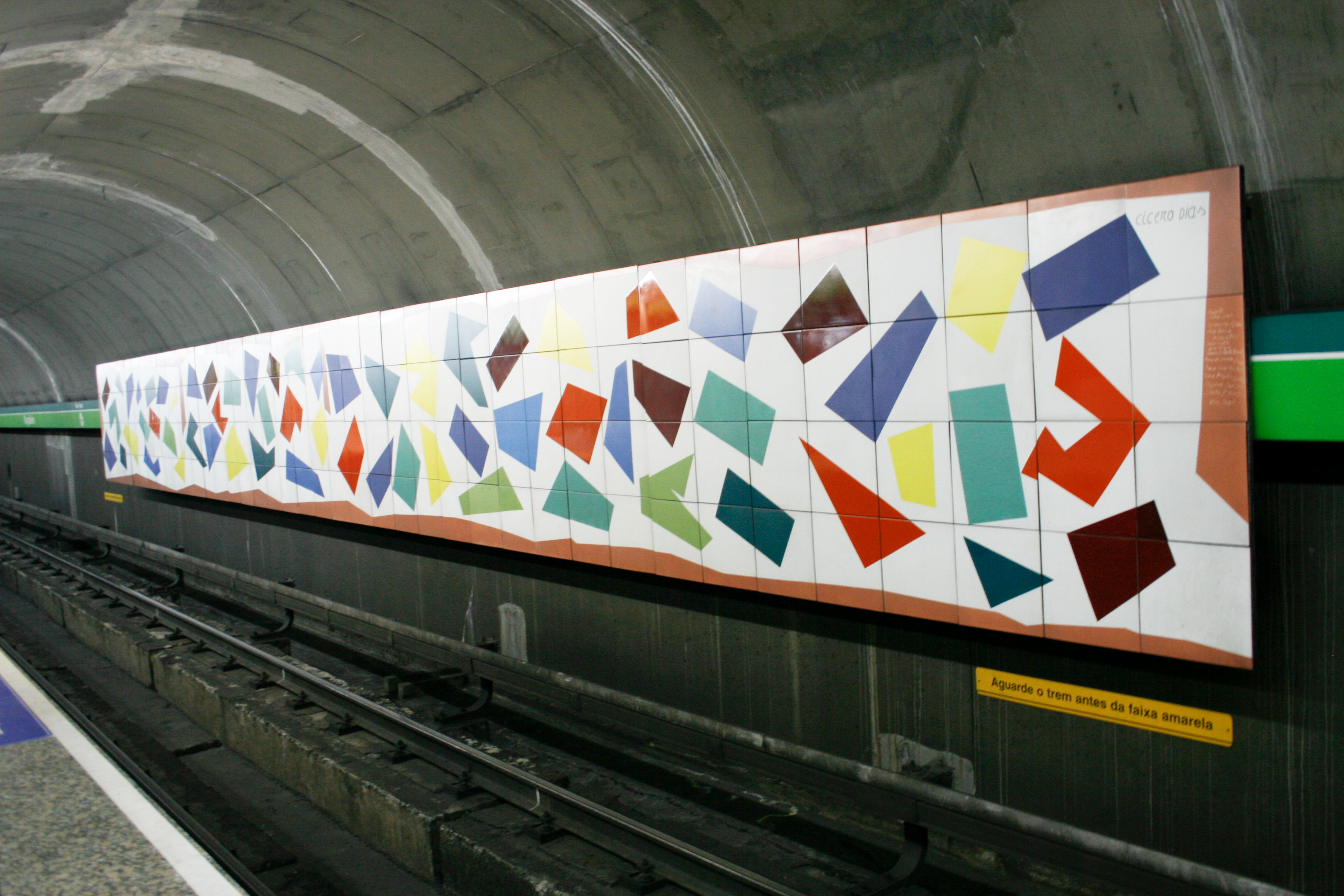
Cícero Dias: Cores e formas, 2011
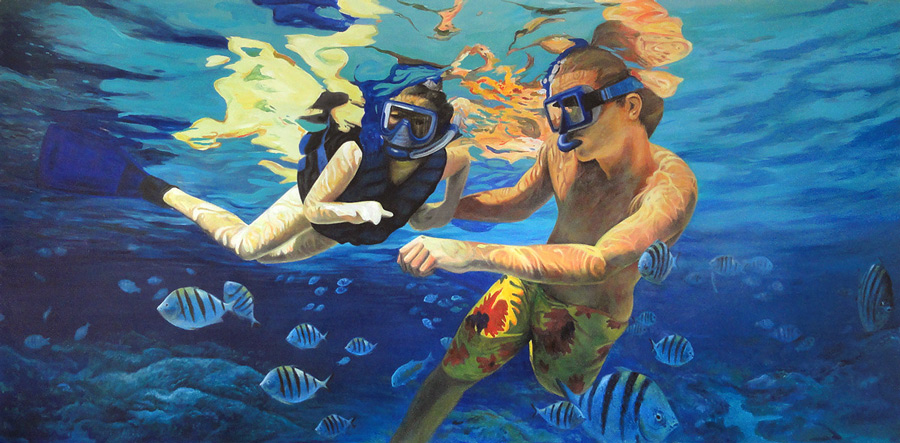
Ricardo Frantz: Iniciação, acrílica sobre tela, 2012
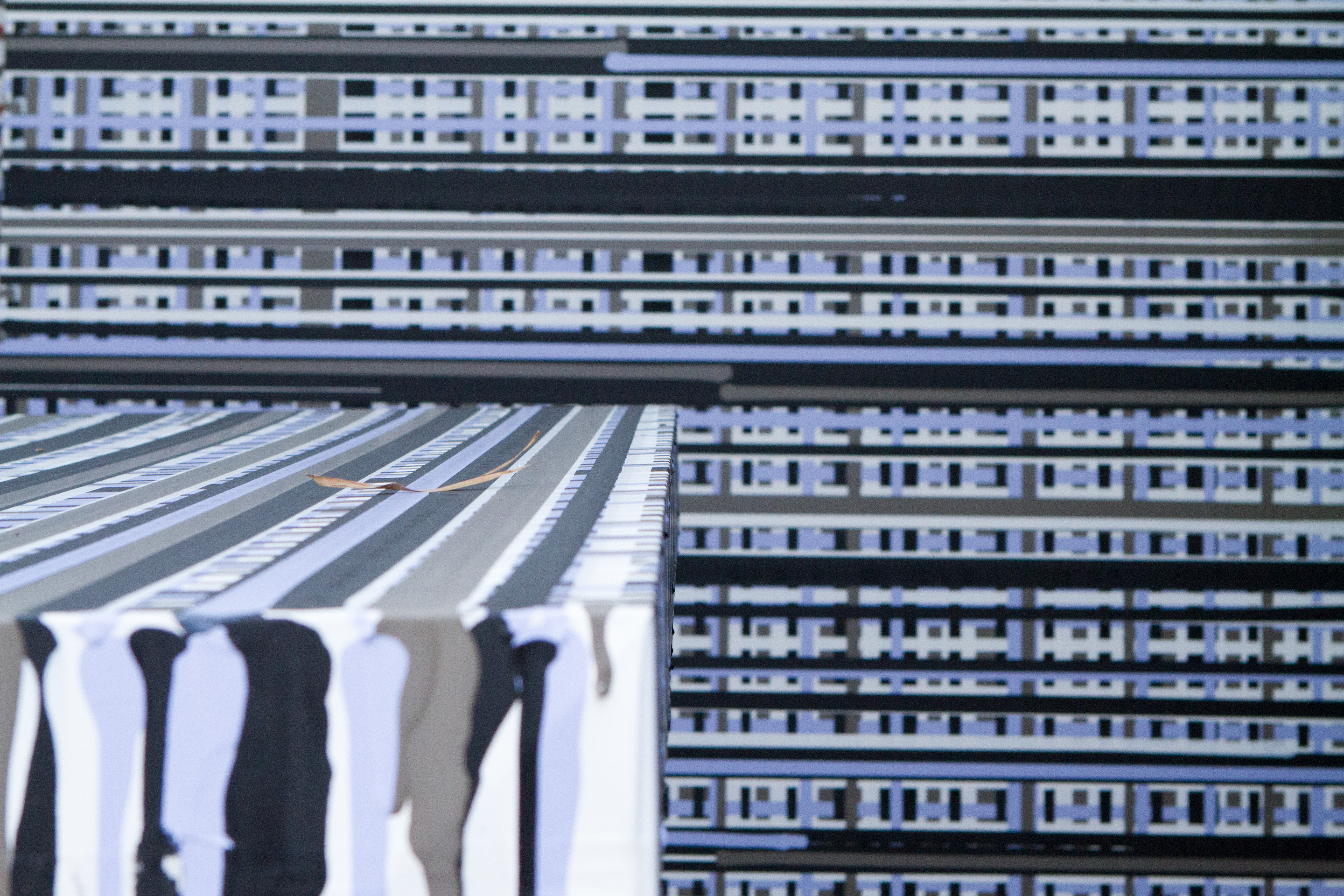
Daniel Feingold: detalhe da série Estrutura, 2017

## Pintura marginal
À margem do grande circuito oficial ou semi-oficial das artes, que sempre teve um caráter marcadamente intelectualizado, no Brasil existe ainda um rico acervo de pintura que não se enquadra em qualquer categoria erudita. São os artistas populares ou Naïfs, o caso especial da arte dos alienados mentais, e a recente produção de graffitis nas grandes cidades.

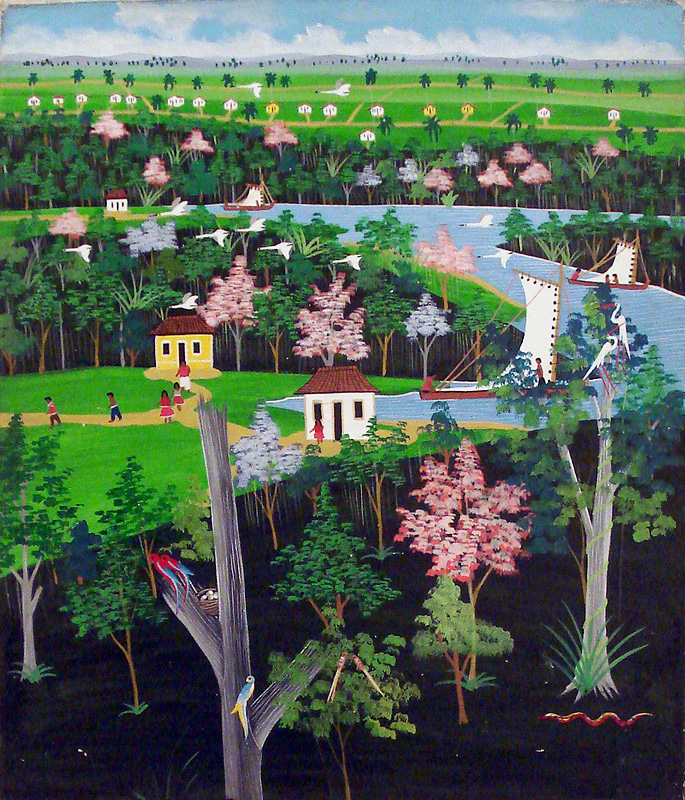
Anônimo pernambucano: Paisagem.

### Artenaïf
O gênero pode ser rastreado desde o barroco brasileiro, onde muitas obras nitidamente nasceram fora dos círculos ilustrados, e sendo em geral peças de devoção religiosa destinadas ao adorno de locais de culto, acabaram misturadas ao contexto geral. Mas somente no início do século XX o gênero recebeu atenção da crítica especializada, a partir da produção de José Bernardo Cardoso Júnior, o Cardosinho. Alheios à evolução erudita e sem preparo acadêmico, muitos deles anônimos, preservam uma atmosfera muitas vezes atemporal e ingênua em sua produção, sem que isso comprometa suas qualidades estéticas, que primam pela originalidade de soluções plásticas. Nomes maiores desta seara são Heitor dos Prazeres, Djanira (um caso na verdade híbrido), Chico da Silva, José Antônio da Silva, José Rodrigues de Miranda, Agostinho Batista de Freitas, Antônio Poteiro, Ivonaldo Veloso de Melo, Rosina Becker do Valle, Constância Nery, Rodolpho Tamanini Netto, Sônia Furtado, Tercília dos Santos, Dalvan da Silva Filho, e legião de outros.

### Arte dos alienados
Tantas vezes considerada mera expressão de mentes perturbadas, sem mérito artístico, o imaginário elaborado por doentes mentais recebeu atenção inicialmente por parte de psiquiatras e psicólogos, que através dele buscavam a compreensão do universo interior de um sujeito que muitas vezes não era capaz de se expressar de outra forma. Este campo no Brasil mereceu cuidado especial a partir do trabalho pioneiro de Nise da Silveira no Centro Psiquiátrico Nacional Pedro II, no Rio de Janeiro, hoje denominado Instituto Municipal Nise da Silveira em sua homenagem. Em 1952 ela fundou o Museu de Imagens do Inconsciente para preservação e estudo de um vasto acervo de obras produzidas no atelier do Centro Psiquiátrico, e desde então a crítica de arte nacional têm dado alguma atenção a estes trabalhos, que amiúde têm grande poder expressivo e alto requinte visual. Dos artistas brasileiros são exemplos notáveis Artur Amora, Emygdio de Barros, Carlos Pertuis, Isaac Liberato, Pedro Cornas, Albino Braz e Bispo do Rosário.

### Ograffiti

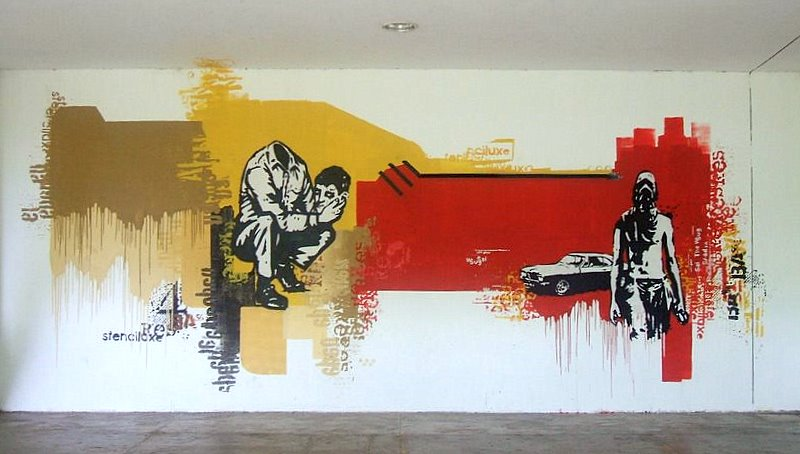
Graffiti de Daniel Melim, na parte externa do Museu Afro Brasil, no Parque do Ibirapuera, em São Paulo.

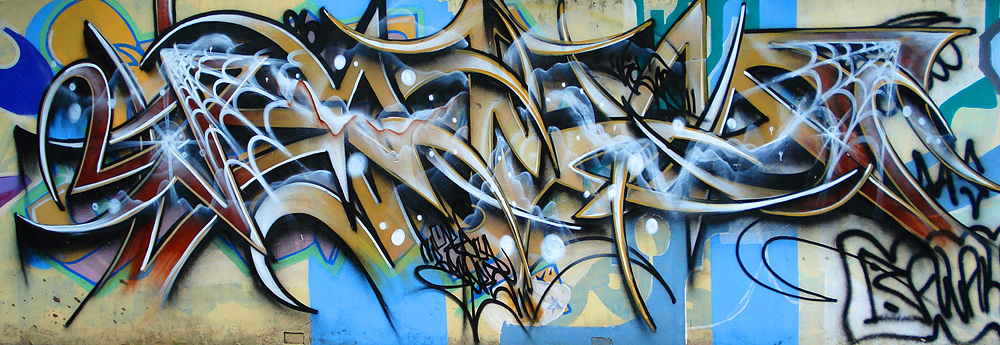
Graffiti anônimo em Porto Alegre.

De existência imemorial, as inscrições e pinturas de paredes anônimas, os graffiti, tomaram força a partir dos protestos de rua parisienses de 1968, como forma contestação do sistema ou da cultura oficiais. Entendida por seus ativistas dos anos 80 - quando já se havia feito notar como forma de expressão peculiar - como uma maneira de comunicação e autoidentificação grupal e de ocupação de espaços urbanos abandonados, mantinha ainda um caráter anarquista de contra-cultura, e se ligava a movimentos musicais como o punk.
Nas Bienais de São Paulo de 1983 e 1985 o gênero recebeu grande atenção da mídia, e recentemente grande número de artistas tem se dedicado a esta modalidade expressiva, de marcadas características gráficas, que através deles vem saindo do anonimato, perdendo sua aura subversiva, adquirindo foros de arte legítima e encontrado apoio oficial através de cursos, eventos especiais e mostras em museus. Alex Vallauri, Hudinilson Júnior, Carlos Matuk, Waldemar Zaidler e Arthur Lara são alguns dos muitos nomes a serem destacados no Brasil.